# Alévisme

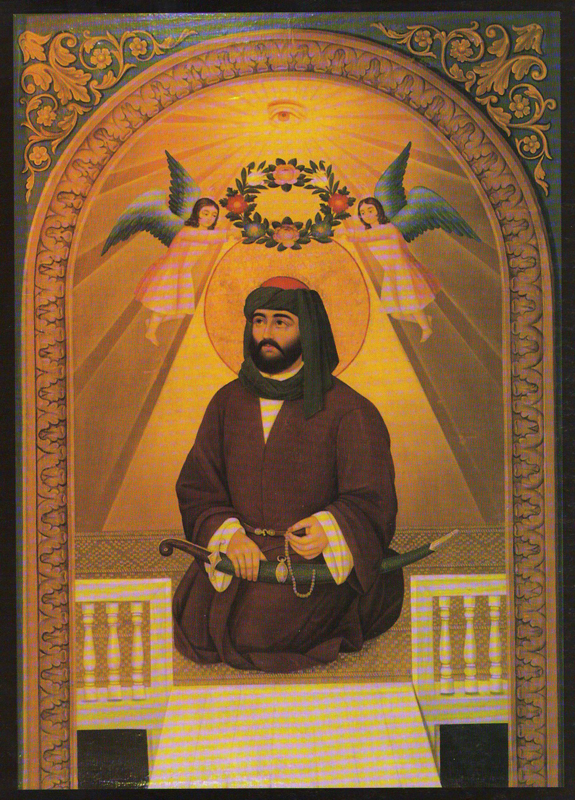
Ali ibn Abi Talib, compagnon et parent proche du prophète, est une figure importante dans l'alévisme (peinture par Hakob Hovnatanyan).

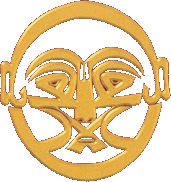
«Khamsa Al-i Aba», calligraphie alevi-bektachi représentant un visage humain dans lequel on peut lire Mahomet, Ali, Fatima Zahra, Hassan et Hussein.

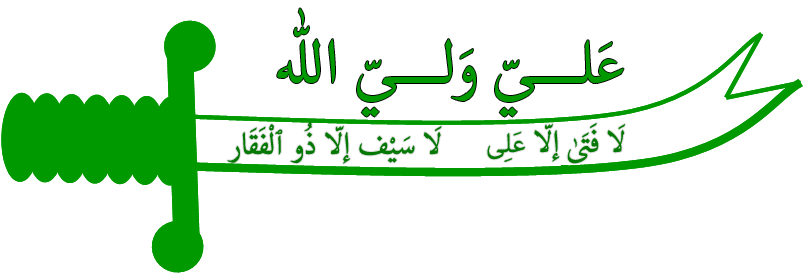
Représentation de Zulfikar, l'épée d'Ali. Les alévis bektachis attribuent la phrase suivante au prophète Mahomet, « Il n'y a pas de héros comme Ali, Il n'y a pas d'épée comme Zulfikar (lā fatā ʾillā ʿalī, lā saīf ʾillā ḏū-l-fiqār, لا فتى إلا علي لا سيف إلا ذو الفقار) ».

Pour les alévis bektachis, Asadullah est le surnom donné par le prophète Mahomet à son gendre et cousin Ali. Asadullah signifie le Lion de Dieu. L'alévisme, le soufisme et le chiisme duodécimain considèrent Ali comme le détenteur des secrets divins et de la signification ésotérique de l'islam qui lui seraient transmis par Mahomet.

Script ambigramme, où Mahomet محمد à l'envers est lu comme Ali علي, et vice versa. L'imam Ali est le gendre et cousin du prophète Mahomet.

« Alévi » redirige ici. Pour les articles homophones, voir Halévi et Halévy.
Ne doit pas être confondu avec Alaouites.
L'alévisme (Alevilik en turc, Elewî en zazaki, Elewî en kurmandji, al ‘alawīyyah en arabe) est un courant religieux syncrétique issu du chiisme duodécimain avec des influences significatives du soufisme, de la philosophie mystique et des traditions préislamiques telles que le zoroastrisme. Bien que les Alévis se considèrent comme faisant partie de l'islam, leur pratique religieuse se distingue par une approche ésotérique et symbolique, privilégiant l'expérience spirituelle directe plutôt que les rituels formels. L'alévisme met l'accent sur l'unité de l'humanité avec le divin et la recherche de la vérité intérieure, concept exprimé par le terme Haqq (la Vérité).
La croyance alévie s'articule autour de la vénération d'Ali, cousin et gendre du prophète Mahomet, et des Douze Imams du chiisme. Cependant, contrairement au chiisme traditionnel, l'alévisme met un accent particulier sur la figure du guide spirituel ou dede, qui joue un rôle central dans la transmission des enseignements spirituels et moraux. Les dedes sont les détenteurs d'une chaîne initiatique de savoirs ésotériques qui, selon la tradition, remonte à Ali lui-même.
Les pratiques religieuses alévies sont également distinctes de celles de l'islam sunnite. Par exemple, les Alévis ne pratiquent pas les cinq piliers de l'islam de manière traditionnelle, notamment le jeûne pendant le ramadan ou la prière quotidienne à la mosquée. En revanche, ils se rassemblent dans des lieux de culte appelés cemevi pour célébrer le cem, une cérémonie communautaire qui comprend des prières, des chants sacrés appelés nefes, et la semah, une danse rituelle symbolisant l'harmonie entre l'homme et l'univers.
Historiquement, l'alévisme a subi une longue période de marginalisation et de persécution, en particulier sous l'Empire ottoman, où les Alévis étaient perçus comme une menace à l'autorité sunnite, en partie à cause de leur alliance présumée avec les safavides chiites d'Iran. Le terme Kizilbash (têtes rouges) était souvent utilisé de manière péjorative pour désigner les Alévis, soulignant leur opposition aux Ottomans. La persécution a continué sous la République de Turquie, où l'identité alévie a été confrontée à l'hostilité de la majorité sunnite.
Malgré cette histoire de marginalisation, l'alévisme a survécu et a évolué, particulièrement dans les zones rurales et les montagnes de l'Anatolie, où les communautés alévies ont maintenu leurs pratiques loin du regard des autorités. Avec la modernisation et la migration vers les zones urbaines à partir des années 1950, les Alévis ont commencé à jouer un rôle plus visible dans la société turque, notamment à travers leur participation à des mouvements politiques de gauche et des campagnes pour la laïcité et les droits de l'homme.
Depuis les années 1990, on observe un renouveau culturel et spirituel alévi, avec des efforts croissants pour la reconnaissance officielle des cemevi comme lieux de culte, et pour l'inclusion de l'enseignement alévi dans les programmes scolaires turcs, encore largement dominés par l'islam sunnite. L’alévisme, en tant que mouvement religieux et culturel, continue de jouer un rôle essentiel dans le paysage religieux et politique de la Turquie contemporaine, où il symbolise la diversité spirituelle et le pluralisme au sein de l'islam.

## Étymologie
« Alevi » est généralement expliqué comme se référant à Ali, le cousin et gendre de Muhammad. Le nom représente une forme turque du mot ʻAlawiyy (arabe : علوي) "de ou relatif à Ali".
Un point de vue minoritaire est celui des Ishikistes, qui affirment que "Alevi" dérive de "Alev" (flamme en turc) en référence au feu qui est largement utilisé dans les rituels alévis. Selon eux, l'utilisation des bougies est basée sur le Coran, sourate an-Nur, versets 35–36 :

« Dieu est la Lumière des cieux et de la terre. L'exemple de Sa lumière est comme une niche dans laquelle se trouve une lampe, la lampe est enfermée dans un verre, le verre est comme une planète radieuse, qui est allumée par un arbre d'olivier béni qui n'est ni de l'est ni de l'ouest, son huile donne presque de la lumière même si elle n'est pas touchée par le feu. Lumière sur lumière, Dieu guide vers Sa lumière qui Il veut. Et Dieu propose des exemples pour les gens, et Dieu est au courant de toutes choses. (Allumée est une telle Lumière) dans des maisons, que Dieu a permis d'être élevées pour honorer; pour la célébration, en elles, de Son nom : En elles Il est glorifié dans les matins et dans les soirs, (encore et encore). »

## Introduction
Le lieu de culte, le cemevi, signifie maison ou lieu du rassemblement, où nous pouvons constater la prière mixte (hommes et femmes mélangés). Leurs cérémonies religieuses s'accompagnent d'un système de mouvements circulaires sacré (le semah) au rythme du baglama. Leurs chefs spirituels, aussi bien des hommes (Dede) que des femmes (Ana), sont vus comme descendants du prophète Mahomet, des dignitaires bektachis élus par la communauté ou de grandes figures de la cause alevi. Le Coran est considéré comme le dernier livre saint envoyé par Dieu. « Dört kitabın dördü de Hak » est une formule soulignant le fait que les quatre livres saints (Coran, Bible, Torah et Livre des Psaumes) ont le même degré d'importance. Pour les alévis bektachi, les textes relatifs au foulard des femmes n'ont aucun caractère universel et ces textes sont, selon les conditions de notre époque, caducs ou non valides. De plus, la révélation de Dieu ne se limite pas aux textes sacrés. La science et le savoir sont les paroles divines inépuisables et se conformer au savoir c'est bénéficier de la révélation inépuisable de Dieu. Aussi, le premier devoir du véritable croyant est de « lire » pour augmenter ses connaissances et comprendre l'Univers. Par ailleurs, Dieu est en tout dans l'Univers, y compris en l'Homme. Aussi, l'initié doit aimer chaque création d'Allah et ne pas discriminer les êtres humains. L'amour du genre humain est l'essence de l'alévisme bektachisme qui croit en la manifestation du Créateur en l'Homme et donc en l'immortalité de l'Humanité (« Vech-i Âdemde tecelli eyleyen Allah'tır »). Contrairement à l'islam sunnite, qui reste fidèle à la langue du Coran dans tous les domaines de la vie religieuse, les alévis et les bektachi utilisent leur langue vernaculaire dans la liturgie. Ils sont très conservateurs de la langue turque et fidèles à leurs ancêtres turkmènes.
Partisans de la laïcité, ils s'opposent à toute intrusion du pouvoir temporel (politique) dans la sphère spirituelle (ou atemporelle) et inversement,. Cette laïcité s'appuie sur l'interprétation de la bataille de Kerbala en 680, où les troupes omeyyades vainquirent les partisans d'Ali. Pour les alevi bektachi, cet évènement est l'une des premières formes d'intrusion du pouvoir politique dans la sphère religieuse. Leur version de cette bataille décrit les Omeyyades et Yazid avides de pouvoir et utilisant la religion comme un moyen pour maintenir leur autorité.
La majorité des alévis sont d’origine turque (environ 50 %). On trouve également un pourcentage significatif d'alévis d'origine kurde (environ 40 %), incluant les Kurdes kurmanji et zazas (environ 5 millions). Il existe aussi une minorité turkmène qui représente environ 10 % de la population alévie. Dans la région de la mer Noire, l'alévisme est également présent dans la communauté laze. Dans les Balkans, une partie importante des Albanais ainsi que de petits groupes bosniaques et macédoniens sont bektachis. Il existe également des communautés alévies en Grèce, en Bulgarie, à Chypre, en Crimée, en Azerbaïdjan, en Syrie, en Iran et en Irak.
L'alévisme constitue la seconde branche religieuse islamique en Turquie après le sunnisme. Les estimations divergent sur leur nombre : officiellement ils sont entre 10 et 15 %, mais d’après les sources alévies ils représenteraient entre 20 et 25 % de la population nationale. À la suite des répressions exercées sous l'Empire ottoman et la République, les communautés alévies pratiquent leur culte en secret ou « Takiye ». Les démographes et les universitaires avancent le chiffre de 15 à 20 millions.
En décembre 2014, la Cour européenne des droits de l'homme condamne la Turquie pour « discrimination sur la base de la religion » à l'égard du culte alévi-bektachi, en violation de la Convention européenne des droits de l'homme, article 9 relatif au droit à la liberté de pensée, de conscience et de religion, et article 14 relatif à l'interdiction de la discrimination.
À ce jour, l'alevisme bektachisme est officiellement ignoré, par les autorités turques et leurs lieux de culte n'ont aucune reconnaissance juridique. L'Allemagne, l'Autriche et le Danemark ont officiellement reconnu l'alévisme comme un culte. Le 10 décembre 2015, la Turquie annonce pour une énième fois qu'elle va reconnaître la communauté Alévie et ses lieux de culte.
L'appartenance des alévis à l'islam est polémique. Certains d'entre eux se considèrent comme musulmans, d'autres non. Ils sont tantôt considérés comme étant une branche du chiisme duodécimain, et qualifiés de ghulat, tantôt comme une religion à part.

## Définition des termes Alevi, Kizilbach et Bektachi
Alevi signifie « adepte d'Ali », gendre et cousin du prophète de l'islam. À l'alévisme sont associés les termes « Qizilbash-Alevi » et « Bektachi ».
Bien que les croyances soient similaires et que le distinguo ne soit plus d’actualité dans la Turquie républicaine, ces deux termes renvoient à des réalités sociales distinctes sous l'Empire ottoman :
- les Alevi-Qizilbash sont principalement des paysans et nomades d'origine turkmène et kurdes présents en milieu rural. Leur soutien au Chah Ismail Ier, souverain iranien qui régna sur l'État Séfévide, leur vaut le ressentiment du pouvoir central ottoman et une persécution féroce orchestrée par les forces de sécurité intérieures. À cette époque, les partisans d'Ismail Ier qui portent un bonnet de couleur rouge avec douze plis en référence aux 12 imams du chiisme duodécimain se font appeler Qizilbash.
- les Bektachis sont un phénomène urbain et correspondent aux sunnites, chrétiens et israélites convertis aux croyances alevies. Organisés en confrérie ou ordre religieux, ils sont influents chez les artisans (ahilik), les janissaires (chargé des frontières extérieures recrutés parmi les populations chrétiennes) et autres centres de pouvoir. Les bektachi recevaient le soutien des sultans qui les utilisaient pour atténuer les tensions entre le pouvoir central sunnite et les alevis[pas clair] et pour préparer les populations locales avant l'annexion de nouveaux territoires. Chaque campagne militaire était précédée par l'envoi de derviches bektachis dont la mission était de se fondre dans la population pour exposer un islam tolérant et ouvert. L'imbrication des Bektachis avec le pouvoir politique éloigne certains d'entre eux des valeurs religieuses et des idéaux originels. Ainsi, les janissaires deviennent un redoutable corps militaire.

Chez les alévis, il y a une condition de filiation: il faut être né d'une mère ou d'un père Alévi et pour devenir « dede » (chef spirituel), il faut démontrer son appartenance à un « ocak » ou être descendant du prophète. Il est possible de se convertir aux croyances alevies en devenant membre de la confrérie bektachi, chez qui le « baba » (chef religieux) est élu par la communauté du dergah.
L'alévisme a eu un impact fondamental dans l'histoire, la religion et la culture des peuples d'Asie centrale, d'Anatolie et des Balkans[réf. nécessaire]. En Turquie, les Mevlevi-Shemsis, font partie de l'islam alévi. Il existe aussi en Azerbaïdjan, en Iran et en Irak, d'autres groupes religieux chiites hétérodoxes (ghulāt) apparentés à l'alévisme et bektachisme tels le yârsânisme (Kurdes) dit aussi Ahl-e Haqq ou Ali-Ilahi, les Kakaiyya (Kurdes/Turkmènes), Shabak (Kurdes), Sarliyya (Kurdes), Ibrahimiyya, Kirklar ou Jahaltan (Turkmènes)… Ils reconnaissent tous notamment Hadji Bektash mais à des degrés divers[réf. nécessaire].
Les Nusayris (ou Alaouites) arabes dans le sud de la Turquie et en Syrie présentent des similitudes avec les alévis. En Turquie, les alawites et les kizilbash se considèrent coreligionnaires si bien que les alawites sont également appelés alevis arabes.
Comme de nombreux courants ésotériques, l'alévisme a été marqué par des divergences et contradictions après un cycle où les ordres étaient cloisonnés géographiquement puis à une ouverture marquée par la confrontation à la religion dominante et aux divers rationalismes aussi bien scientifiques, politiques que religieux. La filiation spirituelle traditionnelle était rompue, de nombreux alévis d'origine se sont réfugiés dans d'autres courants : politiques (surtout de gauche), d'autres ont été assimilés au chiisme usuli propagandiste, d'autres au sunnisme.
Ainsi on dénombre respectivement quatre courants du plus important au plus marginal :
- Traditionalistes : originellement attachés aux ordres (odjak) et confréries, se rattachent à l'islam ésotérique (dit batinite) dont la connaissance a été transmise de maître à disciple par les imams duodécimains. Ils s'organisent en « Maître-Disciples ».
- Traditionalistes turquistes : revendiquent un islam « adapté » aux Turcs, sont sensiblement proches des traditionalistes concernant la pratique, etc.
- Traditionalistes orthodoxes : étaient rattachés aux ordres (odjak) mais intègrent la jurisprudence chiite Usuli.
- Néo-alevi : issus pour la plupart de mouvements politiques de gauche (athées, rationalistes) ont rompu avec la filiation spirituelle ésotérique, se réapproprient depuis une quinzaine d'années l'alevisme l'associant à un mouvement culturel, philosophique, politique (nationaliste kurde, turc ou gauchiste) syncrétiste. Ces théories syncrétistes (rationalistes) ont d'abord été mises en avant par des chercheurs qui n'étaient pas alevis (Mélikoff…) et qualifiées depuis longtemps par des représentants religieux, politiques sunnites, les excluant de l'islam. Ils s'organisent actuellement en association civile (culturelle, politique).

## Histoire
- Des croyances spirituelles et mystiques :
  - le soufisme, courant mystique de l’Islam, qui a façonné de nombreux aspects de la pratique spirituelle alévie.
  - le zoroastrisme (ancienne religion perse) avec des concepts tels que le dualisme entre le bien et le mal, ainsi que le respect de la nature.
- Des croyances indo-européennes (Iran et Kurdistan) qui ont influencé la structure religieuse locale.
- Des religions monothéistes :
  - l’Islam chiite, mais aussi des influences plus anciennes comme le judaïsme et le christianisme, qui ont laissé une empreinte théologique sur l’alévisme.

Comme toutes les croyances monothéistes, influencées par les théologies qui les précèdent (zoroastrisme, judaïsme, christianisme et islam), l’alévisme reflète une synthèse unique de ces traditions.
L'islam se divise après la mort de Mahomet en deux courants :
- les sunnites qui voient en Abou Bakr As-Siddiq le successeur du prophète
- les chiites pour qui Ali est le successeur de Mahomet. Pour les chiites les successeurs légitimes du prophète sont les membres de sa famille, c'est-à-dire l’Ehlibeyt.

Au IXe siècle, le 8e des douze imams de l’Ehlibeyt, Imam Riza, se réfugie au Khorasan en raison des persécutions des dignitaires sunnites. Imam Riza y forme des disciples et les envoie parmi les populations turcophones du Khorasan et du Turkestan pour les convertir à la cause de l’Ehlibeyt. Ces conversions marquent la naissance de l’islam alévi.[réf. nécessaire]

Ismail Ier ou Chah Hatayi (1501-1524 d'origine turkmène) : il est le fondateur de la dynastie des Séfévides, Chah d'Iran et d'Azerbaïdjan. De nombreux deyiş alevi lui sont associés.

De 860 à 931 un État alévi avait été fondé[réf. nécessaire] au sud de la mer Caspienne par Hasan bin Zeyd, descendant de l’imam Hassan.
Vers les années 941-942 le voyageur arabe Abu Dulaf, qui se trouvait en Asie centrale, parle pour la première fois des Turcs alévis (alawi en arabe).
Au XIIIe siècle, le saint Hünkar Hajji Bektash Wali (Veli), disciple d'Ahmed Yasavi émigre en Anatolie parmi des populations turkmènes. Trois siècles après sa mort, Balim Sultan s'inspirera de sa théologie pour créer le bektachisme (Babagan), une confrérie religieuse.
Au début du XVe siècle, l’oppression ottomane envers les alévis devient insupportable[source insuffisante][Passage contradictoire] et ces derniers soutiennent le Chah Ismail Ier iranien d'origine Kurde . Ses partisans, qui portent un bonnet de couleur rouge avec douze plis en référence aux douze imams du chiisme duodécimain se font appeler Qizilbash. Les Ottomans qui s’étaient persanisés et arabisés[pertinence contestée] considéraient comme ennemis les Qizilbash (alévis). En 1514, l'Empire ottoman remporte la bataille de Tchaldiran marquant la défaite d'Ismail Ier et de ses partisans.
Cet évènement combiné à la victoire des armées ottomanes sur les Mamelouks en 1516 à la bataille d'Alep marque un tournant dans l'organisation de l'Empire ottoman. Avant 1517, l'Empire ottoman n'a pas de religion ou ne repose pas sur un système religieux. En 1516, les Ottomans mettent un terme au Califat des Mamelouks puis Yavuz Sultan Selim s'empare des insignes du pouvoir califal détenus au Caire (fin du Al-Mutawakkil III). En 1517 Yavuz Sultan Selim fait du sunnisme la religion de l'empire. Ce faisant il se démarque de son grand rival Ismail Ier acquis à la cause de l'Ehlibeyt. Environ deux mille oulémas sont importés de la mosquée al-Azhar d'Égypte pour «sunniser» le pays et les chefs religieux alevi, bektachi et mevlevi qui sont à l'origine de l'islamisation de l'Anatolie et des Balkans sont soit exécutés, soit exilé à Malte ou dans le Hedjaz.
Dès lors, l'alévisme est considérée comme hérétique par le pouvoir central sunnite ottoman. Yavuz Sultan Selim lance une politique de dénigrement, de répression et d'assimilation des alevis. Toutefois, les bektachis qui du vivant de Balim Sultan avaient assuré une mainmise sur le corps des janissaires dont le bektachisme sera la référence religieuse principale continuent à jouer un rôle important au sein de l'élite.
Durant tout le XVIe siècle et la première moitié du XVIIe siècle, il y eut des dizaines de soulèvements. Les alévis avaient deux possibilités : se convertir au sunnisme ou mourir. Les uns se sont convertis et les autres se sont retirés dans les montagnes.
En 1826, Mahmoud II met définitivement un terme au système des janissaires. L'ordre des bektachi est mis hors la loi, de nombreux dignitaires de la capitale sont exécutés, d'autres sont déportés en Anatolie. Les tekke sont fermés, détruits ou attribués à des institutions orthodoxes comme l'ordre des Naqshbandiyya.
Au début du XXe siècle, beaucoup d'alévis ont soutenu Atatürk lors de la guerre d'indépendance et les réformes qui suivirent, croyant pouvoir accéder à la laïcité et ainsi pouvoir pratiquer leur culte en liberté. Si certains seront cependant victimes de massacres en 1937-38 lors de l’insurrection des alévis kurdes appelés « zaza », ils restent majoritairement satisfaits du gouvernement, qui tente de marginaliser l’extrémisme religieux et la nostalgie de l'empire ottoman.
Dans la deuxième moitié du XXe siècle, l'absence d'esprit d'ouverture de nombreux responsables sunnites et leur main mise sectaire sur les corps d’État (dont les structures religieuses) n'a pas permis d'évoluer vers une reconnaissance officielle. Les alévis vivaient en milieu rural. Les pressions ottomanes sunnites les ont contraints à y rester et/ou s'y cacher.
Dans les années 1960, avec l’exode rural, ils ont commencé à émigrer dans les grandes villes comme İstanbul, Ankara, İzmir. En 1966, un parti politique, Birlik Partisi (Parti de l'unité) émanant de la communauté alévie est fondé. Cet évènement marque le début de l'organisation politique et associative des alévis.
Pendant les années de guerre froide, une polarisation idéologique s'opère, souvent à partir des identités confessionnelles. Les sunnites conservateurs adhèrent massivement aux partis de droite et d’extrême droite tandis que les alévis soutiennent généralement les partis de gauche ou d’extrême gauche. Au cours des années 1970, plusieurs villes ont été le théâtre de pogroms de la part des Loups Gris, un mouvement d’extrême droite. Des centaines d’alévis sont massacrés à Malatya, Kahramanmaras et Corum sur fond d’émeutes anticommunistes. Le régime issu du coup d’État militaire du 12 septembre 1980 se montre également hostile aux alévis. En mars 1995, les quartiers alévis d'Istanbul sont attaqués par des escadrons de la mort liés à la police, faisant vingt-deux morts.
Ces dernières années, avec le développent de théologies non-officielles, la grande majorité des théologiens sunnites reconnaissent ce que les alevi bektachi soulignent depuis des siècles : l'assassinat systématique et la traque des proches du prophète par les Califes Omeyyades et Abbassides. Ainsi, Yasar Nuri Ozturk théologien sunnite dénonce le règne des Omeyyades comme étant une tragédie pour l'Islam. Même les théologiens sunnites rigoristes comme Cübbeli Ahmet Hoca dénonce Yazīd Ier pour les oppressions qu'il fait subir à l'Ahl al-Bayt.
Aujourd'hui, les alévis ne sont toujours pas reconnu en Turquie alors que bon nombre de pays d'émigration de cette communauté reconnaissent officiellement leur culte. Le gouvernement Recep Tayyip Erdoğan cherche à les islamiser. Il a pour cela entrepris une vaste campagne de construction de mosquées dans chaque village alévi et rend obligatoire les cours de religion islamique dans les écoles.

## Croyances
Selon le chercheur Soner Çağaptay, l'alévisme est une "interprétation relativement peu structurée de l'Islam". Le journaliste Patrick Kingsley déclare que pour certains qui se décrivent comme Alevi, leur religion est "simplement une identité culturelle, plutôt qu'une forme de culte".
De nombreux enseignements sont basés sur une tradition transmise oralement, traditionnellement gardée secrète des étrangers (mais maintenant largement accessible). Les Alévis professent couramment la shahada islamique, en ajoutant "Ali est l'ami de Dieu".
La base des croyances les plus distinctives des Alévis se trouve dans les Buyruks (écrits et dialogues compilés de Sheikh Safi-ad-din Ardabili et d'autres notables). Sont également inclus des hymnes (nefes) de figures telles que Ismaïl Ier ou Pir Sultan Abdal, des histoires de Hajji Bektash et d'autres traditions.
Les croyances alévies parmi les Alévis turcs et les Alévis kurdes divergent car les Alévis kurdes mettent davantage l'accent sur Pir Sultan Abdal que sur Haji Bektash Veli, et l'alévisme kurde est davantage enraciné dans la vénération de la nature,.

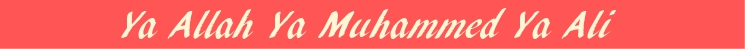
Trinité de l'Alévisme Bektachisme.

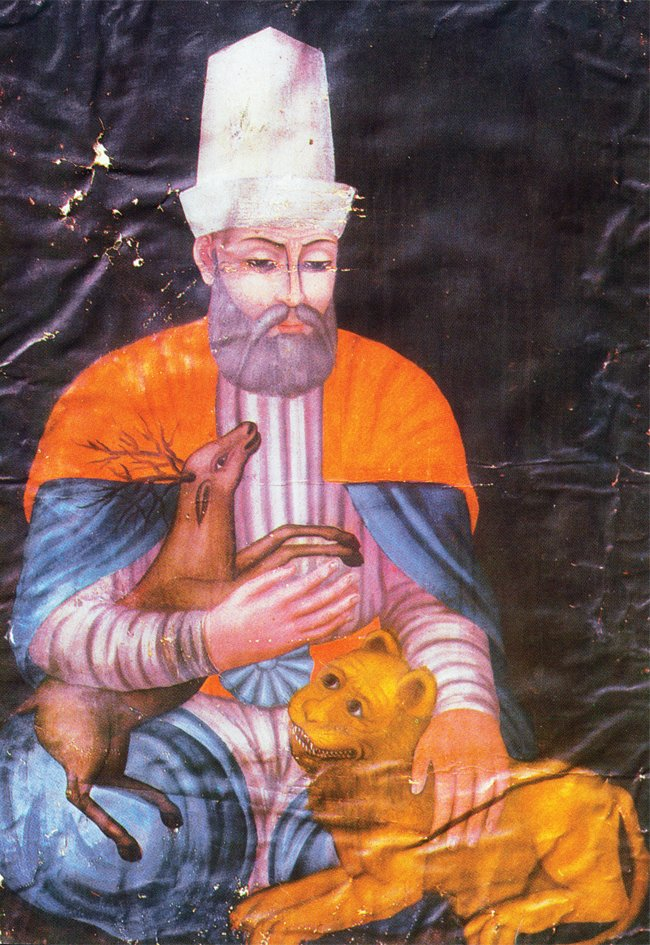
Représentation de Hacı Bektaş Veli (1209-1271) descendant du Prophète Mahomet par Ali ar-Rida. Coiffé du Elifî Tâc il tient dans ses mains deux forces antagonistes: un animal faible et doux (le cervidé) et un lion qui représente la force triomphatrice.

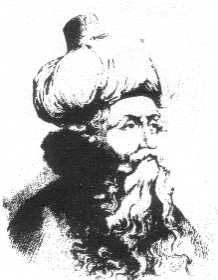
Ibn Arabî : théologien, juriste, poète, métaphysicien et maître arabe-andalous du taçawuff islamique. Dans le domaine métaphysique, il est le plus grand penseur de la doctrine ésotérique du "wahdat al wujud" également présent dans l'alévisme.

L'alévisme se rattache au chiisme duodécimain à travers le sixième imam (Dja'far al-sadiq) et à Haci Bektas Veli, fondateur de l'ordre des bektachi dont la généalogie mythique remonte aussi au cinquième imam. Il se distingue par son non-dogmatisme des dogmes religieux dits « orthodoxes » tels le sunnisme et le chiisme dit jafarisme.
L'alévisme bektachisme est une voie du tasawwouf (soufisme) qui privilégie
- l'amour de Dieu à la crainte du divin,
- le fond du Coran (Batin) à sa forme (Zahir)

dans le but d'atteindre le Seyr-ü süluk ou la maturité spirituelle.
L'amour du genre Humain est l'essence de l'alévisme bektachisme qui croit en la manifestation du Créateur en l'Homme (tecelli) et donc en l'immortalité de l'Humanité.
Pour atteindre son essence, l'impétrant passe par une initiation (Dört kapı kırk makam) qui lui permet de sortir de l’enveloppe de son âme brute pour atteindre la Vérité et devenir Insani Kamil, « l'homme parfait » ayant atteint la vérité divine.

### La trinité «Allah, Mahomet, Ali» et l'Ahl al-Bayt (Eylibeyt)

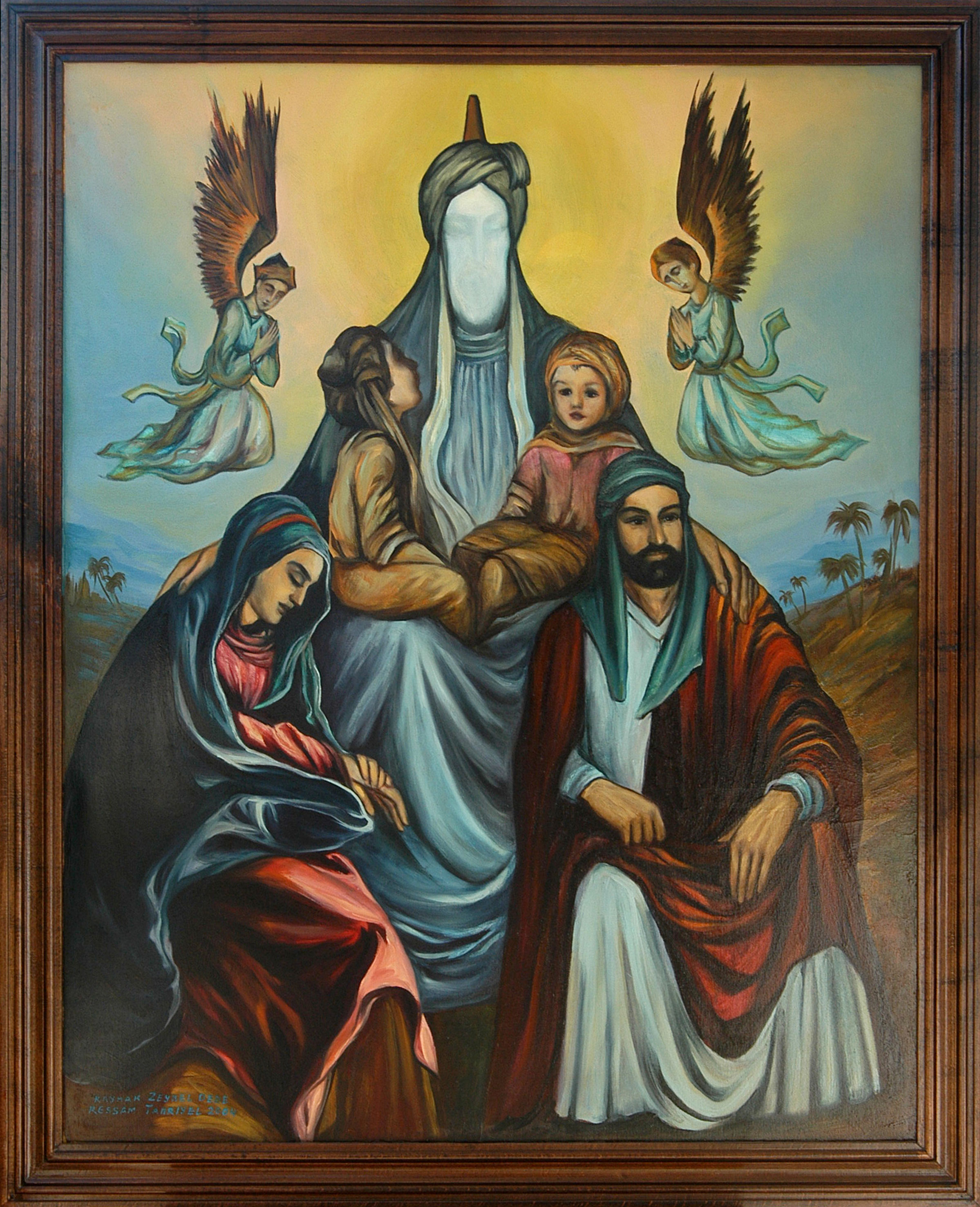
Tableau de l'Ahl al-bayt : Mahomet tenant ses petits-fils, Hassan et Hussayn sur ses genoux, et enlaçant Fatima Zahra et Ali ibn Abi Talib. « Ce sont mes quatre très chères amours » dit le prophète.

La croyance alévie est basée sur la foi en Allah, Mahomet (Prophétie) et Ali (Sainteté), la Prophétie étant close, la Sainteté demeure présente dans le temps. Ils sont appelés « Üçler » (les Trois). Ainsi, Haqq-Muhammad-Ali est la « trinité » de l'alévisme qui comporte :
- Haqq : « la Vérité divine » se référant à Allah,
- Mahomet,
- Ali. Il est considéré comme le successeur du prophète et sa descendance constitue l'imamat

Dans l'alévisme bektachisme, Mahomet est le dernier prophète et Ali est son successeur et l'«ami d'Allah» ou le guide spirituel (Veli ou Wali).
| HÂKK-MUHAMMED-ALİ                                      | HÂKK-MUHAMMED-ALİ | HÂKK-MUHAMMED-ALİ |
| HÂKK                                                   | Muhammed-Ali      | Muhammed-Ali      |
| HÂKK                                                   | Mahomet           | ALİ               |
| ------------------------------------------------------ | ----------------- | ----------------- |
|                                                        |                   |                   |
| À gauche : Allah. Au milieu : Mahomet. À droite : Ali. |                   |                   |

Dans sa signification, la trinité atteste qu'il n'y a qu'un seul Dieu (la Divinité), Mahomet est son prophète (la prophétie), Ali est son saint, l'ami de Dieu, le commandant des croyants (mumin) (l'imamat).
Les autres hiérarchies célestes sont :
- « Beşler » (les Cinq ou la maisonnée, le manteau du prophète[10]), Mahomet, Ali, Fatima, Hasan et Hussein dits aussi khamsa al-i aba ou pençe al-i aba
- « Yediler » (les Sept), Mahomet, Ali, Khadija bint Khuwaylid, Hasan, Fatima, Hussein et Salman le Perse
- « Onikiler » (les Douze), Les Douze Imams (Ali et ses successeurs[10]) c'est-à-dire la descendance du prophète traquée et assassinée par les Omeyades.
- « On Dört Masum-u Paklar », les quatorze purs innocents : ils sont les quatorze enfants des imams ou les petits enfants du prophète, tués en bas âge par les Omeyyades
- « On Yedi Kemerbestler », les dix-sept saints cités dans les Gülbeng (prières): ce sont les proches du prophète (comme Salman le Perse) ou d'Ali. Ils doivent mener à bien une mission qui leur est donnée par le prophète ou son gendre. Les proches du prophète sont également traqués et assassinés par les Omeyyades.
- « Kırklar » : l'assemblée des Quarante[10] (les gens du mystère ghayb). Les Quarante vivent entre ciel et terre et ils régentent tout ici bas, secourant ceux qui sont en difficulté, à travers les manifestations de Hizir-Ilyas (Al-Khidr le « verdoyant » du Coran).

La descendance du prophète et ses proches compagnons traqués et assassinés par les Califes Omeyades et Abbassides:
| Les Douze Imams: 1. Ali (علي) assassiné avec une épée empoisonnée 2. Hasan (ألحسن) empoisonné par Muʿāwiyah Ier 3. Husayn (ألحسین) sa tête est tranchée à Kerbela 4. Ali Zayn al-Abidin (علي) mort empoisonné 5. Muhammad al-Baqir (محمد) mort empoisonné 6. Jafar as-Sadiq (جعفر) mort empoisonné 7. Musa al-Kazim (موسی) empoisonné par Hâroun ar-Rachîd 8. Ali ar-Rida (علي) empoisonné par Al-Ma’mūn 9. Muhammad al-Jawad (محمد) 10. Ali al-Hadi (علي) 11. Hasan al-Askari (ألحسن) empoisonné par Al-Mutamid (Abbasside) 12. Muhammad al-Mahdi (محمد) | On Yedi Kemerbestler : les proches du prophète et d'Ali 1. Salman le Perse 2. Ammar ibn Yasir, tué par Muʿāwiyah Ier 3. Malik al-Achtar, empoisonné par Muʿāwiyah Ier 4. Muhammed ibn Abubakr, torturé par Muʿāwiyah Ier 5. Uwais al-Qarni, tué par Muʿāwiyah Ier 6. Abu Dhar Al-Ghifari, 7. Harim bin Haris, tué par Muʿāwiyah Ier 8. Abdullah ibn Yadilhazai, tué par Muʿāwiyah Ier 9. Abdullah ibn Adial Haris, tué par Muʿāwiyah Ier 10. Abu el Hisham, tué par Muʿāwiyah Ier 11. Haris Sheybani, tué par Muʿāwiyah Ier 12. Hashim ibn Utba, tué par Muʿāwiyah Ier 13. Muhammed ibn Ebu Hazika, tué par Abd.Nahaija 14. Kanber, tué par Al-Hajjaj ben Yusef gouverneur des Omeyyades 15. Mürtefi ibn Vezea, tué par Muʿāwiyah Ier 16. Abu Said ibn Kays, tué par Muʿāwiyah Ier 17. Abdullah ibn Abbas tué par Muʿāwiyah Ier |  |

Poème de Nesimi Cimen exprimant l'amour du Prophète de sa famille (Ahl al-Bayt) :
En turc :
« Canım kurban olsun
Canım kurban olsun senin yoluna

Adı güzel kendi güzel Muhammet

Söylenirsin cümle alem dilinde
Adı güzel kendi güzel Muhammet

Adı güzel kendi güzel Mustafa
Terazinin bir ucunda Haydar oturur

Yanısıra cümle ümmet yetirir

Elinde de yeşil alem getirir
Adı güzel kendi güzel Muhammet

Adı güzel kendi güzel Mustafa
Sen bir peygambersin şeksiz gümansız

Sana inanmayan dinsiz imansız

Teslim Abdal neyler dünyayı sensiz
Adı güzel kendi güzel Muhammet

Adı güzel kendi güzel Mustafa »
Essai de traduction :

« Canım kurban olsun
Je me sacrifierai pour ta Voie

Ton nom est beau, O merveilleux Mohammed

Tu es dans toutes les bouches
Ton nom est beau, O merveilleux Mohammed

Ton nom est beau, O merveilleux Mustafa
Haydar (Ali) a pris place sur un côté de la balance

Ses paroles instruisent la communauté des croyants

De sa main il apporte le Royaume Vert
Ton nom est beau, O merveilleux Mohammed

Ton nom est beau, O merveilleux Mustafa
Tu es Prophète sans aucun doute

Païen est celui qui ne croit pas en toi

Sans Toi Teslim Abdal n'a que faire de ce monde
Ton nom est beau, O merveilleux Mohammed

Ton nom est beau, O merveilleux Mustafa »

### Wahdat al-wujud et En-el Hak

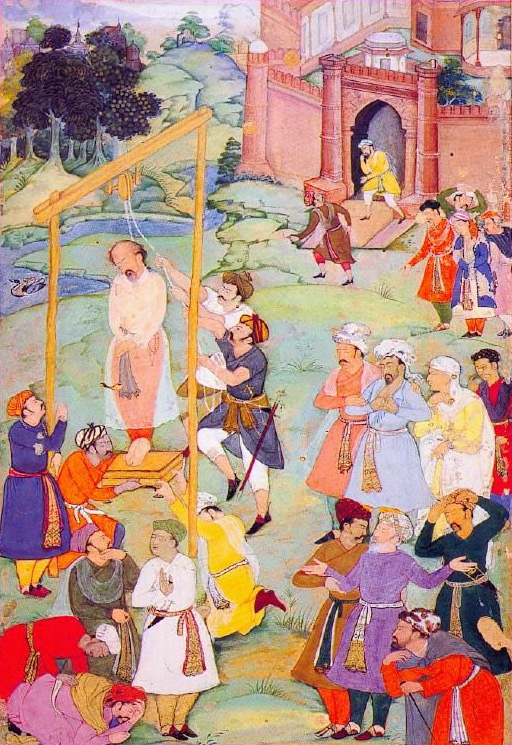
Exécution de Mansur al-Hallaj ou Hallâc-ı Mansûr.

L'alévisme s’appuie également sur les concepts de :
- Wahdat al-wujud développé par Ibn Arabî maître arabe du soufisme en Andalousie, théologien, juriste, poète et métaphysicien : dans la pensée soufie (tasavvuf), le créateur et sa création proviennent d'une source unique (unicité de l’Être). L’Être entier est à Dieu, et la création ne fait qu’exister ex-istare, c’est-à-dire sortir de l’Être divin pour y retourner à la mort. La création ne possède donc pas d’être en propre; elle n’a qu’une existence empruntée au seul Être Réel, al-wujûd al-haqq[37]. Ainsi, il n'y a que Dieu qui est par Lui-même, sans antécédent, de manière absolue. La création, quant à elle n'est que par la volonté de l'Être suprême.
- En-el Hak développé par Mansur al-Hallaj ou Hallâc-ı Mansûr : ce dernier fréquenta des maîtres du soufisme comme Sahl at-Tustari au Kazakhstan. Al-Hallaj devint prédicateur en Iran, puis en Inde et jusqu’aux frontières de la Chine. Rentré à Bagdad, il est suspecté aussi bien par les sunnites que par les chiites pour ses idées mystiques (recherche de l’amour divin et de l’union de l’âme et de Dieu) et son influence sur les foules. Sa condamnation proprement dite résulte du fait qu'il avait proclamé publiquement « Je suis la Vérité (Dieu) » (« Ana al haqq »), ce qui était vu comme une hérésie, aussi bien dans le sunnisme que dans le chiisme. Cette affirmation n'est pas incongrue dans le milieu soufi où ce genre de propos est considéré comme émanant d'un homme qui, « fondu » dans l'« océan de la divinité », possède un rang spirituel très élevé. La plupart des versets du Diwan de Hallaj traitent de la « science de l'Unité » (Tawhid). Ne voulant pas renier ses propos publics, Hallaj est condamné à mort et supplicié à Bagdad le 27 mars 922. Il restera un des plus célèbres condamnés soufis et son supplice sera mentionné de nombreuses fois dans les écrits de Rûmî ou Mevlânâ.

Les concepts de Wahdat al-wujud et En-el Hak occupent une place importante dans la littérature alevi-bektashi. Aşık İsmail Daimi s'y réfère dans le poème intitulé « Madem Ki Ben Bir İnsanım » (« Dès lors que je suis un Homme »). Ce texte évoque le fait que Dieu est présent dans chaque particule de l'Univers et donc en l'Homme :
En turc :
« Kainatın Aynasıyım

Mademki Ben Bir İnsanım 

Hakkın Varlık Deryasıyım 

Mademki Ben Bir İnsanım

İnsan Hakta Hak İnsanda 

Ne Ararsan Var İnsanda 

Çok Marifet Var İnsanda 

Mademki Ben Bir İnsanım 

Tevrat'ı Yazabilirim

İncil'i Dizebilirim

Kur'an'ı Sezebilirim

Madem Ki Ben Bir İnsanım

Bunca Temenni Dilekler 

Vız Gelir Çarkı Felekler 

Bana Eğilsin Melekler 

Mademki Ben Bir İnsanım »
Essai de traduction :

« Je suis le reflet de l'Univers (du Cosmos)

Dès lors que je suis un Homme

Je suis l'océan d'existence de Dieu

Dès lors que je suis un Homme

L'Homme est en Dieu, Dieu est en l'Homme

Tout ce que tu cherches tu le trouveras en l'Homme

Je peux accomplir les plus grands exploits

Dès lors que je suis un Homme (… et que Dieu se manifeste en moi)

Je peux écrire la Torah

Je peux juxtaposer l'Évangile

Je peux comprendre le Coran

Dès lors que je suis un Homme (… et que Dieu se manifeste en moi)

Tant de requêtes et de vœux

Je n'ai que faire de la fatalité (Rota Fortunea)

Aux Anges de s'incliner devant moi

Dès lors que je suis un Homme (… et que Dieu se manifeste en moi) »

- Hurufisme ou l'idée selon laquelle, Dieu est en tout dans l'Univers, y compris en l'homme. La science des lettres et des nombres (hurufisme) est mise au service de la démarche interprétative et mène au tecelli ou la manifestation de Dieu dans la personne humaine et spécialement sur son visage[10].

### Le système initiatique: Dört kapı kırk makam, le chemin menant à la Vérité
Dört kapı kırk makam est une expression turque, signifiant littéralement : « Quatre portes quarante étapes ». C'est un système initiatique fait de règles et de préceptes pour atteindre la Vérité et être l'homme parfait, Insani Kamil. Hünkar Hajji Bektash Wali (Veli) (1209-1271) s'appuie sur le Coran pour mettre en place ce système initiatique.
Les quatre portes sont :
- Şeriat ou charia : le droit, la loi religieuse qui permet de distinguer le bien du mal, le licite de l'illicite[39]
- Tarikat : la communauté, la voie, le chemin, l'insertion dans la voie de la rectitude, l'insertion dans une relation entre disciple et guide[39]
- Hakikat : la Vérité ultime, Vérité divine, porte qui ouvre la connaissance de la réalité de Dieu, impliquant entre autres la modestie, la sagesse, le secret[39]
- Marifet : la connaissance, la gnose. L'accès à la connaissance mystique de Dieu suppose une façon d'être se fondant sur la patience, la confiance, la générosité, la connaissance de soi, la majestuosité[39]

Dört kapı kırk makam ou Quatre portes quarante étapes. L'accomplissement dans chacune de ces portes nécessite 10 étapes, soit au total quarante étapes :
| Étapes de la Shariat : 1. Croire en l'unicité de Dieu 2. S'instruire, apprendre les Sciences 3. Accomplir la prière (ibadet) 4. Disposer d'un gain licite halâl 5. Être utile à sa famille 6. Ne pas causer de dommage à son environnement 7. Se soumettre aux ordres du Prophète 8. Compassion et indulgence 9. Être propre 10. Se garder de mauvaises actions | Étapes de la Tarikat 1. Se repentir de ses fautes 2. Obéir aux prescriptions du Murshid 3. S'habiller proprement 4. Lutter pour le bien 5. Servir son prochain 6. Craindre l'injustice 7. Ne pas tomber dans le désespoir 8. Tirer les leçons d'un incident 9. Répandre le bien (aider son prochain) 10. Avoir le fond ou l'essence du « fakir » (ne pas tomber dans l’excès) | Étapes de la Hakikat: 1. Être décent, pudique 2. Ne pas être égoïste, haineux et rancunier 3. Être abstinent 4. Patience, contentement et sobriété 5. Modestie 6. Générosité 7. Apprendre les Sciences 8. Être tolérant 9. Connaître son essence, son fond 10. Être sage (par sa connaissance) | Étapes de la Marifet: 1. Être humble, sans prétention et modeste 2. Ne pas voir les défauts de son prochain 3. Ne pas faire l'économie d'une bonne action 4. Aimer chaque créature ou création d'Allah 5. Ne pas discriminer ou différencier les êtres humains 6. S'orienter et orienter vers l'unité 7. Ne pas dissimuler la vérité 8. Connaître le sens, la signification : connaissance divine 9. Apprendre le secret divin 10. Atteindre la présence divine |  |

Les alévis attribuent la phrase suivante à Mahomet : « Je suis la cité de la Connaissance et Ali en est la porte ». Le problème de la nature et du sens du Coran est au cœur de la démarche interprétative. Dans le prolongement de la représentation d'Ali comme porte de la Cité de la Connaissance, quatre portes conduisent à Dieu-Réalité (dort kapi kirk makam). La démarche interprétative est mise successivement à l'épreuve de ces quatre portes. Un guide (Murshid) accompagne l'impétrant dans son voyage initiatique au terme duquel celui-ci accède au statut d'amoureux de Dieu (muhip) ou eren (« celui qui est arrivé » ou « vrais hommes »).
« Eline, beline, diline sayip ol » : lors de son initiation, chaque alevi bektashi jure de rester maître de sa main (ne pas voler ou disposer d'un gain licite halâl), de sa ceinture (maîtriser ses lombes) et de sa langue (tenir sa langue).
Jusqu'à récemment, il était impossible de se convertir à l'alévisme. « On naît alévi(e) ». Il n'existe aucune pratique ou rituel adapté à cet acte. Toutefois, on peut se convertir aux croyances alevies en devenant membre de la confrérie Bektachi. L'initiation dans l'ordre bektachi découle du choix individuel de l'impétrant et n'engage que lui. Chez les alévis, il faut satisfaire une condition de filiation : les deux géniteurs du futur initié doivent être membres de la confrérie ; une fois marié le candidat postule à l'initiation et son initiation lie son épouse et ses enfants.

### Livre saint: la Science et le Savoir sont les paroles divines inépuisables
| « Dört Kitabin dördüde Hâkk » Formule résumant le fait que pour les alevis bektachis les quatre livres saints (Coran, Bible, Torah et Livre des Psaumes) ont le même degré d'importance et mènent à la Vérité Divine | « Dört Kitabin dördüde Hâkk » Formule résumant le fait que pour les alevis bektachis les quatre livres saints (Coran, Bible, Torah et Livre des Psaumes) ont le même degré d'importance et mènent à la Vérité Divine | « Dört Kitabin dördüde Hâkk » Formule résumant le fait que pour les alevis bektachis les quatre livres saints (Coran, Bible, Torah et Livre des Psaumes) ont le même degré d'importance et mènent à la Vérité Divine | « Dört Kitabin dördüde Hâkk » Formule résumant le fait que pour les alevis bektachis les quatre livres saints (Coran, Bible, Torah et Livre des Psaumes) ont le même degré d'importance et mènent à la Vérité Divine |
| Le Coran, dernier livre saint envoyé par Dieu | La Bible | La Torah | Le Livre des Psaumes |
| --- | --- | --- | --- |
| | | | |
| Le Coran Sourate 2 verset 136: Dites : « Nous croyons en Dieu, à ce qui nous a été révélé, à ce qui a été révélé à Abraham, Ismaël, Isaac, Jacob et aux Tribus ; à ce qui a été donné à Moïse et à Jésus ; à ce qui a été révélé aux prophètes par leur Seigneur, sans établir entre eux aucune différence. Et c’est à Dieu que nous sommes entièrement soumis. » (en turc) Kur'ân-ı Kerîm Sure2/136: Şöyle deyin : "Allah'a, bize indirilene, İbrahim'e, İsmail'e, İshak'a, Yakub'a, onun torunlarına indirilene, Mûsa'ya ve İsa'ya verilene ve diğer nebilere verilene inandık. Bunlar arasından hiç kimseyi ayırmayız. Biz yalnız O'na/Allah'a teslim olanlarız." | | | |

Pour les alévis bektachi, lors de la naissance de l'islam « les cinq piliers de l'islam » que nous connaissons actuellement n'existaient pas. À cette époque, c'est le contenu du Coran et la pratique religieuse de Mahomet et d'Ali ibn Abi Talib qui déterminaient les devoirs du musulman.
Cette pensée est également partagée par des théologiens sunnites contemporains tels que Yasar Nuri Ozturk, Hüseyin Atay et Süleyman Ateş. Ces derniers affirment qu'il n'y a aucune expression intitulée « les cinq piliers de l'islam » dans le Coran. Aussi, réduire l'islam aux « cinq piliers » est une grande erreur. Ainsi, dans le Coran, travailler, entreprendre … sont aussi des devoirs du musulman et au regard d’Allah ces devoirs ont la même valeur que « les cinq piliers ». Pour ces hommes de sciences, le jeûne, le pèlerinage et le salat (prière) sont une pratique « personnelle » du culte dont l'objectif est d'éduquer les croyants. Ces pratiques du culte ne sont pas un « but » mais un « moyen ». Ils déplorent qu'aujourd'hui le jeûne, le pèlerinage et le salat (prière), loin de leur sens initial, soient devenus des « buts ».
Pour les alevi bektachi, certaines pratiques religieuses qui n'existaient pas au temps du prophète Mahomet ont été ajoutées lors des trois premiers califats (Abou Bakr As-Siddiq, Omar ibn al-Khattâb, Othmân ibn Affân) et durant le règne des omeyades et des abbassides. De nombreux éléments de l'islam introduit par Mahomet ont été modifiés et d'autres éléments qui n'ont rien à voir avec l'essence de l'islam ont été insérés. Pour les alevi bektachi, Ali ibn Abi Talib était le représentant de l'islam de Mahomet et pratiquait avec détermination l'islam originel. Et c'est pour cette raison que ceux qui n'ont pas digéré le mahométisme depuis sa naissance ont usé de moyens politiques pour rendre Ali ibn Abi Talib inopérant dans un premier temps, puis l'ont fait assassiner et tuer ses enfants, c'est-à-dire les petits-enfants du Prophète:
- Al-Hassan ibn Ali est fait empoisonner par Muʿāwiya Ier
- lors de la bataille de Kerbela, Yazīd Ier fils de Muʿāwiya Ier fait tuer et décapiter Al-Hussein ibn Ali.

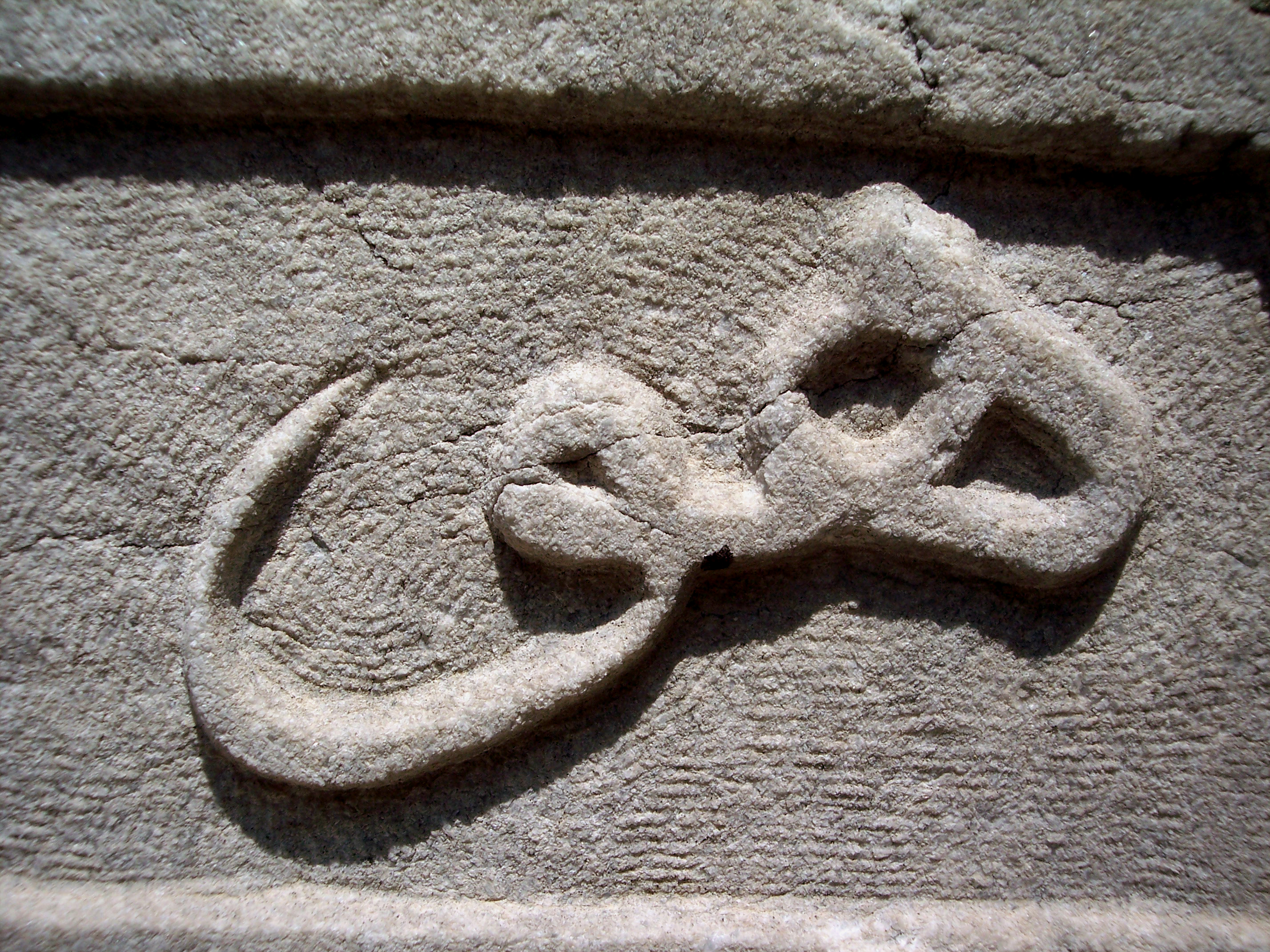
Hu inscrit sur une pierre tombale de l'époque ottomane en Turquie. Hu ou Huwa est le nom de Dieu dans le soufisme. Hu se trouve également dans La Ilaha Ila Allah Hu: «Il n'y a d'autre Dieu qu'Allah», ou dans l'interprétation soufie «Il n'y a pas de réalité, sauf Dieu». Hu est également présent dans les cantiques et les prières alévies bektachies : « gerçekler demine hü ».

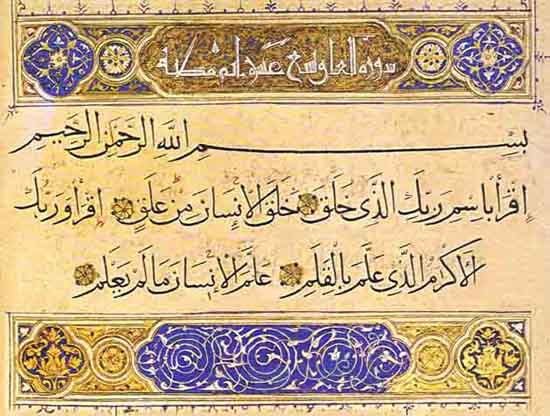
Le premier devoir du véritable croyant, le premier mode d'adoration d'Allah est de « Lire ». Le Coran, Sourate 96 de l’Adhérence (Al-‘Alaq): pris dans l'ordre chronologique, le premier message du Coran ou la première injonction d'Allah est « Lis au nom de ton Seigneur qui a tout créé » (sourate 96, verset 1).

Les Alévis croient que le Coran, qui est récité pendant les cérémonies de djèm ou cem, est le dernier livre saint envoyé par Dieu. Toutefois ils croient également au Livre des Psaumes, à la Torah et à la Bible, les considérant comme des livres saints envoyés par Dieu. « Dört kitabın dördü de Hâkk » est une formule résumant le fait que pour les alevis bektachis les quatre livres saints (Coran, Bible, Torah et Livre des Psaumes) sont « égaux » ou ont le même degré d'importance.
Cependant, ils se distinguent des autres croyances monothéistes par l'interprétation des textes sacrés : les alevi bektachis pensent que le Coran et les autres livres saints doivent être lus à deux niveaux :
- de l'extérieur (zâhir ظاهر, « la forme ») et
- de l'intérieur (bâtin باطن, « le fond ») : ce qui laisse la place à une interprétation ésotérique des textes. Cela conduit le fidèle à moins s'attacher à la forme qu'au fond.

Les alévis font prévaloir une transmission orale de la connaissance spirituelle (d'âme à âme), cette quête de la Vérité s'engageant par la connaissance de soi, de l'Homme (« Se connaître soi-même son essence c'est connaître son seigneur »). Ainsi, le Livre (Kitab) à lire est l'Homme qui Parle : le Coran.
Les alévis se réfèrent également à des recueils de livres sacrés en langue turque ou persane dont les commandements alévis, et autres traités de saints :
- Buyruk (« le commandement » en turc), le livre de référence pour la religion et « la façon de vivre » dans l’Islam alevi
- Velâyet-nâme-i Hacı Bektâş-ı Velî[43]
- les Şiir ou poèmes qui sont la marque du passage d'une culture orale à une cultures écrite
- les Menâkib-nâme ou Menakibname: livres décrivant la vie de grands saints tels que Hacı Bektâş-ı Velî
- les Cenknâmeler: recueil de textes décrivant l’héroïsme d'une personnalité (notamment Ali)
- Hüsnüye: livre relatant le dialogue ou débat entre Hüsnüye (apprentie de Ja'far al-Sâdiq) et Hâroun ar-Rachîd calife représentant de l'islam sunnite
- Cönkler: contenant des nefes et des deyishs
- Velâyet-nâme de Abdal Musa
- Pendname (livre de conseils) de Kaygusuz Abdal

#### Le saz ou le «Telli coran»

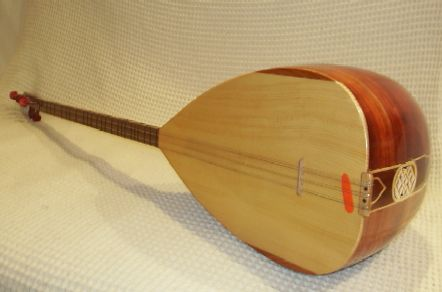
Saz ou Bağlama à manche long avec plectre.

Contrairement à l'islam sunnite et chiite qui se sont appuyés sur un financement officiel pour développer leur théologie, la théologie Alevi Bektachi s'est principalement développée de manière orale. Cette transmission orale s’appuie :
- d'abord sur la connaissance des pirs : ils véhiculent à leur descendance la connaissance religieuse. La généalogie des dedes remontant au prophète, les alevis revendiquent une pratique de l'islam originel
- le saz et les ozan (chanteurs) : ils ont joué un rôle primordial dans la transmission orale de la théologie Alévie Bektachie. Le saz est devenu un instrument sacré si bien qu'il l'utilise meme pendant leur cem (priére alevie). Les deyiş (chant religieux) sont utilisés lors des cems ou des enterrements

L'alévisme ne montre aucune hostilité envers les différentes branches des sciences de l'art. La poésie (nefes, duaz imam, ağıt, mersiye ou mars̠iyya), les rythmes du corps avec le semah et les rythmes musicaux du bağlama sont des composantes du dhikr et donc du culte alevi bektachi.
Sous l'Empire Ottoman pratiquer le dhikr avec des rythmes musicaux était passible de la peine de mort. D'où ces quelques vers d'Aşık Dertli (1772-1846):
En turc :
« telli sazdır bunun adı

ne ayet dinler ne kadı

bunu çalan anlar kendi

şeytan bunun neresinde
venedik’ten gelir teli

ardıç ağacından kolu

be allah’ın sersem kulu

şeytan bunun neresinde
abdest alsan aldın demez

namaz kılsan kıldın demez

kadı gibi haram yemez

şeytan bunun neresinde »
Essai de traduction :

« Il se prénomme le saz

Il n'entend ni verset ni Cadi (juge religieux)

Celui qui en joue le sait

D'où vient réellement le mal
Son cordage provient de Venise

Son manche est sculpté dans le genévrier

Oh stupide esclave d'Allah

Dis moi où est le maléfice en lui?
Si tu réalises tes ablutions, il ne l'ébruitera pas

Si tu pratiques la salat, il ne le répètera pas

Contrairement au Cadi il ignore le péché (haram)

Alors dis moi où est le maléfice en lui? »

Concernant les femmes:
- concernant les femmes dans l'alevilisme les femmes sont libres et sont même toujours mises en avant pour eux elle est très importante car c'est notre créatrice à tous.

Selon Yasar Nuri Ozturk la révélation de Dieu s'est réalisée selon un ordre chronologique précis. Or le Coran actuel n’ordonnance pas cette révélation (sourates) selon cet ordre chronologique mais selon la taille des sourates. À la suite de la mort de Mahomet, Abou Bakr fut désigné comme Ier calife pour « gouverner les croyants ». Les chiites reconnaissent la succession de Mahomet à Ali ibn Abi Talib : cousin, gendre du prophète et premier homme à accepter l'islam. Lors de son règne, Abou Bakr ordonna de rassembler tous les versets du Coran. Toutefois, l'agencement des versets n'a pas été réalisé dans l'ordre chronologique de leurs révélations. Pris dans l'ordre chronologique, la première révélation de Dieu, le premier verset du Coran est (Sourate 96 de l’Adhérence Al-‘Alaq, verset 1): « Lis au nom de ton Seigneur qui a tout créé ». Donc la première injonction de Dieu aux croyants, le premier message ou mot, le premier devoir du véritable croyant, le premier mode d'adoration d'Allah est de « Lire » ou d'étudier les Sciences. Aujourd'hui, ce verset se retrouve à la fin du Coran. Ali ibn Abi Talib avait une version du Coran avec un ordonnancement des sourates classés dans l'ordre chronologique de leur révélation[réf. nécessaire]. Les Omeyyades (Emevîler) arrivés au pouvoir (Califat) ont détruit cette version du Coran. Certains théologiens, y compris un sunnite turc (Yasar Nuri Ozturk), y voient une volonté politique de modifier le message du Coran pour rendre le peuple illettré et inculte et mieux maîtriser la population[source insuffisante]. "L'ordonnancement actuel est un jeu politique pour faire en sorte que le namaz (cinq prières quotidiennes) soit le mode d'adoration principal de Dieu : ce qui est faux et contraire au Coran[Interprétation personnelle ?]. Le premier mode d'adoration d'Allah est de « Lire »[Interprétation personnelle ?]". Par ailleurs, Yasar Nuri Ozturk se plaint des « chefs religieux contemporains qui font trop souvent référence au Hadîth et mettent de côté le livre saint révélateur, le Coran. La référence principale de l'islam, les textes révélateurs de la vérité divine ne sont pas les Hadîth mais le Coran ». Il va même jusqu'à qualifier la grande majorité des Hadîth « d'invention des Omeyyades ».
Par ailleurs, la révélation de Dieu ne se limite pas au seul Coran et c'est le Coran lui-même qui le dit :
- sourate 18 (la Caverne) verset 109 : « Si la mer se changeait en encre pour transcrire les paroles de mon Seigneur, la mer serait assurément tarie avant que ne soient épuisées les paroles divines, dussions-nous y ajouter une quantité d’encre égale à la première. »
- sourate 31 (Luqmân) verset 27 : « Quand bien même tous les arbres de la terre se transformeraient en plumes, et quand bien même la mer, grossie de sept autres mers, deviendrait un océan d’encre pour écrire la Parole divine, que Dieu aurait encore d’autres messages à transmettre ! Car Dieu est, en vérité, le Tout-Puissant, le Sage. »

Ainsi la révélation d'Allah ne prend pas fin avec le Coran. La révélation d'Allah est atemporelle et continuelle. Étant donné qu'il n'y aura pas d'autre prophète (cf Coran), la révélation est continuelle à travers un don du Tout-Puissant aux hommes : la Raison, l'Esprit, la Pensée ou l'Intellect. Il ne s'agit pas de la raison d'une personne en particulier mais de la Raison Universelle ou collective. Elle permet à l'Homme, avec la grâce de Dieu, d'augmenter ses connaissances et de lire et comprendre la plus grande création d'Allah : l'Univers. Ainsi, la Science et le Savoir sont les paroles divines inépuisables ou la révélation continuelle. Aussi, se conformer au Savoir c'est bénéficier ou partager la révélation de Dieu :
- sourate 39 (Az-Zumar) verset 9 : « Sont-ils égaux, ceux qui ont reçu la science et ceux qui ne l’ont point reçue ? »
- Haci Bektas Veli : « Bilimden gidilmeyen yolun sonu karanlıktır »/« Suivre une voie dépourvue de sciences mène à l’obscurantisme »

Avec la grâce de Dieu et sa révélation continuelle (la Science, le Savoir), l'Homme est aujourd’hui capable de prévoir la météo, le sexe de l'enfant à naître, les maladies mortelles…
Pour les alévis bektashis, l'Homme est la manifestation de Dieu et donc « lire » l'Homme, comprendre l'Homme et se rendre à la Raison et se conformer au Savoir, c'est être un véritable croyant.
Hünkar Hacı Bektaş Veli :
- « Okunacak en büyük kitap insandir » / « Le plus beau Livre à lire est l'être humain »

Le Prophète était un homme bon et un progressiste en son temps
La sourate 16 verset 58 et 59 condamne l'enterrement des jeunes filles par leurs parents qui désiraient des garçons. Bien que cette affirmation soit une évidence de nos jours, comparé aux conditions de vie de son époque, le Prophète apparaît comme un homme de progrès. De nombreux versets du Coran apportent une amélioration des conditions de vie des fidèles de cette époque. Ainsi, l'égalité entre la femme et l'homme est un commandement du Coran et de nombreux versets font référence aux notions de justice et de solidarité. Pour toutes ces raisons, les alévis bektachis privilégient l'imitation de l'état d'esprit progressiste et humaniste du Prophète à la reproduction des conditions de vie de son époque.
- sourate 5 (Sourate de la Table (Al-Mâ’ida) verset 32 : « Quiconque tue un être humain… est considéré comme le meurtrier de l’humanité tout entière. Quiconque sauve la vie d’un seul être humain est considéré comme ayant sauvé la vie de l’humanité tout entière ! »

L'alévisme n'est pas la quête des conditions de vie archaïques du siècle de la naissance de l'islam. L'alévisme est la quête des traits de la personnalité du Prophète :
- ouverture et connaissance d'autres cultures et d'autres religions: les biographes musulmans décrivent une personnalité connaissant et fréquentant des croyants chrétiens et israélites notamment à travers ses périples en caravane dans le cadre de son métier de commerçant,
- piété, courage, humilité, douceur, générosité, patience, propension au pardon
- inclination à la paix et à la justice, maîtrise de soi et constance

### Épisode du Ghadir Khumm, Tragédie de Kerbala, Mouharram et Ashure

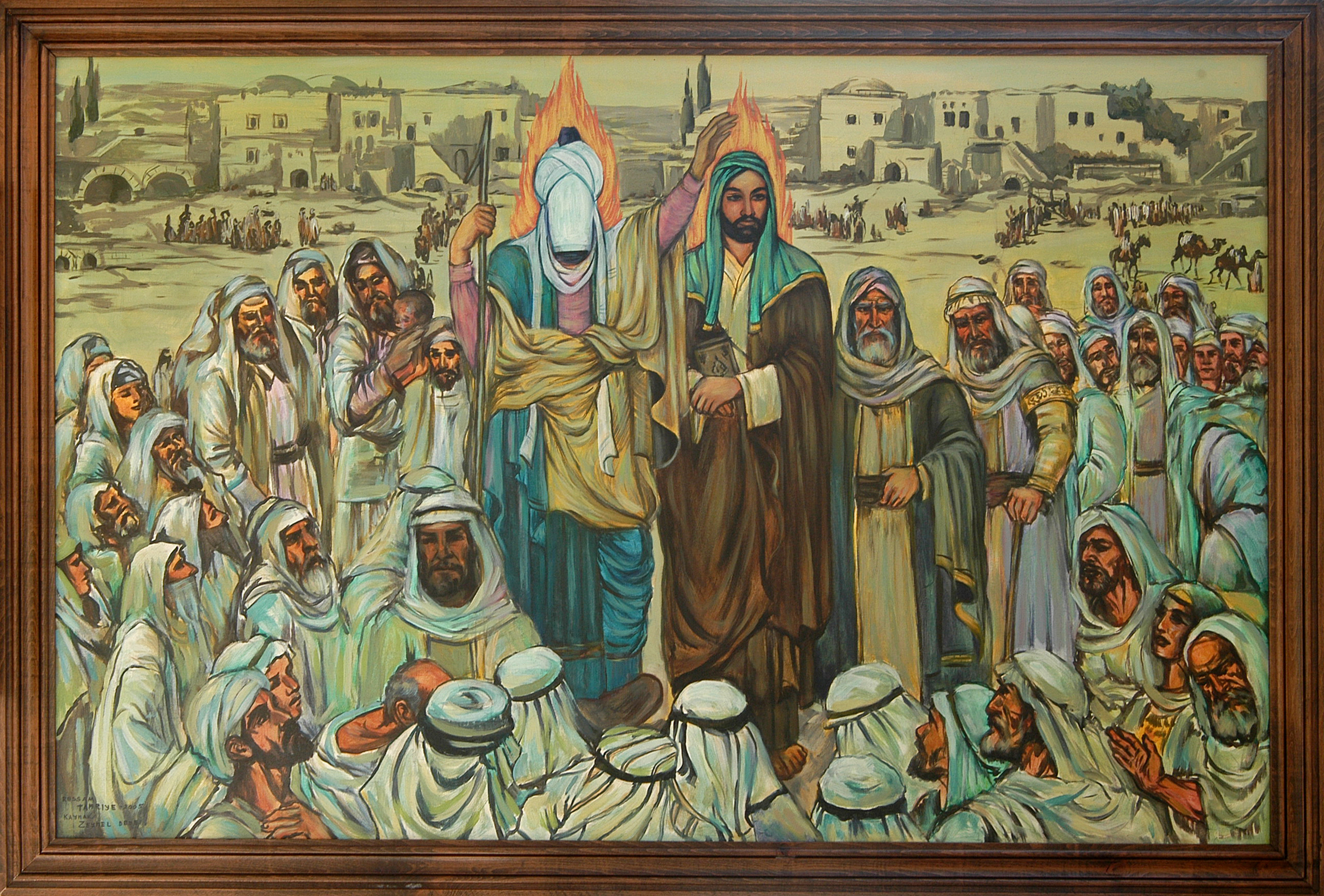
Mahomet, de retour du hajj, accompagné de son cousin et gendre Ali devant une foule de fidèles. Mahomet désigne alors Ali sous le nom de « Vali », terme polysémique, interprété dans le sens de « maître » par les musulmans chiites.

Pour les alevi bektachi, les successeurs légitimes du prophète de l'islam sont Ali et sa descendance :
- Ali est le gendre et cousin du prophète
- Ali est le premier homme à se convertir à l'islam
- Ali est le Musahip (Fraternité religieuse) du prophète qui déclare « Tu (Ali) es mon Frère Ici-bas et dans l’au-delà »
- à Gadir-i Hum (Wadi Rabigh) le prophète désigne explicitement Ali comme son successeur. Mahomet tient les propos suivants :

« Qui aimera Ali, m’aura aimé ; et qui m’aimera aura aimé Allah ; et qui détestera Ali, m’aura détesté ; et qui me détestera aura détesté Allah ».
Or cette succession est mise à mal par les Omeyyades et en particulier par Yazid qui à travers la tragédie de Kerbala montre jusqu’où peut mener l'avidité, la cupidité ou la voracité politique des hommes. Aveuglés par l'amour du pouvoir, les Omeyyades assassinent les petits enfants du prophète et la Bataille de Kerbala marque l'apogée de la cruauté de Yazid. Hussein et ses compagnons y sont massacrés après un siège qui les prive de nourriture et d'eau. Yazid va jusqu’à faire trancher la tête d'Hussein représentant de l'Ahl al-Bayt (la famille du prophète).
Pour les alevi bektachi, les événements de Kerbala marquent une cassure dans l'histoire de l'islam. C'est l'une des premières formes d'intrusion du pouvoir politique dans la sphère religieuse. Muʿāwiyah et Yazid avides du pouvoir utilisent la religion comme un moyen pour maintenir leur autorité et sont à l'origine de la dénaturation de l'islam à travers l'assassinat des descendants du prophète. Aussi, cette intrusion du politique dans les affaires religieuses est une véritable tragédie pour l'islam. D’où l'importance de nos jours du respect de la laïcité pour éviter que l'islam ne soit mis à mal et utilisé comme un moyen politique de se maintenir au pouvoir.
Hussein est le martyr qui s'est sacrifié et n'a pas cédé aux pressions et persécutions de l'oppresseur. Aussi, chaque année, les alevi bektachi commémorent les événements de Kerbala durant le mois de Mouharram marqué par douze jours de deuil et de jeûne. À travers cette pratique, ils montrent leur amour et leur attachement à l'Ahl al-Bayt (la famille du prophète). Il s'agit non seulement de commémorer et de comprendre les souffrances infligées par les autorités religieuses officielles de l'islam à Hussein mais aussi celles que subissent les douze imams. À travers cette commémoration, le but est de s’imprégner des valeurs humaines et d'augmenter sa connaissance spirituelle afin que de telles souffrances et injustices ne se reproduisent pas. En mémoire de la privation d'eau d'Hussein et de son assassinat par Yazid, le jeûne du Mouharram s'accompagne d'une interdiction de boire de l'eau ainsi que celle d’ôter la vie d'animaux pour se nourrir.
Ali Zayn al-Abidin, fils d'Hussein et petit-fils d'Ali, ayant survécu aux massacres, la descendance du prophète étant assurée, le deuil de Mouharram prend fin avec l'Ashure symbole de la réjouissance et de la tolérance. L'Ashure ou Achoura est un dessert sacré contenant au minimum 12 ingrédients partagé avec ses proches et ses voisins.

### Musahiplik ou Fraternité religieuse

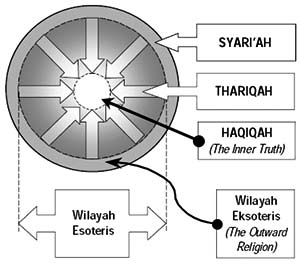
Dans le Tasawwouf ou Soufisme, l'objectif est d'atteindre la gnose ou la connaissance d'Allah. Le salut de l'âme (ou sa libération du monde matériel) passe par une connaissance (expérience ou révélation) directe de la divinité, et donc par une connaissance de soi. Pour atteindre cette connaissance d'Allah, le passage par 4 grandes étapes ou « portes » sont nécessaires :
- la Şeriat ou charia : le droit
- le Tarikat : la communauté, la voie ou le chemin
- la Hakikat : la Vérité ultime ou la Vérité Divine
- le Marifet : la connaissance, la gnose. La dernière étape, que l'homme ne peut concevoir qu'à travers la gnose, est atteinte seulement en traversant la porte du Marifet. Cette porte est située au centre du Hakikat c'est-à-dire de la Vérité ultime ou Divine. Cette connaissance résulte de l'Amour (entretien) entre l'homme et Allah et ne peut être atteinte qu'en s'engageant dans le Tarikat.

Le musahiplik est une fraternité religieuse qui amène chaque alevi à avoir un compagnon (Musâhip) avec lequel il est uni pour la vie. Ce lien est considéré comme plus fort que le lien du sang. Dans le cas où deux hommes mariés sont Musâhip, leurs épouses sont également Musâhip. Ces couples se solidarisent tout au long de leur vie. En cas de décès des parents d'un des couples, les enfants sont pris en charge par l'autre couple.
La coutume du Musâhip ou Ahiret Kardesi (« Frère de l'Au-delà ») est consacrée par le Pir ou Dede. Les origines de la coutume du musahiplik sont très anciennes. Il semblerait qu'elle ait existé, sous certaines formes, en Asie centrale. Le devoir d'avoir un Musâhip est un « devoir obligatoire ». Dans la voie de l'Imam Djafer-i Sâdik, il y a Quatre Portes : Şeriat ou charia, Tarikat, Marifet, Hakikat. Chaque Porte a dix Étapes (Makam). Chacun des membres doit connaître :
- les Trois Sünnet

1. Croire en l'unicité d'Allah : « Dilinden Tevhit kelimesini, Allah’ın kelamını eksik etmemek »
2. Tenir son cœur loin de la suspicion, de la haine et de l'arrogance. Éviter toute hostilité et sentiment de jalousie envers quiconque : « Kalbinden şüpheyi, kin ve kibri uzaklaştırmak, kıskançlık etmemek, kimseye düşmanlık yapmamak »
3. Se consacrer à la voie : « Yola gönülden bağlı olmak »

- et les Sept Farz (sept piliers de la maison du Tarikat) : un des Farz est d'avoir un Musâhip.

On ne peut devenir Musâhip que si certaines conditions sont remplies. Les deux musâhip doivent parler la même langue, être du même âge, de la même religion, appartenir à la même classe sociale et aux mêmes conditions sociales (un célibataire ne peut devenir le Musâhip d'un homme marié), être du même village, de la même ville ou du même quartier. Les liens qui unissent les Musâhip ont un caractère social : les musâhip doivent s'entraider et aider mutuellement leurs familles, pendant toute leur vie.

## L'allégorie au service de la démarche interprétative

### L'allégorie du «Banquet des Quarante» ou «Kirklar Cemi»
Le « Banquet des Quarante » ou « Kirklar Cemi » est un phénomène métaphysique. Selon le Buyruk, les écrits de Sha Hatai et des Sept Sublimes Poètes (Sept Ulu Ozan), Dieu ou le Hak, invite Mahomet au Miraj ou voyage céleste durant lequel le prophète va à la rencontre du Créateur à l'aide de sa monture Bouraq. Pendant son périple, le prophète reçoit de Dieu du miel, des pommes et du lait. Le miel symbolise l'amour, les pommes l'amitié et le lait l'affection. En chemin, un lion lui barre le chemin et Mahomet se met à penser que si Ali avait été auprès de lui, il l'aurait défendu. Une voix, celle du Créateur ou du Hak, lui dit de jeter son sceau dans la gueule du fauve. Mahomet s’exécute, échappe à l'animal et poursuit son chemin.
À la rencontre de Dieu, Mahomet entend dans un premier temps sa voix puis le voit physiquement. À l'écoute de sa voix, il est surpris de sa ressemblance avec celle d'Ali et s'exclame « Ya Ali est-ce que c'est toi ? ». Ce à quoi Dieu lui répond « Je m'adresse à toi avec la voix de la personne qui t'est la plus chère ». Quand le voile se lève, Mahomet s'apprête à voir le Hak mais il voit le visage d'Ali et s'exclame de nouveau « Ya Ali est-ce que c'est toi ? ». Ce à quoi le Hak lui répond « Je ne suis pas Ali mais pour me manifester devant toi je prends la forme de la personne qui t'est la plus chère ». Une fois le Créateur rencontré, Mahomet réalise avec lui quatre-vingt-dix mille « Kalâm » ou entretiens. Chacun de ces entretiens correspond à une révélation de Dieu.
De retour du Miraj, Mahomet aperçoit un Dargah et décide de s'y rendre. Il frappe à la porte et une voix lui demande « Qui es-tu ? ». Mahomet répond : « Je suis le prophète et je veux vous rencontrer ». De l'intérieur du Dargah, une voix retentit « Va réaliser ta prophétie auprès de ta communauté de croyants, ici il n'y a pas de place pour les prophètes ». Surpris, Mahomet décide de rebrousser chemin lorsque la voix du Hak l'invite à frapper à nouveau à la porte. Le prophète essuie un deuxième échec et, circonspect, il se retourne et s'en va quand la voix du Hak l'invite à nouveau à se présenter à la porte du Dargah. Lorsqu'on lui demande de se présenter, Mahomet répond « Je suis un fakir et le compagnon des pauvres » ce à quoi la porte s'ouvre et une voix lui souhaite la bienvenue dans le Dargah.
À l'intérieur du Dargah se trouvaient trente-neuf personnes, dix-sept femmes et vingt-deux hommes. On montre à Mahomet l'endroit où il doit s'assoir. Sans le savoir, il était assis à côté d'Ali. Mahomet demande « Qui êtes-vous ? ». L'assemblée répond « nous sommes les Quarante, les Quarante sont un et chacun d’entre nous est les Quarante » ce à quoi le prophète rétorque « Mais je ne compte que trente-neuf personnes ici ». Sur ces propos, Ali tend son bras et y réalise une petite incision. Une goutte de sang jaillit du bras d'Ali mais aussi de celle des autres participants. Mahomet remarque qu'une larme de sang tombe également par une ouverture extérieure. Il s'agit du quarantième, Salman le Perse, qui se trouve à l'extérieur. Par ailleurs, Mahomet remarque que l'anneau (le sceau) qu'il jeta au Lion se trouve au doigt d'Ali.
Ali tend un raisin à Mahomet et lui dit « Puisque tu es prophète, partage ce raisin en quarante ». Mahomet qui entend à nouveau le Hak saisit le fruit, le presse dans la paume de sa main et fait boire le jus à l'un des Quarante. L'ensemble des Quarante rassasié, ils s'exclament « Allah Allah » et décrivent un système de mouvements circulaire, le Samā‘, autour du prophète ou de son « Nour » (sa lumière).

### Les enseignements de cette allégorie
Cette allégorie transmet plusieurs messages :
- Un message d'égalité entre tous les êtres humains : lorsqu'une une goutte de sang jaillit du bras d'un participant, c'est l'ensemble des participants qui saigne[50].
- Un message d'égalité entre les femmes et les hommes : des femmes (dont Fatma Ana) sont présentes dans l'assemblée des Quarante. Aussi, dans l'alévisme bektachisme, les femmes et les hommes sont égaux devant leur Créateur (commandement du Coran) et réalisent leur prière ou Dhikr (commandement du Coran) dans le même espace. De plus, une femme peut diriger une cérémonie religieuse ou transmettre son savoir théologique à ses disciples. Selon Mustafa Cemil Kiliç, théologien, à l'époque du prophète, les femmes et les hommes réalisaient leur prière ensemble. Cette pratique est abandonnée par le premier Califat après la mort de Mahomet[50].
- Un message d'humilité : le prophète n'est accepté dans l'Assemblée qu'à la troisième reprise, c'est-à-dire lorsqu'il se présente comme le défenseur et le compagnon des démunis et des nécessiteux. Il donne ainsi un formidable exemple d'humilité en ne mettant pas en avant son statut de prophète. Toutefois, une fois à l'intérieur du Dargah, les Quarante installent Mahomet à la place du Murshid. Cela se traduit de nos jours par l'absence de statut lors de l'entrée dans la Voie ou la Tariqa ; l'initié est dépourvu de son statut[50].
- On ne peut pas matérialiser le Créateur : lorsque Mahomet rencontre Dieu, ce dernier utilise la voix et le visage d'une autre personne (Ali) pour s'entretenir avec le prophète. S'il avait utilisé sa propre voix et son propre visage, alors Dieu aurait été « matérialisable ». Or, le Tout Puissant n'est pas « matérialisable » et c'est pour cette raison qu'il n'a pas de voix ni de visage propre dans cette allégorie[50].
- Lors de ces entretiens, quatre-vingt-dix mille révélations sont partagées avec Mahomet. Or, le Coran ne compte pas autant de révélations (environ six mille six cents). Aussi, ce passage souligne le fait qu'une partie importante de la révélation de Dieu n'est toujours pas connue[50].
- Le Samā‘ est une forme de manifestation de l'amour du prophète : Mevlâna décrit l'amour en utilisant la métaphore du papillon. Le papillon tournoie autour du feu et ce tourbillon finit par l'entraîner dans la « lumière » (Nour) du feu où il se consume. Ainsi, dans cette assemblée, l'amour des Quarante pour leur prophète se manifeste par le Samā‘, c'est-à-dire un système de mouvements circulaires autour de sa « lumière » ou de son « (Nour) »[50].

## Lieu de prière et prière

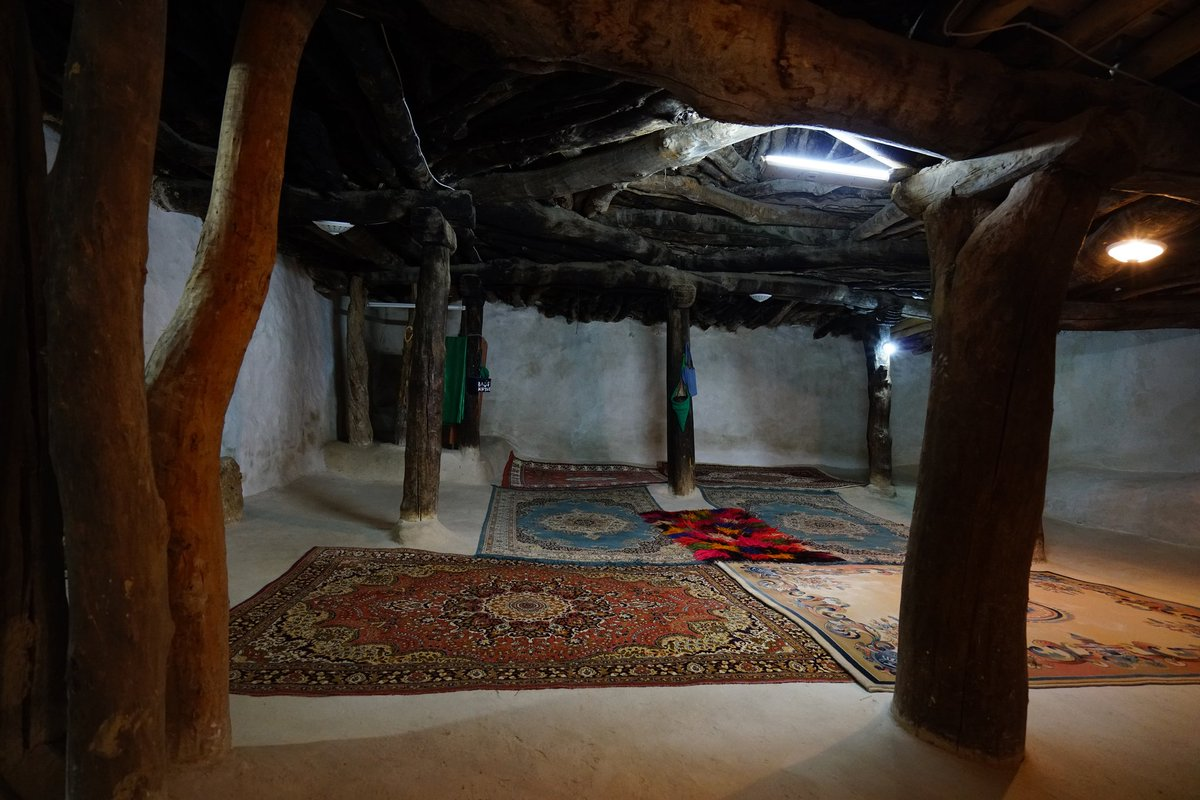
Cemevi de Arapgir, construit par Şeyh Hasan en 1224.

Le lieu de culte des alevis bektachi est le cemevi ou maison de jam (Bayt-ul Jam), une maison adaptée à la communion. La prière est nommée le cem (prononcé djème de l'arabe jam qui signifie rassemblement, communion). Étymologiquement, « cemevi » et « mosquée ou camii » ont le même sens en arabe : Masjid ou lieu de réunion. Le mot « camii ou mosquée » n'existaient pas à la naissance de l'islam. Le coran emploie les termes « mescid » ou « masjid ». À l'image des majid que fréquentait le prophète ou des premières mescid telle que la Majid al-Aqsa, les cemevi n'ont pas de minaret. De plus, si nous comparons le lieu de culte des alévis qui sont les Cem Evi aux lieux des cultes des sunnites, nous réalisons que les Cem Evi sont plus en accords avec le "Mescid" du prophète Mahomet à l'époque, car dans les Mescid, des décisions politiques sont prises, de la nourriture est distribuée (lokma), et les cem evi peuvent même accueillir des réfugiés, contrairement aux mosquées sunnites ou chiites.
Les cemevi les plus anciens connus à ce jour en Turquie sont :
- Malatya, arrondissement de Arapgir, village Onarlı Köyü : cemevi construit par Şeyh Hasan en 1224[51]
- Eskişehir, à Seyitgazi : cemevi du village Sultan Sücüattin Köyü construit en 1230[51]

Dans les cemevi, les croyants pratiquent le zikr (ou dhikr), c'est-à-dire la pratique qui avive le souvenir de Dieu. Le zikr est au cœur de la pratique du soufisme. La cérémonie du cem est l'occasion pour les initiés :
- de faire revivre la Passion d'Ali, de la Sainte famille (Ahl al-Bayt) et le Banquet des Quarante en exprimant l'unicité de Dieu, Mahomet et Ali.
- de distinguer le « Hak » (Dieu; le droit, la justice, la raison) du « batil » (le faux)
- de s'exercer au renoncement, de se repentir ou de « mourir avant de mourir » (injonction du Prophète)
- de prendre part au semah sur les rythmes du bağlama (saz) pour se rapprocher de Dieu

Il existe des lieux de prière, « mescid » ou « masjid », depuis les débuts de l'Islam. En 622, le prophète s'installe à Medine et fait construire un masjid. Ce masjid est construit avec la solidarité d'un grand nombre de croyants, sans excès et avec humilité. Il n'y avait ni minaret, ni décorations, ni faste (luxe). Très vite, les mosquées deviennent un lieu de propagande de groupes voulant suivre des voies politiques différentes. D'où l’ordre de Mahomet de détruire le Masjid al-Dirar :
- Sourate 9 (At-Tawba) :
  - verset 107 : « Il en est qui ont édifié une Masjid par rivalité et par impiété pour semer la discorde entre les croyants et faire de ce lieu le repaire de celui qui, auparavant, avait combattu contre Dieu et Son Prophète. Ce sont ces gens-là qui, aujourd’hui, viennent jurer de toute leur force qu’ils ne voulaient faire que du bien, alors que Dieu est Témoin qu’ils ne racontent que des mensonges !
  - verset 108 : « Ne fréquente jamais une telle Masjid ! Car il en est une autre qui a été fondée dès le premier jour, sur la crainte révérencielle du Seigneur et qui est plus digne de ta présence. On y trouve des hommes qui aiment se purifier, et Dieu aime ceux qui sont propres ».

La participation aux cérémonies du cemevi est normée :
- pas de discrimination entre les sexes : hommes et femmes prient ensemble et sont égaux devant leur Créateur
- ne sont pas admis les oppresseurs (zalim) , ceux qui disposent d'un gain illicite (haram), les personnes qui ne sont pas en bon termes
- 12 exécutants sont chargés du bon déroulement de la cérémonie religieuse (12 services) du cem[52]:
  - Mürshid : c'est le dede qui dirige le cem et qui dicte la prière
  - Rehber : c'est aussi un dede dont la fonction est d'aider le Mürshid
  - Ozan ou Zakir : c'est le barde ou le chantre qui dit les nefes et les deyishs
  - Süpürgeci : « le balayeur »
  - Delilci ou Tcheragdji : il s'occupe des chandelles
  - Gözcü : il s'occupe de l'ordre dans le cem
  - Kapıcı : chargé de garder la porte et de placer les gens venus en retard
  - Sofracı : il s'occupe du repas, on l'appelle aussi kurbandji ou lokmadji
  - Meydancı : il s'occupe de la propriété et montre leur place aux gens
  - Saka : il est chargé de distribuer l'eau en souvenir du martyre de Hussein ou Al-Hussein ibn Ali
  - Peyik : il appelle les gens aux cem et s'occupe de la préparation du cem
  - Semahcı : il s'occupe du semah

Le Coran, source principale de l'islam, ne mentionne pas précisément la salat (prière) : ni la forme, ni à quelle heure de la journée elle doit être pratiquée, ni la rekât (série de mouvements rituels qui forment le namaz). Le Coran précise que le croyant doit réaliser son culte la nuit, à une heure ne perturbant pas les horaires de travail, le jour étant consacré au travail :
- Sourate 17 (Al-Isrâ’) verset 78 : « Acquitte-toi de la salât du déclin du soleil jusqu’à la tombée de la nuit, sans oublier de réciter une partie du Coran à l’aube, car la récitation du Coran à l’aube ne se passe jamais sans témoins ».

Le Coran ne contient aucune indication concernant les « cinq prières quotidiennes »[source insuffisante], aussi les « cinq prières quotidiennes » ne sont pas un commandement d'Allah mais une modification de l'islam originel. Pour Yasar Nuri Ozturk, théologien coraniste, « la forme actuelle du namaz est largement déterminée par les Emevi (Omeyades).[source insuffisante] Toujours selon Yasar Nuri Ozturk, même Anas ibn Malik, compagnon du Prophète, se plaint de l'altération de la « salat » par les Emevi (Omeyades) ».
De plus, aucun verset ne commande au croyant de réaliser la salat pendant la journée. Par ailleurs, aucun verset ne décrit le namaz sous sa forme actuelle pratiquée dans les mosquées : le Coran utilise le terme « salat » qui signifie « prière » sans préciser la forme de celle-ci.
La forme globale du salat alevi-bektachi diffère du salat des courants majoritaires de l'islam. Toutefois les mouvements qui composent le namaz sont présents dans les prières alevi-bektachi :
- le "Kiyam" ou "Qiyam" est réalisé lors de la prière "dar duasi"
- le "Rükü" ou "Ruku" est réalisé lors de la prière "tecella duasi"
- le "Secde" ou "Sujud" est réalisé lors de la prière "temena duasi"[54].

Déroulement du rituel du cem :
- Invocation des maîtres de l'ordre et bénédiction du djemevi
- Nefes de kul Himmet et de Virani et évocation de l'initiation
- Sourate de l'unicité et fatiha, louanges au prophète et aux douze imams
- Invocation d'Allah et des douze imams
- Imploration du pardon et du secours
- Proclamation de l'unicité (tevhid ou tawhid)
- Louanges au prophète et aux douze imams
- L'ascension céleste et l'assemblée des Kırklars
- Semah des Kırklars
- Bénédiction
- Samâ' des grues cendrées (turnalar semahi)
- Invocation des saints
- Bénédiction
- Commémoration du drame de Kerbela
- Invocation de la sainte famille et prière propitiatoire

Dans l'alévisme et le bektachisme, Ali ibn Abi Talib est commémoré en étant nommé « Shah », qui signifie « roi » en persan ancien. Il est également appelé « Shah-i-Mardan », « le sultan des braves ou courageux ». Ali ibn Abi Talib et Mahomet étant considérés comme la manifestation de la lumière de Dieu, certaines prières ou gülbeng commencent par « Bismişah » au lieu de « Bismillah ».
Contrairement à l'islam sunnite qui reste fidèle à la langue du Coran dans tous les domaines de la vie religieuse, les alevi et les bektachi utilisent leur langue maternelle pour une meilleure compréhension des textes sacrés.

### Le Semah

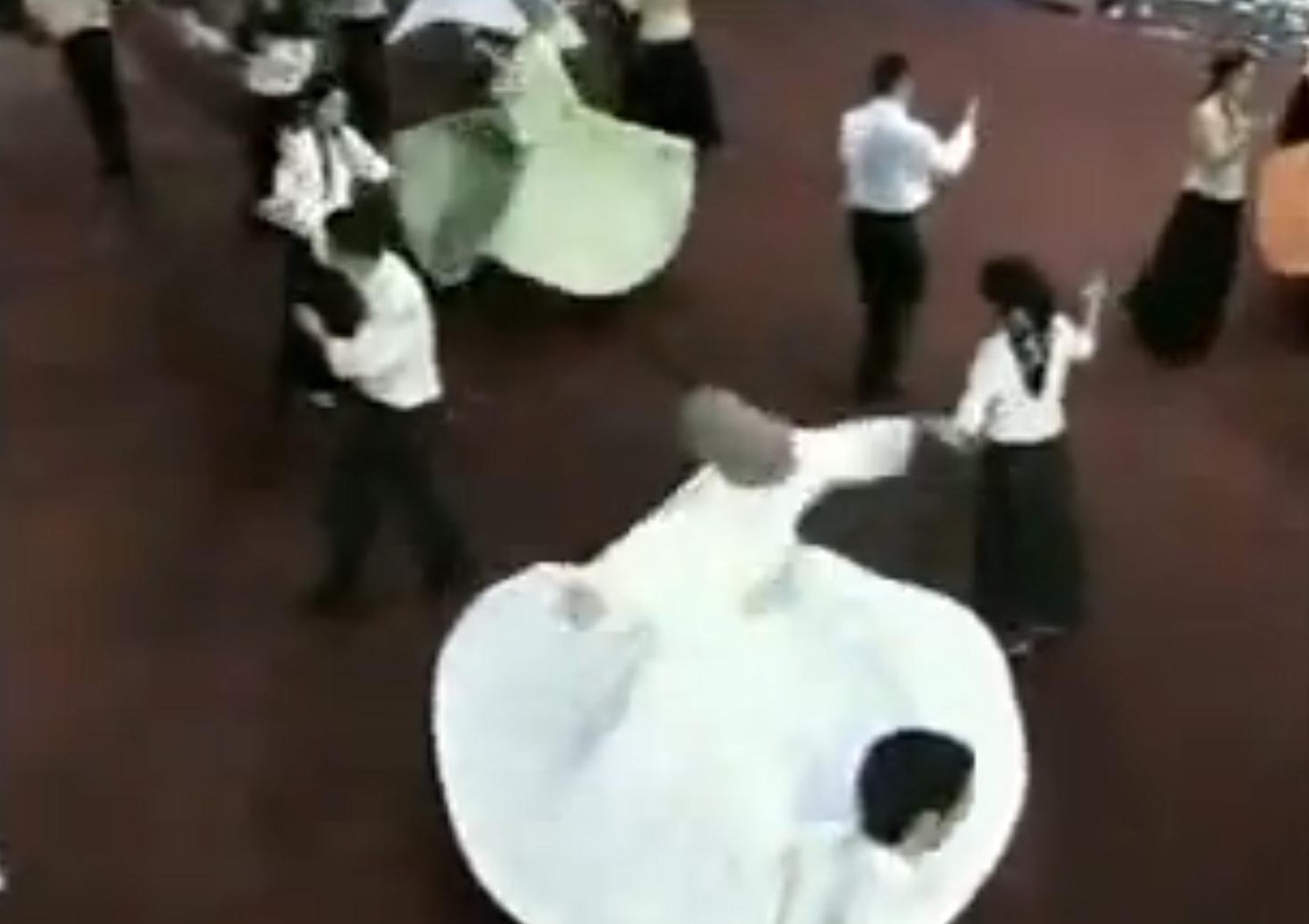
Le semah alevi bektachi reflète le fait que tout est en mouvement dans l'Univers.

D'un point de vue mystique, le semah alevi bektachi reflète le fait que tout est en mouvement dans l'Univers. Ainsi, selon Mevlana, « Tüm evren semah döner » : rien ne reste en place et tout est en perpétuel changement. Le semah est une forme de Dhikr ou Zikr durant lequel le croyant reproduit le mouvement du Cosmos et réalise sa prière relatant l'unicité du Créateur au rythme du baglama et de cantiques, sans aucune distinction de genre humain (homme/femme, langue, ethnie, religion). Les bras écartés, la main droite tournée vers le ciel et la main gauche tournée vers le sol représentent le croyant qui répand sur Terre et donc à toute l'Humanité ce qu'il reçoit de son Créateur.
Les semahs alévi bektashi présentent des particularités géographiques si bien qu'a chaque semah est attribuée une désignation propre :
- Ali Nur Semahı,
- Afyon Semahı,
- Alaçam Semahı,
- Bengi Semahı,
- Benim Kabem İnsandır Semahı,
- Cebrail Semahı,
- Çapraz Semahı,
- Çark Semahı,
- Çoban Baba Semahı,
- Çorlu Semahı,
- Dem Geldi Semahı,
- Erzincan Semahı,
- Fethiye Semahı,
- Gönüller Semahı,
- Hacı Bektaş Semahı,
- Has Nenni Semahı,
- Hubyar Semahı,
- Ladik Semahı,
- Kırklar Semahı,
- Kırat Semahı,
- Kısas Semahı,
- Muhammed Ali Semahı,
- Nevruz Semahı,
- Nurhak Semahı,
- Ömrüm Semahı,
- Rodos Semahı,
- Sarıkız Semahı,
- Silifke Kırtıl Semahı,
- Şiran Semahı,
- Tahtacı Semahı,
- Turanlar Semahı,
- Trakya Semahı,
- Urfa Semahı,
- Ya Hızır Semahı,
- Yatır Semahı
- Ali Ali Pir'emın Ali Semahı,
- Axbabaya Semahı,
- Waren Came Semahı.

Pour Ahmed Yesevi ou Ahmed Yasavi, « İnsanda, eğer aşk ve vecd hali yoksa semahta yoktur », autrement dit : « S'il n'y a pas d'amour (entretien avec le divin) et d'oubli de soi dans l'amour divin, il n'y a pas de semah ».
Le Semah, système de mouvements circulaires et sacrés, reflète également le vol du turna (grue cendrée). Cet oiseau migrateur est le symbole :
- du nomadisme ;
- de Ali ibn Abi Talib ;
- de Ahmed Yasavi, maître spirituel de Haci Bektas Veli.

### Les prières

#### Les Sourates du Coran récitées lors des cérémonies dans les cemevi
Lors des cérémonies alevi bektashi certains versets des sourates suivantes sont récitées : Fatiha (al-fātiḥa), Bakara (al-baqara), Âl-i-Imran (āli ʿimrān), En'am (al-anʿām), Ar'af (al-aʿrāf), Yûnus (Yūnus), Ibrahim (Ibrāhīm), Isra (al-isrāʾ), Kehf (al-kahf), Taha (ṭa ha), Enbiya (anbiyāʾ), Müminûn (al-muʾminūn), Furkan (al-furqān), Suara (aš-šuʿarāʾ), Neml (an-naml), Kasas (al-qaṣaṣ), Sebe (sabaʾ), Fatir (fāṭir), Saffat (aṣ-ṣāffāt), Zümer (az-zumar), Mümin (ġāfir), Ahkaf (al-aḥqāf), Hasr (al-ḥašr), Mümtehine (al-mumtaḥana), Tahrim (at-taḥrīm), Nuh (nūḥ), Felak (al-falaq), Nas (an-nās).

#### Les Gülbang (prière)

##### Harmonie du cem et union des cœurs
En turc :
« Allah u akbar seul Allah mérite qu'on croit en lui
.

İbadetlerimiz kabul ola. Secdelerimiz meleklerin yaptığı secde ola.

Meydanlarımız abad ola, gönülerimiz iman ola. Cemlerimiz Kırklar Cemi ola.

Evrenin yaratıcısı o yüce Hakk, Muhammed Mustafa'nın, Aliy'ül Murteza'nın şefaatlarından mahrum etmesin.

Müminlerin anası Hatice't-ül Kibriya, Fatime't-ül Zöre, huzuru mahşerde bizlerin yardımcısı olsunlar.

Yüce Allah cümlemizi ve cümle muhibbanı, resulu kibriyanın, Şahı Evliya'nın, Ehlibeyt'in hürmetine,

cehennemin narından, şeytanın şerrinden, kabir azabından, zalimin zulmünden, kâfirin küfründen,

haksızın nekrinden, ateş ve afetlerden, görünür görünmez kazalardan belalardan, saklasın, beklesin, korusun.

Eli erde, yüzü secdede, Allah, Allah diyenlerin, Hakk alemin dilden dileklerini, gönülden muratlarını versin.

Ey yüce Allah, Adem-i Safuyullah, Nuh-u Naciyullah, İbrahim-i Halilullah, İsmail-i Teslimullah, Musa-i Kelâmullah,

İsa-hi Ruhullah, Muhammed-i Habibullah, Aliy'el Veliyullah yüzü suyu hürmetine, emeklerimizi boşa verme,

bizi doğru yoldan ayırma, dertlerimize derman, hastalarımıza şifa eyle.

Kerbela'da susuz şehit düşen erenlerin evliyaların yüzü suyu hürmetine, bilerek bilmeyerek yaptığımız günahlarımızı af eyle.

Korktuğumuza uğratma, umduğumuza nail eyle. Gökte hayırlı rahmet, yerden hayırlı bereket ihsan eyle, ya Rabb.

Üçlerin, Beşlerin, Yedilerin, Oniki İmamların, Ondört Masum-u Pakların, Onyedi Kemerbestlerin, Kırkların katarından, didarından ayırma.

Onların hürmetine, milletimizin, toplumumuzun birlik ve beraberliğini bozma, huzur ve sükûnet nasip eyle, ya Rabb.

Bütün geçmişlerimize rahmet, geleceğimize selamet ihsan eyle. Emeklerimizi boşa verme, dualarımızı dergâh-ı izzet'inde kabul eyle.

Nur-i Nebi, Kerem-i Ali, gülbankı Seyyid Mahmudi Hayrani. Dil bizden, şefaat Hz. Muhammed'den olsun.

Gerçeğe Hüü, mümine ya Ali, yatan şehitler uyansın. »
Essai de traduction :

« Bismşhah, Allah, Allah!

. »

##### Gülbang d'ouverture du Cemevi
En turc,, :
« Bismişah, Allah, Allah!

Çerağ‐ı ruşan, Fahr‐i dervişan, Mana‐i Piran, kuvvet‐i Abdalan, selamet‐i gariban,

huzur‐u hâzirun, kaanun‐u evliyâ, nur‐u âl‐i âba Allah Allah.

Akşamlar hayr ola, hayırlar feth ola, şerler def ola, müminler ber‐murad ola,

münafiklar berbad ola, demler daim, cemler kaim ola, ibadetlerimiz makbul ola,

Üçler, Beşler, Yediler, On Iki Imam, On Dört Masum-i Pak,

On Yedi Kemerbest Efendilerimiz şefaatçimiz ola, çerağ‐ı kanun‐u Evliyâ ebedi ola,

Nur‐u Nebi Kerem‐i Ali Pirimiz Hünkâr Hacı Bektaş Veli ve gerçek erenler demine devranına Hû. »
Essai de traduction :

« Bismşhah, Allah, Allah!

. »

##### Gübang de début de cem
En turc :
« Bismişah, Allah, Allah!

Akşamlar hayır ola, hayırlar fethola, meydan âbad ola, sırlar mestur ola, gönüller mesrur ola,

fakir fukara mamur ola, Er Hak Muhammed Ali yardımcımız gözcümüz bekçimiz ola,

On Iki Imam, On Dört Masum‐u Pak, On Yedi Kemerbest efendilerimiz katarlarından didarlarından ayırmaya.

Pirimiz Üstadımız Hünkâr Hacı Bektaş Velî, Balım Sultan Efendilerimiz muin ve dest‐girimiz ola,

üçlerin, beşlerin, yedilerin, kırkların ve Ricalülgayıb erenlerinin,

Kutbül-aktab efendilerimizin hayır ve himmetleri sefa nazarları üzerimizde hazır ve nâzır ola,

Allah erenler münkir münafık şerrinden, şeytanın mekrinden emin ve hıfzı himaye eyliye,

iki cihanda korktugumuzdan emin, umduğumuzu nail eyleye.

Dertlerimize derman, gönüllerimize iman, hastalarımıza şifa, borçlarımıza edalar ihsan eyleye.

Zümre‐i Salih'den, Güruhu Naci'den eyliye.

Allah erenler devlet ve milletimizin kılıcını keskin, sözünü üstün eyliye,

gökten hayırlı rahmetler, yerden hayırlı bereketler ihsan eyliye.

Niyazlarimizi (lokmaları) kabul eyliye, hizmetlerinizi zaya götürmeye,

dualarımızı dergâh-ı izzetinde kabul eyleye, vaktimiz hayırlı gele.

Dil bizden nefes Hazreti Hünkâr Efendimizden ola. Yuh münkire, lanet Yezid’e, rahmet mümine.

Nûr-ı Nebi, Kerem-i Imam-ı Ali, Pirimiz üstâdımız Hünkar Hacı Bektaş-ı Veli, gerçekler demine Hû… »
Essai de traduction :

« Bismşhah, Allah, Allah!

. »

##### Gübang de fin de cem
En turc, :
« Bismişah.. Allah, Allah… Allah-Muhammed-Ali…

Pirimiz, üstadımız Hünkar Hacı Bektaş-ı Veli.

Saklaya, bekleye, göre, gözete; neyleyim, nideyim dedirtmeye…

Hastalara şifalar, dertlilere devalar, evlat isteyene hayırlı evlatlar,

devlet isteyene hayırlı devletler ihsan ederek;

deryada denizde, top-tüfek ağzında, sahrada-çölde-girdapta kalıp da,

“Ya Ali, cârımıza yetiş!” diyenin cârına imdadına yetişesin; darda buğda koymayasın…

Cemi cümle Ümmet-i Muhammed ile eşimizin, dostumuzun, tâlibimizin, muhibbimizin ağız tadlarını bozmaya;

elem, keder vermeyerek, daim bugünlere çıkmamızı nasip ve mukadder eyleyesin.

Yâ Rabb-el-Alemin! Envâr-ı âşıkan, nusret-i piran, mürşid-i safiyân, kutb-ül ârifin,

Hazret-i Hünkar Hacı Bektaş-ı Veli ve kâşif-ül-Kerâmât-ı zâhir ve bâtın

Es-Sultan Seyyid Hıdır Abdal bin-i Karaca Ahmed Sultan bin-i Es-Seyyid Nureddin Seyyid-i

sâdâtlarinin hürmetlerine, hayırlı huzur ve refahlar eyleyesin!

Ali'nin inâyetinden, Muhammed'in şefaatinden mahrum koymayarak; âlimlerin, âbidlerin, pirlerin şefaatiyle yargılayasın.

Nûr-ı Nebi, Kerem-i Imam-ı Ali, Pirimiz üstâdımız Hünkar Hacı Bektaş-ı Veli, gerçekler demine Hû… »
Essai de traduction :

« Bismşhah, Allah, Allah!

. »

##### «Ikrar vermek»
La prière récitée par l'initié pour marquer son entrée dans la communauté alevi-bektashi et jurer son attachement et sa fidélité aux préceptes.
En turc :
« Bismişah!

Hamdülillah kim ben oldum bende-i Al-ı abâ

Canı dilden aşk ile hem çâker-i Al-ı abâ.

Rah-ı zulmetten çıkıp doğru yola bastım kadem.

Hâb-ı gafletten uyandım can gözüm kıldum küşa.

Mezhebim haktır, Caferidir, gayriler batıldır.

Pirim üstadım Hacı Bektaş Veli kutbul evliya.

Sevdiğim On Iki Imam, ben Güruhu Nacidenim.

Yetmiş iki fırkadan oldum beri.

Dahi cüda hak deyip bel bağladım, ikrar verip erenlere.

Rehberimiz oldu Muhammed, mürşidimdir Murtaza. »
Essai de traduction :

« Bismşhah!

. »

##### «Hakka yürümek»
Les alevi bektashi utilisent l'expression « Hakka yürümek », s'en aller vers le Hakk (la Vérité) ou retourner à son essence, pour désigner le décès d'une personne. Dans le concept de Wahdat al-wujud, l’être entier est à Dieu, et la création ne fait qu’exister ex-istare, c’est-à-dire sortir de l’Être divin pour y retourner à la mort.
Lors de la cérémonie d'enterrement, une prière, le « Telkin duasi », est récitée :
En turc :
« Bismişah! Allah Allah!

Ey canı teninden ayrı düşen kişi!

Bilirsin ki, Tanrı'dan başka tapılacak ilah yoktur.

Yine bilirsin ki, Hz. Muhammed Mustafa, Tanrı'nin kulu ve resulüdür; inanlara tebliğci olarak gelmiştir.

Ve yine bilirsin ki Şah'ı Merdan Ali, Tanrı'nın velisidir.

Hem gene bilirsin ki, On Iki Imamlar, Hak ve gerçektir.

Kuşkusuz ki, cennet Hak'tir, cehennem Hak'tir.

Ve öldükten sonra dirilmek Hak'tır…

Ey canı teninden ayrı düşen kişi!

Bilmiş ol ki ulu Tanrı, tüm ölmüşleri diriltecek, mahşer günü biraraya toplayacaktır.

Bundan kuşku duyma sakın.

Ey bedeni toprağa koyduğumuz can!

Sakın verdiğin ikrarı unutma ve ikrarından dönme!

Bil ki, Rabbin, tek yaratıcı Tanrı'ndır.

Ondan başka Tanrı yoktur.

Dinin Islam, Peygamberin Mustafa'dır.

Imamın ise, Hz. Ali ve O'nun evlatlarıdır.

Kitabın Kur'an-ı Kerim'dir.

Ve tüm inanıp iman etmiş senin kardeşlerindir.

Ey bedeni toprağa koyduğumuz can!

Sığınacağın tek yer, seni yaradan Tanrı'ndır.

Şu an onun koynundasın, aslına döndün.

Ondan korkma.

Çünkü O, bağışlayandır, esirgeyendir, koruyup, kollayandır.

Biz O'na teslim ettik seni.

Sen de O'na teslim et kendini, huzur içinde yat! … »
Essai de traduction :

« Bismşhah, Allah, Allah!

. »

##### Gübang du «Nevruz»: nouvel an
Le Norouz (Nevroz, Nowrouz, Nooruz, Navruz, Nauroz ou Nevruz) qui correspond au premier jour du printemps est une fête qui symbolise le renouveau en Asie Centrale, en Iran et au Kurdistan. Chez les alevis, le Nevroz correspond également à la date anniversaire de la naissance de Ali ibn Abi Talib.
En turc :
« Bismişah! Allah! Allah!

Nevruz-Sultan, mevlüd-ü Şah'ı Merdan.

Allah Allah!

Vakitler hayrola, hayirlar fethola, şerler defola,

Hak erenler yıllarımızı mübarek eyliye,

Meydanlarimizi şen, gönüllerimizi ruşen eyliye.

Hak Muhammed Ali soframızdan yâranımızı eksik etmiye.

Tuttuğumuz işleri asan ve gönüllerimizin umduğunu ihsan eyliye.

Hazır, gâib, zahir, batın Hak erenlerin hayr nimetlerini üzerimizde sayebân eyliye.

Ehl-i Beyt düşmanlarını berbad eyliye.

Münkir münafık nâ-murat eyliye.

Muhiblere kötülük düşünen münkir münafık ve müfsid'in boynundan Zülfikar-ı Haydar-ı Kerrar eksik olmaya.

Yuh münkire, lânet Yezid'e, Rahmet Mü'mine, Hak erenler demine Pir'an keremine Hû… »
Essai de traduction :

« Bismişah! Allah! Allah!

. »

## Chef spirituel
Le chef spirituel est le dede, ou Seyyid (Sayyed), descendant du Prophète Mahomet par un des 12 imams (Ahl al-Bayt). Selon le Buyruk (« le commandement » en turc), le livre de référence pour la religion et « la façon de vivre » dans l’Islam alevi, le dede est un descendant du Prophète (ocakzade). Le Buyruk contient les versets coraniques, les citations du prophète et des 12 imams et les principes de l’alévisme. Le rôle du dede est de faire appliquer le droit religieux, de conduire les cérémonies et de prêcher.
Chez les bektachi, le dede se nomme baba (en turc, « père »). Dans la confrérie bektachi, le « baba » (chef religieux) est élu par la communauté du dergah.
Le dede, littéralement « grand-père » en turc, est le chef religieux et spirituel de l’alévisme. Il est le représentant d’un ocak (foyer). Pour être dede il faut obligatoirement descendre de Mahomet donc être un seyyid.
L'institution des dedes est basée sur une hiérarchie à trois niveaux :
1. Murshid
2. Pir
3. Rehber

Dans la pratique seuls les dede ayant acquis une connaissance approfondie de la « voie » (yol) officient. Les dede ne sont en aucun cas les représentants d'Allah ou du prophète. Pour les alevis, nul ne peut parler au nom d'Allah ou de son prophète. Nul ne peut s'interposer entre l'homme et son Créateur et prétendre parler en son nom. Les Dede, par leur connaissance, guident l'impétrant dans son initiation le menant à la Hakikat. Par ailleurs, la connaissance spirituelle est également diffusée par des femmes à travers les Ana, descendante ou épouse de dede. Littéralement ana signifie mère à l'image de Fatma Ana ou Fatima Zahra.
Plus récemment, à Kahramanmaraş, un türbe est érigé où repose une femme, Elif Ana, grande figure locale de l'alévisme qui chaque année fait l'objet d'une commémoration.

## Les différents jeûnes
- Dix à douze jours de jeûne de Muharrem, pour commémorer le martyre de Al-Hussein ibn Ali
- Trois jours de Masum-u Pak
- Trois jours de Madad Muruwwat (medet muruvvet)
- Aucun, un, trois ou neuf jours (selon les ocak) pendant le Ramadan pour commémorer le martyre d'Ali ibn Abi Talib, cousin et gendre de Mahomet et la descente du Coran
- Trois jours de jeûne de Hizir (en arabe : khiḍr, vert) en l'honneur du Prophète Hizir
- jeûne des 48 jeudis de l'année lunaire

Hizir, Khezr ou Al-Khidr est très présent dans l'alévisme et la mystique musulmane, le « tasawwuf ».

## Les commémorations religieuses
Pour l'année 2016 selon la Alevi Dernekleri Federasyonu :
- 9-11 février : Hızır Orucu (jeune de Al-Khidr)
- 21 mars : Nevruz Bayramı (Norouz, naissance d'Ali
- 5-6 mai : Hıdırellez
- juin : Abdal Musa Şenlikleri, festivités organisées dans la province d'Antalya à Tekkeköy, Elmalı
- 2 juillet : Massacre de Sivas ou Madimak Olaylari ou Sivas Katliami
- 5 juillet : Şeker Bayramı ou Aïd el-Fitr
- 16-18 aout: Hacı Bektaş Veli Anma Törenleri, commémoration de Haci Bektas Veli dans la localité du même nom
- 12 septembre : Kurban Bayramı ou Aïd al-Adha
- 19 septembre : Gadir-i Hum Bayramı. Pour les alevi, c'est à Ghadir Khumm que le prophète Mahomet proclama son compagnon et cousin Ali ibn Abi Talib comme son successeur
- 29 septembre - 1er octobre : Mâsûm-u Pâklar Orucu, jeune durant lequel sont commémorés les quatorze purs innocents c'est-à-dire les quatorze enfants des imams ou les petits enfants du prophète, tués en bas âge par les Omeyyades
- 2 octobre : début du Muharrem orucu ou jeune du Mouharram qui dure douze jours
- 11 octobre : Hazreti Hüseyin'in Şehadeti ou la commémoration des évènements de Kerbala durant lesquels Al-Hussein ibn Ali est tué
- 14 octobre : fête de l'Achoura et sacrifice (Kurban)

## Le hadj: la véritable Kaaba est le cœur de l'homme
Chez les alévis le hajj formel (pèlerinage à La Mecque) n'est plus une obligation rituelle soutenant le véritable pèlerinage autour de la véritable Kaaba : le cœur de l'homme. Ainsi les pèlerinages aux tombeaux des saints prévalent.
- Hünkar Hacı Bektaş Veli : « Mille pèlerinages à la Kaaba ont moins de valeur que la conquête d'un seul cœur. »
- Hünkar Hacı Bektaş Veli : « Quoi que tu cherches, cherche-le en toi, il n'est ni à Jérusalem, ni à la Mecque, ni dans le pèlerinage. »

Les alevis se rendent également dans des lieux saints naturels :
- Lac Gola Çetu dans la province de Dersim, également appelé le lac de Hizir ;
- Montagne Dur Dağı dans la province d'Antalya qui abrite le Dergah Abdal Musa ;
- Montagne Düzgün baba dağı dans la province de Dersim. Düzgün Baba (tr) ou Şah Haydar, fils de Seyyid Mahmud, est un saint qui a séjourné au sommet de la montagne nommée Zargovit ;
- Le Mont Tomorr en Albanie est un lieu de pèlerinage des Bektachis[60].

## Courants et personnalités ayant influencé l'alévisme et le bektachisme
|  |  |                        |                        |                                                                   |                                                                   |                                                                   |                                                                   |                                                                   |                                                                   |                                          |                                          |                                          |                                          |                                        |                                        |                                                 |                                                 |                                                 |                                                 |                                                                                         |                                                     |                                                     |                                                     |                                                     |                                                     |                                   |                                   |                                             |                                             |                                             |                                             |                                             |                                             |                     |                     |                                                                 |                                                                 |                                                                 |                                                                 |                                                                 |                                                                 |                                |                                |                                         |                                         |                                         |                                         |                                         |                                         |                       |                       |                                           |                                           |                                           |                                           |                                           |                                           |  |  |  |  |  |  |  |  |  |  |  |  |  |  |  |  |  |  |  |  |  |  |  |  |  |  |  |  |  |  |  |  |  |  |  |  |
|  |  |                        |                        |                                                                   |                                                                   |                                                                   |                                                                   |                                                                   |                                                                   |                                          |                                          |                                          |                                          |                                        |                                        |                                                 |                                                 |                                                 |                                                 | Hachim ibn Abd Manaf                                                                    |                                                     |                                                     |                                                     |                                                     |                                                     |                                   |                                   |                                             |                                             |                                             |                                             |                                             |                                             |                     |                     |                                                                 |                                                                 |                                                                 |                                                                 |                                                                 |                                                                 |                                |                                |                                         |                                         |                                         |                                         |                                         |                                         |                       |                       |                                           |                                           |                                           |                                           |                                           |                                           |  |  |  |  |  |  |  |  |  |  |  |  |  |  |  |  |  |  |  |  |  |  |  |  |  |  |  |  |  |  |  |  |  |  |  |  |
|  |  |                        |                        |                                                                   |                                                                   |                                                                   |                                                                   |                                                                   |                                                                   |                                          |                                          |                                          |                                          |                                        |                                        |                                                 |                                                 |                                                 |                                                 |                                                                                         |                                                     |                                                     |                                                     |                                                     |                                                     |                                   |                                   |                                             |                                             |                                             |                                             |                                             |                                             |                     |                     |                                                                 |                                                                 |                                                                 |                                                                 |                                                                 |                                                                 |                                |                                |                                         |                                         |                                         |                                         |                                         |                                         |                       |                       |                                           |                                           |                                           |                                           |                                           |                                           |  |  |  |  |  |  |  |  |  |  |  |  |  |  |  |  |  |  |  |  |  |  |  |  |  |  |  |  |  |  |  |  |  |  |  |  |
|  |  |                        |                        |                                                                   |                                                                   |                                                                   |                                                                   |                                                                   |                                                                   |                                          |                                          |                                          |                                          |                                        |                                        |                                                 |                                                 |                                                 |                                                 | Hachémites: descendants des Quraych ou Kureyş, tribu de Mahomet et de Ali ibn Abi Talib |                                                     |                                                     |                                                     |                                                     |                                                     |                                   |                                   |                                             |                                             |                                             |                                             |                                             |                                             |                     |                     |                                                                 |                                                                 |                                                                 |                                                                 |                                                                 |                                                                 |                                |                                |                                         |                                         |                                         |                                         |                                         |                                         |                       |                       |                                           |                                           |                                           |                                           |                                           |                                           |  |  |  |  |  |  |  |  |  |  |  |  |  |  |  |  |  |  |  |  |  |  |  |  |  |  |  |  |  |  |  |  |  |  |  |  |
|  |  |                        |                        |                                                                   |                                                                   |                                                                   |                                                                   |                                                                   |                                                                   |                                          |                                          |                                          |                                          |                                        |                                        |                                                 |                                                 |                                                 |                                                 |                                                                                         |                                                     |                                                     |                                                     |                                                     |                                                     |                                   |                                   |                                             |                                             |                                             |                                             |                                             |                                             |                     |                     |                                                                 |                                                                 |                                                                 |                                                                 |                                                                 |                                                                 |                                |                                |                                         |                                         |                                         |                                         |                                         |                                         |                       |                       |                                           |                                           |                                           |                                           |                                           |                                           |  |  |  |  |  |  |  |  |  |  |  |  |  |  |  |  |  |  |  |  |  |  |  |  |  |  |  |  |  |  |  |  |  |  |  |  |
|  |  |                        |                        |                                                                   |                                                                   |                                                                   |                                                                   |                                                                   |                                                                   |                                          |                                          |                                          |                                          |                                        |                                        |                                                 |                                                 |                                                 |                                                 | Abd al-Muttalib                                                                         |                                                     |                                                     |                                                     |                                                     |                                                     |                                   |                                   |                                             |                                             |                                             |                                             |                                             |                                             |                     |                     |                                                                 |                                                                 |                                                                 |                                                                 |                                                                 |                                                                 |                                |                                |                                         |                                         |                                         |                                         |                                         |                                         |                       |                       |                                           |                                           |                                           |                                           |                                           |                                           |  |  |  |  |  |  |  |  |  |  |  |  |  |  |  |  |  |  |  |  |  |  |  |  |  |  |  |  |  |  |  |  |  |  |  |  |
|  |  |                        |                        |                                                                   |                                                                   |                                                                   |                                                                   |                                                                   |                                                                   |                                          |                                          |                                          |                                          |                                        |                                        |                                                 |                                                 |                                                 |                                                 |                                                                                         |                                                     |                                                     |                                                     |                                                     |                                                     |                                   |                                   |                                             |                                             |                                             |                                             |                                             |                                             |                     |                     |                                                                 |                                                                 |                                                                 |                                                                 |                                                                 |                                                                 |                                |                                |                                         |                                         |                                         |                                         |                                         |                                         |                       |                       |                                           |                                           |                                           |                                           |                                           |                                           |  |  |  |  |  |  |  |  |  |  |  |  |  |  |  |  |  |  |  |  |  |  |  |  |  |  |  |  |  |  |  |  |  |  |  |  |
|  |  |                        |                        |                                                                   |                                                                   |                                                                   |                                                                   |                                                                   |                                                                   |                                          |                                          |                                          |                                          |                                        |                                        |                                                 |                                                 |                                                 |                                                 |                                                                                         |                                                     |                                                     |                                                     |                                                     |                                                     |                                   |                                   |                                             |                                             |                                             |                                             |                                             |                                             |                     |                     |                                                                 |                                                                 |                                                                 |                                                                 |                                                                 |                                                                 |                                |                                |                                         |                                         |                                         |                                         |                                         |                                         |                       |                       |                                           |                                           |                                           |                                           |                                           |                                           |  |  |  |  |  |  |  |  |  |  |  |  |  |  |  |  |  |  |  |  |  |  |  |  |  |  |  |  |  |  |  |  |  |  |  |  |
|  |  | Amina bint Wahb        | Amina bint Wahb        | Amina bint Wahb                                                   | Amina bint Wahb                                                   | Amina bint Wahb                                                   | Amina bint Wahb                                                   |                                                                   |                                                                   |                                          |                                          |                                          |                                          |                                        |                                        |                                                 |                                                 |                                                 |                                                 | 'Abdullah ibn 'Abdil-Mouttalib                                                          | 'Abdullah ibn 'Abdil-Mouttalib                      | 'Abdullah ibn 'Abdil-Mouttalib                      | 'Abdullah ibn 'Abdil-Mouttalib                      | 'Abdullah ibn 'Abdil-Mouttalib                      | 'Abdullah ibn 'Abdil-Mouttalib                      |                                   |                                   | Abû Tâlib                                   | Abû Tâlib                                   | Abû Tâlib                                   | Abû Tâlib                                   | Abû Tâlib                                   | Abû Tâlib                                   |                     |                     | Ez-Zûbeyr                                                       | Ez-Zûbeyr                                                       | Ez-Zûbeyr                                                       | Ez-Zûbeyr                                                       | Ez-Zûbeyr                                                       | Ez-Zûbeyr                                                       |                                |                                | Hamza ibn Abd al-Muttalib               | Hamza ibn Abd al-Muttalib               | Hamza ibn Abd al-Muttalib               | Hamza ibn Abd al-Muttalib               | Hamza ibn Abd al-Muttalib               | Hamza ibn Abd al-Muttalib               |                       |                       | Al-Abbas ibn Abd al-Muttalib              | Al-Abbas ibn Abd al-Muttalib              | Al-Abbas ibn Abd al-Muttalib              | Al-Abbas ibn Abd al-Muttalib              | Al-Abbas ibn Abd al-Muttalib              | Al-Abbas ibn Abd al-Muttalib              |  |  |  |  |  |  |  |  |  |  |  |  |  |  |  |  |  |  |  |  |  |  |  |  |  |  |  |  |  |  |  |  |  |  |  |  |
|  |  | Amina bint Wahb        | Amina bint Wahb        | Amina bint Wahb                                                   | Amina bint Wahb                                                   | Amina bint Wahb                                                   | Amina bint Wahb                                                   |                                                                   |                                                                   |                                          |                                          |                                          |                                          |                                        |                                        |                                                 |                                                 |                                                 |                                                 | 'Abdullah ibn 'Abdil-Mouttalib                                                          | 'Abdullah ibn 'Abdil-Mouttalib                      | 'Abdullah ibn 'Abdil-Mouttalib                      | 'Abdullah ibn 'Abdil-Mouttalib                      | 'Abdullah ibn 'Abdil-Mouttalib                      | 'Abdullah ibn 'Abdil-Mouttalib                      |                                   |                                   | Abû Tâlib                                   | Abû Tâlib                                   | Abû Tâlib                                   | Abû Tâlib                                   | Abû Tâlib                                   | Abû Tâlib                                   |                     |                     | Ez-Zûbeyr                                                       | Ez-Zûbeyr                                                       | Ez-Zûbeyr                                                       | Ez-Zûbeyr                                                       | Ez-Zûbeyr                                                       | Ez-Zûbeyr                                                       |                                |                                | Hamza ibn Abd al-Muttalib               | Hamza ibn Abd al-Muttalib               | Hamza ibn Abd al-Muttalib               | Hamza ibn Abd al-Muttalib               | Hamza ibn Abd al-Muttalib               | Hamza ibn Abd al-Muttalib               |                       |                       | Al-Abbas ibn Abd al-Muttalib              | Al-Abbas ibn Abd al-Muttalib              | Al-Abbas ibn Abd al-Muttalib              | Al-Abbas ibn Abd al-Muttalib              | Al-Abbas ibn Abd al-Muttalib              | Al-Abbas ibn Abd al-Muttalib              |  |  |  |  |  |  |  |  |  |  |  |  |  |  |  |  |  |  |  |  |  |  |  |  |  |  |  |  |  |  |  |  |  |  |  |  |
|  |  |                        |                        |                                                                   |                                                                   |                                                                   |                                                                   |                                                                   |                                                                   |                                          |                                          |                                          |                                          |                                        |                                        |                                                 |                                                 |                                                 |                                                 |                                                                                         |                                                     |                                                     |                                                     |                                                     |                                                     |                                   |                                   |                                             |                                             |                                             |                                             |                                             |                                             |                     |                     |                                                                 |                                                                 |                                                                 |                                                                 |                                                                 |                                                                 |                                |                                |                                         |                                         |                                         |                                         |                                         |                                         |                       |                       |                                           |                                           |                                           |                                           |                                           |                                           |  |  |  |  |  |  |  |  |  |  |  |  |  |  |  |  |  |  |  |  |  |  |  |  |  |  |  |  |  |  |  |  |  |  |  |  |
|  |  |                        |                        |                                                                   |                                                                   |                                                                   |                                                                   |                                                                   |                                                                   |                                          |                                          |                                          |                                          |                                        |                                        |                                                 |                                                 |                                                 |                                                 |                                                                                         |                                                     |                                                     |                                                     |                                                     |                                                     |                                   |                                   |                                             |                                             |                                             |                                             |                                             |                                             |                     |                     |                                                                 |                                                                 |                                                                 |                                                                 |                                                                 |                                                                 |                                |                                |                                         |                                         |                                         |                                         |                                         |                                         |                       |                       |                                           |                                           |                                           |                                           |                                           |                                           |  |  |  |  |  |  |  |  |  |  |  |  |  |  |  |  |  |  |  |  |  |  |  |  |  |  |  |  |  |  |  |  |  |  |  |  |
|  |  | Khadija bint Khuwaylid | Khadija bint Khuwaylid | Khadija bint Khuwaylid                                            | Khadija bint Khuwaylid                                            | Khadija bint Khuwaylid                                            | Khadija bint Khuwaylid                                            |                                                                   |                                                                   |                                          |                                          |                                          |                                          |                                        |                                        |                                                 |                                                 |                                                 |                                                 | Mahomet                                                                                 | Mahomet                                             | Mahomet                                             | Mahomet                                             | Mahomet                                             | Mahomet                                             |                                   |                                   |                                             |                                             |                                             |                                             |                                             |                                             |                     |                     |                                                                 |                                                                 |                                                                 |                                                                 |                                                                 |                                                                 |                                |                                |                                         |                                         |                                         |                                         |                                         |                                         |                       |                       | Abd Allah ibn Abbas                       | Abd Allah ibn Abbas                       | Abd Allah ibn Abbas                       | Abd Allah ibn Abbas                       | Abd Allah ibn Abbas                       | Abd Allah ibn Abbas                       |  |  |  |  |  |  |  |  |  |  |  |  |  |  |  |  |  |  |  |  |  |  |  |  |  |  |  |  |  |  |  |  |  |  |  |  |
|  |  | Khadija bint Khuwaylid | Khadija bint Khuwaylid | Khadija bint Khuwaylid                                            | Khadija bint Khuwaylid                                            | Khadija bint Khuwaylid                                            | Khadija bint Khuwaylid                                            |                                                                   |                                                                   |                                          |                                          |                                          |                                          |                                        |                                        |                                                 |                                                 |                                                 |                                                 | Mahomet                                                                                 | Mahomet                                             | Mahomet                                             | Mahomet                                             | Mahomet                                             | Mahomet                                             |                                   |                                   |                                             |                                             |                                             |                                             |                                             |                                             |                     |                     |                                                                 |                                                                 |                                                                 |                                                                 |                                                                 |                                                                 |                                |                                |                                         |                                         |                                         |                                         |                                         |                                         |                       |                       | Abd Allah ibn Abbas                       | Abd Allah ibn Abbas                       | Abd Allah ibn Abbas                       | Abd Allah ibn Abbas                       | Abd Allah ibn Abbas                       | Abd Allah ibn Abbas                       |  |  |  |  |  |  |  |  |  |  |  |  |  |  |  |  |  |  |  |  |  |  |  |  |  |  |  |  |  |  |  |  |  |  |  |  |
|  |  |                        |                        |                                                                   |                                                                   |                                                                   |                                                                   |                                                                   |                                                                   |                                          |                                          |                                          |                                          |                                        |                                        |                                                 |                                                 |                                                 |                                                 |                                                                                         |                                                     |                                                     |                                                     |                                                     |                                                     |                                   |                                   |                                             |                                             |                                             |                                             |                                             |                                             |                     |                     |                                                                 |                                                                 |                                                                 |                                                                 |                                                                 |                                                                 |                                |                                |                                         |                                         |                                         |                                         |                                         |                                         |                       |                       |                                           |                                           |                                           |                                           |                                           |                                           |  |  |  |  |  |  |  |  |  |  |  |  |  |  |  |  |  |  |  |  |  |  |  |  |  |  |  |  |  |  |  |  |  |  |  |  |
|  |  |                        |                        |                                                                   |                                                                   |                                                                   |                                                                   |                                                                   |                                                                   |                                          |                                          |                                          |                                          |                                        |                                        |                                                 |                                                 |                                                 |                                                 |                                                                                         |                                                     |                                                     |                                                     |                                                     |                                                     |                                   |                                   |                                             |                                             |                                             |                                             |                                             |                                             |                     |                     |                                                                 |                                                                 |                                                                 |                                                                 |                                                                 |                                                                 |                                |                                |                                         |                                         |                                         |                                         |                                         |                                         |                       |                       |                                           |                                           |                                           |                                           |                                           |                                           |  |  |  |  |  |  |  |  |  |  |  |  |  |  |  |  |  |  |  |  |  |  |  |  |  |  |  |  |  |  |  |  |  |  |  |  |
|  |  |                        |                        |                                                                   |                                                                   |                                                                   |                                                                   |                                                                   |                                                                   |                                          |                                          |                                          |                                          |                                        |                                        |                                                 |                                                 |                                                 |                                                 | Fatima Zahra                                                                            | Fatima Zahra                                        | Fatima Zahra                                        | Fatima Zahra                                        | Fatima Zahra                                        | Fatima Zahra                                        |                                   |                                   | Ali ibn Abi Talib                           | Ali ibn Abi Talib                           | Ali ibn Abi Talib                           | Ali ibn Abi Talib                           | Ali ibn Abi Talib                           | Ali ibn Abi Talib                           |                     |                     |                                                                 |                                                                 |                                                                 |                                                                 |                                                                 |                                                                 |                                |                                | Khawlah bint Ja'far al-Hanafiyyah       | Khawlah bint Ja'far al-Hanafiyyah       | Khawlah bint Ja'far al-Hanafiyyah       | Khawlah bint Ja'far al-Hanafiyyah       | Khawlah bint Ja'far al-Hanafiyyah       | Khawlah bint Ja'far al-Hanafiyyah       |                       |                       | `Alî bin ʿAbd Allâh                       | `Alî bin ʿAbd Allâh                       | `Alî bin ʿAbd Allâh                       | `Alî bin ʿAbd Allâh                       | `Alî bin ʿAbd Allâh                       | `Alî bin ʿAbd Allâh                       |  |  |  |  |  |  |  |  |  |  |  |  |  |  |  |  |  |  |  |  |  |  |  |  |  |  |  |  |  |  |  |  |  |  |  |  |
|  |  |                        |                        |                                                                   |                                                                   |                                                                   |                                                                   |                                                                   |                                                                   |                                          |                                          |                                          |                                          |                                        |                                        |                                                 |                                                 |                                                 |                                                 | Fatima Zahra                                                                            | Fatima Zahra                                        | Fatima Zahra                                        | Fatima Zahra                                        | Fatima Zahra                                        | Fatima Zahra                                        |                                   |                                   | Ali ibn Abi Talib                           | Ali ibn Abi Talib                           | Ali ibn Abi Talib                           | Ali ibn Abi Talib                           | Ali ibn Abi Talib                           | Ali ibn Abi Talib                           |                     |                     |                                                                 |                                                                 |                                                                 |                                                                 |                                                                 |                                                                 |                                |                                | Khawlah bint Ja'far al-Hanafiyyah       | Khawlah bint Ja'far al-Hanafiyyah       | Khawlah bint Ja'far al-Hanafiyyah       | Khawlah bint Ja'far al-Hanafiyyah       | Khawlah bint Ja'far al-Hanafiyyah       | Khawlah bint Ja'far al-Hanafiyyah       |                       |                       | `Alî bin ʿAbd Allâh                       | `Alî bin ʿAbd Allâh                       | `Alî bin ʿAbd Allâh                       | `Alî bin ʿAbd Allâh                       | `Alî bin ʿAbd Allâh                       | `Alî bin ʿAbd Allâh                       |  |  |  |  |  |  |  |  |  |  |  |  |  |  |  |  |  |  |  |  |  |  |  |  |  |  |  |  |  |  |  |  |  |  |  |  |
|  |  |                        |                        |                                                                   |                                                                   |                                                                   |                                                                   | Salman le Perse                                                   |                                                                   |                                          |                                          |                                          |                                          |                                        |                                        |                                                 |                                                 |                                                 |                                                 |                                                                                         |                                                     |                                                     |                                                     |                                                     |                                                     |                                   |                                   |                                             |                                             |                                             |                                             |                                             |                                             |                     |                     |                                                                 |                                                                 |                                                                 |                                                                 |                                                                 |                                                                 |                                |                                |                                         |                                         |                                         |                                         |                                         |                                         |                       |                       |                                           |                                           |                                           |                                           |                                           |                                           |  |  |  |  |  |  |  |  |  |  |  |  |  |  |  |  |  |  |  |  |  |  |  |  |  |  |  |  |  |  |  |  |  |  |  |  |
|  |  |                        |                        |                                                                   |                                                                   |                                                                   |                                                                   |                                                                   |                                                                   |                                          |                                          |                                          |                                          |                                        |                                        |                                                 |                                                 |                                                 |                                                 |                                                                                         |                                                     |                                                     |                                                     |                                                     |                                                     |                                   |                                   |                                             |                                             |                                             |                                             |                                             |                                             |                     |                     |                                                                 |                                                                 |                                                                 |                                                                 |                                                                 |                                                                 |                                |                                |                                         |                                         |                                         |                                         |                                         |                                         |                       |                       |                                           |                                           |                                           |                                           |                                           |                                           |  |  |  |  |  |  |  |  |  |  |  |  |  |  |  |  |  |  |  |  |  |  |  |  |  |  |  |  |  |  |  |  |  |  |  |  |
|  |  |                        |                        |                                                                   |                                                                   |                                                                   |                                                                   |                                                                   |                                                                   |                                          |                                          |                                          |                                          |                                        |                                        |                                                 |                                                 |                                                 |                                                 | Al-Hassan ibn Ali                                                                       | Al-Hassan ibn Ali                                   | Al-Hassan ibn Ali                                   | Al-Hassan ibn Ali                                   | Al-Hassan ibn Ali                                   | Al-Hassan ibn Ali                                   |                                   |                                   | Al-Hussein ibn Ali                          | Al-Hussein ibn Ali                          | Al-Hussein ibn Ali                          | Al-Hussein ibn Ali                          | Al-Hussein ibn Ali                          | Al-Hussein ibn Ali                          |                     |                     | Muhammad ibn al-Hanafiya                                        | Muhammad ibn al-Hanafiya                                        | Muhammad ibn al-Hanafiya                                        | Muhammad ibn al-Hanafiya                                        | Muhammad ibn al-Hanafiya                                        | Muhammad ibn al-Hanafiya                                        |                                |                                | Abbassides                              | Abbassides                              | Abbassides                              | Abbassides                              | Abbassides                              | Abbassides                              |                       |                       | Muhammed "el-İmâm" bin `Alî bin el-`Abbâs | Muhammed "el-İmâm" bin `Alî bin el-`Abbâs | Muhammed "el-İmâm" bin `Alî bin el-`Abbâs | Muhammed "el-İmâm" bin `Alî bin el-`Abbâs | Muhammed "el-İmâm" bin `Alî bin el-`Abbâs | Muhammed "el-İmâm" bin `Alî bin el-`Abbâs |  |  |  |  |  |  |  |  |  |  |  |  |  |  |  |  |  |  |  |  |  |  |  |  |  |  |  |  |  |  |  |  |  |  |  |  |
|  |  |                        |                        |                                                                   |                                                                   |                                                                   |                                                                   |                                                                   |                                                                   |                                          |                                          |                                          |                                          |                                        |                                        |                                                 |                                                 |                                                 |                                                 | Al-Hassan ibn Ali                                                                       | Al-Hassan ibn Ali                                   | Al-Hassan ibn Ali                                   | Al-Hassan ibn Ali                                   | Al-Hassan ibn Ali                                   | Al-Hassan ibn Ali                                   |                                   |                                   | Al-Hussein ibn Ali                          | Al-Hussein ibn Ali                          | Al-Hussein ibn Ali                          | Al-Hussein ibn Ali                          | Al-Hussein ibn Ali                          | Al-Hussein ibn Ali                          |                     |                     | Muhammad ibn al-Hanafiya                                        | Muhammad ibn al-Hanafiya                                        | Muhammad ibn al-Hanafiya                                        | Muhammad ibn al-Hanafiya                                        | Muhammad ibn al-Hanafiya                                        | Muhammad ibn al-Hanafiya                                        |                                |                                | Abbassides                              | Abbassides                              | Abbassides                              | Abbassides                              | Abbassides                              | Abbassides                              |                       |                       | Muhammed "el-İmâm" bin `Alî bin el-`Abbâs | Muhammed "el-İmâm" bin `Alî bin el-`Abbâs | Muhammed "el-İmâm" bin `Alî bin el-`Abbâs | Muhammed "el-İmâm" bin `Alî bin el-`Abbâs | Muhammed "el-İmâm" bin `Alî bin el-`Abbâs | Muhammed "el-İmâm" bin `Alî bin el-`Abbâs |  |  |  |  |  |  |  |  |  |  |  |  |  |  |  |  |  |  |  |  |  |  |  |  |  |  |  |  |  |  |  |  |  |  |  |  |
|  |  |                        |                        |                                                                   |                                                                   |                                                                   |                                                                   |                                                                   |                                                                   |                                          |                                          |                                          |                                          |                                        |                                        |                                                 |                                                 |                                                 |                                                 |                                                                                         |                                                     |                                                     |                                                     |                                                     |                                                     |                                   |                                   |                                             |                                             |                                             |                                             |                                             |                                             |                     |                     |                                                                 |                                                                 |                                                                 |                                                                 |                                                                 |                                                                 |                                |                                |                                         |                                         |                                         |                                         |                                         |                                         |                       |                       |                                           |                                           |                                           |                                           |                                           |                                           |  |  |  |  |  |  |  |  |  |  |  |  |  |  |  |  |  |  |  |  |  |  |  |  |  |  |  |  |  |  |  |  |  |  |  |  |
|  |  |                        |                        |                                                                   |                                                                   |                                                                   |                                                                   |                                                                   |                                                                   |                                          |                                          |                                          |                                          |                                        |                                        |                                                 |                                                 |                                                 |                                                 |                                                                                         |                                                     |                                                     |                                                     |                                                     |                                                     |                                   |                                   |                                             |                                             |                                             |                                             |                                             |                                             |                     |                     |                                                                 |                                                                 |                                                                 |                                                                 |                                                                 |                                                                 |                                |                                |                                         |                                         |                                         |                                         |                                         |                                         |                       |                       |                                           |                                           |                                           |                                           |                                           |                                           |  |  |  |  |  |  |  |  |  |  |  |  |  |  |  |  |  |  |  |  |  |  |  |  |  |  |  |  |  |  |  |  |  |  |  |  |
|  |  |                        |                        | Hasan ibn Zayd ibn Hasan                                          | Hasan ibn Zayd ibn Hasan                                          | Hasan ibn Zayd ibn Hasan                                          | Hasan ibn Zayd ibn Hasan                                          | Hasan ibn Zayd ibn Hasan                                          | Hasan ibn Zayd ibn Hasan                                          |                                          |                                          | Zeyyîd bin Hasan                         | Zeyyîd bin Hasan                         | Zeyyîd bin Hasan                       | Zeyyîd bin Hasan                       | Zeyyîd bin Hasan                                | Zeyyîd bin Hasan                                |                                                 |                                                 | Hasan el-Mû'tenâ                                                                        | Hasan el-Mû'tenâ                                    | Hasan el-Mû'tenâ                                    | Hasan el-Mû'tenâ                                    | Hasan el-Mû'tenâ                                    | Hasan el-Mû'tenâ                                    |                                   |                                   | Ali Zayn al-Abidin                          | Ali Zayn al-Abidin                          | Ali Zayn al-Abidin                          | Ali Zayn al-Abidin                          | Ali Zayn al-Abidin                          | Ali Zayn al-Abidin                          |                     |                     | Kaysanites                                                      | Kaysanites                                                      | Kaysanites                                                      | Kaysanites                                                      | Kaysanites                                                      | Kaysanites                                                      |                                |                                | Abu Muslim al-Khurasani                 | Abu Muslim al-Khurasani                 | Abu Muslim al-Khurasani                 | Abu Muslim al-Khurasani                 | Abu Muslim al-Khurasani                 | Abu Muslim al-Khurasani                 |                       |                       | Zoroastrisme                              | Zoroastrisme                              | Zoroastrisme                              | Zoroastrisme                              | Zoroastrisme                              | Zoroastrisme                              |  |  |  |  |  |  |  |  |  |  |  |  |  |  |  |  |  |  |  |  |  |  |  |  |  |  |  |  |  |  |  |  |  |  |  |  |
|  |  |                        |                        | Hasan ibn Zayd ibn Hasan                                          | Hasan ibn Zayd ibn Hasan                                          | Hasan ibn Zayd ibn Hasan                                          | Hasan ibn Zayd ibn Hasan                                          | Hasan ibn Zayd ibn Hasan                                          | Hasan ibn Zayd ibn Hasan                                          |                                          |                                          | Zeyyîd bin Hasan                         | Zeyyîd bin Hasan                         | Zeyyîd bin Hasan                       | Zeyyîd bin Hasan                       | Zeyyîd bin Hasan                                | Zeyyîd bin Hasan                                |                                                 |                                                 | Hasan el-Mû'tenâ                                                                        | Hasan el-Mû'tenâ                                    | Hasan el-Mû'tenâ                                    | Hasan el-Mû'tenâ                                    | Hasan el-Mû'tenâ                                    | Hasan el-Mû'tenâ                                    |                                   |                                   | Ali Zayn al-Abidin                          | Ali Zayn al-Abidin                          | Ali Zayn al-Abidin                          | Ali Zayn al-Abidin                          | Ali Zayn al-Abidin                          | Ali Zayn al-Abidin                          |                     |                     | Kaysanites                                                      | Kaysanites                                                      | Kaysanites                                                      | Kaysanites                                                      | Kaysanites                                                      | Kaysanites                                                      |                                |                                | Abu Muslim al-Khurasani                 | Abu Muslim al-Khurasani                 | Abu Muslim al-Khurasani                 | Abu Muslim al-Khurasani                 | Abu Muslim al-Khurasani                 | Abu Muslim al-Khurasani                 |                       |                       | Zoroastrisme                              | Zoroastrisme                              | Zoroastrisme                              | Zoroastrisme                              | Zoroastrisme                              | Zoroastrisme                              |  |  |  |  |  |  |  |  |  |  |  |  |  |  |  |  |  |  |  |  |  |  |  |  |  |  |  |  |  |  |  |  |  |  |  |  |
|  |  |                        |                        |                                                                   |                                                                   |                                                                   |                                                                   |                                                                   |                                                                   |                                          |                                          |                                          |                                          |                                        |                                        |                                                 |                                                 |                                                 |                                                 |                                                                                         |                                                     |                                                     |                                                     |                                                     |                                                     |                                   |                                   |                                             |                                             |                                             |                                             |                                             |                                             |                     |                     |                                                                 |                                                                 |                                                                 |                                                                 |                                                                 |                                                                 |                                |                                |                                         |                                         |                                         |                                         |                                         |                                         |                       |                       |                                           |                                           |                                           |                                           |                                           |                                           |  |  |  |  |  |  |  |  |  |  |  |  |  |  |  |  |  |  |  |  |  |  |  |  |  |  |  |  |  |  |  |  |  |  |  |  |
|  |  |                        |                        |                                                                   |                                                                   |                                                                   |                                                                   |                                                                   |                                                                   |                                          |                                          |                                          |                                          |                                        |                                        |                                                 |                                                 |                                                 |                                                 |                                                                                         |                                                     |                                                     |                                                     |                                                     |                                                     |                                   |                                   |                                             |                                             |                                             |                                             |                                             |                                             |                     |                     |                                                                 |                                                                 |                                                                 |                                                                 |                                                                 |                                                                 |                                |                                |                                         |                                         |                                         |                                         |                                         |                                         |                       |                       |                                           |                                           |                                           |                                           |                                           |                                           |  |  |  |  |  |  |  |  |  |  |  |  |  |  |  |  |  |  |  |  |  |  |  |  |  |  |  |  |  |  |  |  |  |  |  |  |
|  |  |                        |                        | Alavî du Taberistan                                               | Alavî du Taberistan                                               | Alavî du Taberistan                                               | Alavî du Taberistan                                               | Alavî du Taberistan                                               | Alavî du Taberistan                                               |                                          |                                          | Hasan ibn Zayd                           | Hasan ibn Zayd                           | Hasan ibn Zayd                         | Hasan ibn Zayd                         | Hasan ibn Zayd                                  | Hasan ibn Zayd                                  |                                                 |                                                 | ʿAbd Allâh el-Kâmil                                                                     | ʿAbd Allâh el-Kâmil                                 | ʿAbd Allâh el-Kâmil                                 | ʿAbd Allâh el-Kâmil                                 | ʿAbd Allâh el-Kâmil                                 | ʿAbd Allâh el-Kâmil                                 |                                   |                                   | Muhammad al-Bâqir                           | Muhammad al-Bâqir                           | Muhammad al-Bâqir                           | Muhammad al-Bâqir                           | Muhammad al-Bâqir                           | Muhammad al-Bâqir                           |                     |                     | Zayd ibn Ali                                                    | Zayd ibn Ali                                                    | Zayd ibn Ali                                                    | Zayd ibn Ali                                                    | Zayd ibn Ali                                                    | Zayd ibn Ali                                                    |                                |                                | Sinbâd’îyye                             | Sinbâd’îyye                             | Sinbâd’îyye                             | Sinbâd’îyye                             | Sinbâd’îyye                             | Sinbâd’îyye                             |                       |                       | Neo Mazdakisme                            | Neo Mazdakisme                            | Neo Mazdakisme                            | Neo Mazdakisme                            | Neo Mazdakisme                            | Neo Mazdakisme                            |  |  |  |  |  |  |  |  |  |  |  |  |  |  |  |  |  |  |  |  |  |  |  |  |  |  |  |  |  |  |  |  |  |  |  |  |
|  |  |                        |                        | Alavî du Taberistan                                               | Alavî du Taberistan                                               | Alavî du Taberistan                                               | Alavî du Taberistan                                               | Alavî du Taberistan                                               | Alavî du Taberistan                                               |                                          |                                          | Hasan ibn Zayd                           | Hasan ibn Zayd                           | Hasan ibn Zayd                         | Hasan ibn Zayd                         | Hasan ibn Zayd                                  | Hasan ibn Zayd                                  |                                                 |                                                 | ʿAbd Allâh el-Kâmil                                                                     | ʿAbd Allâh el-Kâmil                                 | ʿAbd Allâh el-Kâmil                                 | ʿAbd Allâh el-Kâmil                                 | ʿAbd Allâh el-Kâmil                                 | ʿAbd Allâh el-Kâmil                                 |                                   |                                   | Muhammad al-Bâqir                           | Muhammad al-Bâqir                           | Muhammad al-Bâqir                           | Muhammad al-Bâqir                           | Muhammad al-Bâqir                           | Muhammad al-Bâqir                           |                     |                     | Zayd ibn Ali                                                    | Zayd ibn Ali                                                    | Zayd ibn Ali                                                    | Zayd ibn Ali                                                    | Zayd ibn Ali                                                    | Zayd ibn Ali                                                    |                                |                                | Sinbâd’îyye                             | Sinbâd’îyye                             | Sinbâd’îyye                             | Sinbâd’îyye                             | Sinbâd’îyye                             | Sinbâd’îyye                             |                       |                       | Neo Mazdakisme                            | Neo Mazdakisme                            | Neo Mazdakisme                            | Neo Mazdakisme                            | Neo Mazdakisme                            | Neo Mazdakisme                            |  |  |  |  |  |  |  |  |  |  |  |  |  |  |  |  |  |  |  |  |  |  |  |  |  |  |  |  |  |  |  |  |  |  |  |  |
|  |  |                        |                        |                                                                   |                                                                   |                                                                   |                                                                   |                                                                   |                                                                   |                                          |                                          |                                          |                                          |                                        |                                        |                                                 |                                                 |                                                 |                                                 |                                                                                         |                                                     |                                                     |                                                     |                                                     |                                                     |                                   |                                   |                                             |                                             |                                             |                                             |                                             |                                             |                     |                     |                                                                 |                                                                 |                                                                 |                                                                 |                                                                 |                                                                 |                                |                                |                                         |                                         |                                         |                                         |                                         |                                         |                       |                       |                                           |                                           |                                           |                                           |                                           |                                           |  |  |  |  |  |  |  |  |  |  |  |  |  |  |  |  |  |  |  |  |  |  |  |  |  |  |  |  |  |  |  |  |  |  |  |  |
|  |  |                        |                        |                                                                   |                                                                   |                                                                   |                                                                   |                                                                   |                                                                   |                                          |                                          |                                          |                                          |                                        |                                        |                                                 |                                                 |                                                 |                                                 |                                                                                         |                                                     |                                                     |                                                     |                                                     |                                                     |                                   |                                   |                                             |                                             |                                             |                                             |                                             |                                             |                     |                     |                                                                 |                                                                 |                                                                 |                                                                 |                                                                 |                                                                 |                                |                                |                                         |                                         |                                         |                                         |                                         |                                         |                       |                       |                                           |                                           |                                           |                                           |                                           |                                           |  |  |  |  |  |  |  |  |  |  |  |  |  |  |  |  |  |  |  |  |  |  |  |  |  |  |  |  |  |  |  |  |  |  |  |  |
|  |  |                        |                        | İbrahim bin ʿAbd Allâh                                            | İbrahim bin ʿAbd Allâh                                            | İbrahim bin ʿAbd Allâh                                            | İbrahim bin ʿAbd Allâh                                            | İbrahim bin ʿAbd Allâh                                            | İbrahim bin ʿAbd Allâh                                            |                                          |                                          | Muhammad al-Nafs al-Zakiya               | Muhammad al-Nafs al-Zakiya               | Muhammad al-Nafs al-Zakiya             | Muhammad al-Nafs al-Zakiya             | Muhammad al-Nafs al-Zakiya                      | Muhammad al-Nafs al-Zakiya                      |                                                 |                                                 | Idris Ier Idrissides (Zaïdisme)                                                         | Idris Ier Idrissides (Zaïdisme)                     | Idris Ier Idrissides (Zaïdisme)                     | Idris Ier Idrissides (Zaïdisme)                     | Idris Ier Idrissides (Zaïdisme)                     | Idris Ier Idrissides (Zaïdisme)                     |                                   |                                   | Imamat                                      | Imamat                                      | Imamat                                      | Imamat                                      | Imamat                                      | Imamat                                      |                     |                     | Zaïdisme                                                        | Zaïdisme                                                        | Zaïdisme                                                        | Zaïdisme                                                        | Zaïdisme                                                        | Zaïdisme                                                        |                                |                                | Al-Muqanna                              | Al-Muqanna                              | Al-Muqanna                              | Al-Muqanna                              | Al-Muqanna                              | Al-Muqanna                              |                       |                       | Khurramiya (Babak Khorramdin)             | Khurramiya (Babak Khorramdin)             | Khurramiya (Babak Khorramdin)             | Khurramiya (Babak Khorramdin)             | Khurramiya (Babak Khorramdin)             | Khurramiya (Babak Khorramdin)             |  |  |  |  |  |  |  |  |  |  |  |  |  |  |  |  |  |  |  |  |  |  |  |  |  |  |  |  |  |  |  |  |  |  |  |  |
|  |  |                        |                        | İbrahim bin ʿAbd Allâh                                            | İbrahim bin ʿAbd Allâh                                            | İbrahim bin ʿAbd Allâh                                            | İbrahim bin ʿAbd Allâh                                            | İbrahim bin ʿAbd Allâh                                            | İbrahim bin ʿAbd Allâh                                            |                                          |                                          | Muhammad al-Nafs al-Zakiya               | Muhammad al-Nafs al-Zakiya               | Muhammad al-Nafs al-Zakiya             | Muhammad al-Nafs al-Zakiya             | Muhammad al-Nafs al-Zakiya                      | Muhammad al-Nafs al-Zakiya                      |                                                 |                                                 | Idris Ier Idrissides (Zaïdisme)                                                         | Idris Ier Idrissides (Zaïdisme)                     | Idris Ier Idrissides (Zaïdisme)                     | Idris Ier Idrissides (Zaïdisme)                     | Idris Ier Idrissides (Zaïdisme)                     | Idris Ier Idrissides (Zaïdisme)                     |                                   |                                   | Imamat                                      | Imamat                                      | Imamat                                      | Imamat                                      | Imamat                                      | Imamat                                      |                     |                     | Zaïdisme                                                        | Zaïdisme                                                        | Zaïdisme                                                        | Zaïdisme                                                        | Zaïdisme                                                        | Zaïdisme                                                        |                                |                                | Al-Muqanna                              | Al-Muqanna                              | Al-Muqanna                              | Al-Muqanna                              | Al-Muqanna                              | Al-Muqanna                              |                       |                       | Khurramiya (Babak Khorramdin)             | Khurramiya (Babak Khorramdin)             | Khurramiya (Babak Khorramdin)             | Khurramiya (Babak Khorramdin)             | Khurramiya (Babak Khorramdin)             | Khurramiya (Babak Khorramdin)             |  |  |  |  |  |  |  |  |  |  |  |  |  |  |  |  |  |  |  |  |  |  |  |  |  |  |  |  |  |  |  |  |  |  |  |  |
|  |  |                        |                        |                                                                   |                                                                   |                                                                   |                                                                   |                                                                   |                                                                   |                                          |                                          |                                          |                                          |                                        |                                        |                                                 |                                                 |                                                 |                                                 |                                                                                         |                                                     |                                                     |                                                     |                                                     |                                                     |                                   |                                   |                                             |                                             |                                             |                                             |                                             |                                             |                     |                     |                                                                 |                                                                 |                                                                 |                                                                 |                                                                 |                                                                 |                                |                                |                                         |                                         |                                         |                                         |                                         |                                         |                       |                       |                                           |                                           |                                           |                                           |                                           |                                           |  |  |  |  |  |  |  |  |  |  |  |  |  |  |  |  |  |  |  |  |  |  |  |  |  |  |  |  |  |  |  |  |  |  |  |  |
|  |  |                        |                        |                                                                   |                                                                   |                                                                   |                                                                   |                                                                   |                                                                   |                                          |                                          |                                          |                                          |                                        |                                        |                                                 |                                                 |                                                 |                                                 |                                                                                         |                                                     |                                                     |                                                     |                                                     |                                                     |                                   |                                   |                                             |                                             |                                             |                                             |                                             |                                             |                     |                     |                                                                 |                                                                 |                                                                 |                                                                 |                                                                 |                                                                 |                                |                                |                                         |                                         |                                         |                                         |                                         |                                         |                       |                       |                                           |                                           |                                           |                                           |                                           |                                           |  |  |  |  |  |  |  |  |  |  |  |  |  |  |  |  |  |  |  |  |  |  |  |  |  |  |  |  |  |  |  |  |  |  |  |  |
|  |  |                        |                        | Yahya bin ʿAbd Allâh                                              | Yahya bin ʿAbd Allâh                                              | Yahya bin ʿAbd Allâh                                              | Yahya bin ʿAbd Allâh                                              | Yahya bin ʿAbd Allâh                                              | Yahya bin ʿAbd Allâh                                              |                                          |                                          | Dhul-Nûn al-Misri                        | Dhul-Nûn al-Misri                        | Dhul-Nûn al-Misri                      | Dhul-Nûn al-Misri                      | Dhul-Nûn al-Misri                               | Dhul-Nûn al-Misri                               |                                                 |                                                 | Jabir Ibn Hayyan                                                                        | Jabir Ibn Hayyan                                    | Jabir Ibn Hayyan                                    | Jabir Ibn Hayyan                                    | Jabir Ibn Hayyan                                    | Jabir Ibn Hayyan                                    |                                   |                                   | Ja'far al-Sâdiq                             | Ja'far al-Sâdiq                             | Ja'far al-Sâdiq                             | Ja'far al-Sâdiq                             | Ja'far al-Sâdiq                             | Ja'far al-Sâdiq                             |                     |                     | Hasan bin Zeyd’ûl-Alevî                                         | Hasan bin Zeyd’ûl-Alevî                                         | Hasan bin Zeyd’ûl-Alevî                                         | Hasan bin Zeyd’ûl-Alevî                                         | Hasan bin Zeyd’ûl-Alevî                                         | Hasan bin Zeyd’ûl-Alevî                                         |                                |                                | Qizilbash                               | Qizilbash                               | Qizilbash                               | Qizilbash                               | Qizilbash                               | Qizilbash                               |                       |                       | Gnosticisme                               | Gnosticisme                               | Gnosticisme                               | Gnosticisme                               | Gnosticisme                               | Gnosticisme                               |  |  |  |  |  |  |  |  |  |  |  |  |  |  |  |  |  |  |  |  |  |  |  |  |  |  |  |  |  |  |  |  |  |  |  |  |
|  |  |                        |                        | Yahya bin ʿAbd Allâh                                              | Yahya bin ʿAbd Allâh                                              | Yahya bin ʿAbd Allâh                                              | Yahya bin ʿAbd Allâh                                              | Yahya bin ʿAbd Allâh                                              | Yahya bin ʿAbd Allâh                                              |                                          |                                          | Dhul-Nûn al-Misri                        | Dhul-Nûn al-Misri                        | Dhul-Nûn al-Misri                      | Dhul-Nûn al-Misri                      | Dhul-Nûn al-Misri                               | Dhul-Nûn al-Misri                               |                                                 |                                                 | Jabir Ibn Hayyan                                                                        | Jabir Ibn Hayyan                                    | Jabir Ibn Hayyan                                    | Jabir Ibn Hayyan                                    | Jabir Ibn Hayyan                                    | Jabir Ibn Hayyan                                    |                                   |                                   | Ja'far al-Sâdiq                             | Ja'far al-Sâdiq                             | Ja'far al-Sâdiq                             | Ja'far al-Sâdiq                             | Ja'far al-Sâdiq                             | Ja'far al-Sâdiq                             |                     |                     | Hasan bin Zeyd’ûl-Alevî                                         | Hasan bin Zeyd’ûl-Alevî                                         | Hasan bin Zeyd’ûl-Alevî                                         | Hasan bin Zeyd’ûl-Alevî                                         | Hasan bin Zeyd’ûl-Alevî                                         | Hasan bin Zeyd’ûl-Alevî                                         |                                |                                | Qizilbash                               | Qizilbash                               | Qizilbash                               | Qizilbash                               | Qizilbash                               | Qizilbash                               |                       |                       | Gnosticisme                               | Gnosticisme                               | Gnosticisme                               | Gnosticisme                               | Gnosticisme                               | Gnosticisme                               |  |  |  |  |  |  |  |  |  |  |  |  |  |  |  |  |  |  |  |  |  |  |  |  |  |  |  |  |  |  |  |  |  |  |  |  |
|  |  |                        |                        |                                                                   |                                                                   |                                                                   |                                                                   |                                                                   |                                                                   |                                          |                                          |                                          |                                          |                                        |                                        |                                                 |                                                 |                                                 |                                                 |                                                                                         |                                                     |                                                     |                                                     |                                                     |                                                     |                                   |                                   |                                             |                                             |                                             |                                             |                                             |                                             |                     |                     |                                                                 |                                                                 |                                                                 |                                                                 |                                                                 |                                                                 |                                |                                |                                         |                                         |                                         |                                         |                                         |                                         |                       |                       |                                           |                                           |                                           |                                           |                                           |                                           |  |  |  |  |  |  |  |  |  |  |  |  |  |  |  |  |  |  |  |  |  |  |  |  |  |  |  |  |  |  |  |  |  |  |  |  |
|  |  |                        |                        |                                                                   |                                                                   |                                                                   |                                                                   |                                                                   |                                                                   |                                          |                                          |                                          |                                          |                                        |                                        |                                                 |                                                 |                                                 |                                                 |                                                                                         |                                                     |                                                     |                                                     |                                                     |                                                     |                                   |                                   |                                             |                                             |                                             |                                             |                                             |                                             |                     |                     |                                                                 |                                                                 |                                                                 |                                                                 |                                                                 |                                                                 |                                |                                |                                         |                                         |                                         |                                         |                                         |                                         |                       |                       |                                           |                                           |                                           |                                           |                                           |                                           |  |  |  |  |  |  |  |  |  |  |  |  |  |  |  |  |  |  |  |  |  |  |  |  |  |  |  |  |  |  |  |  |  |  |  |  |
|  |  |                        |                        | Bayazid Bastami                                                   | Bayazid Bastami                                                   | Bayazid Bastami                                                   | Bayazid Bastami                                                   | Bayazid Bastami                                                   | Bayazid Bastami                                                   |                                          |                                          | ʿAbd Allâh bin Câʿfer el-Eftâh           | ʿAbd Allâh bin Câʿfer el-Eftâh           | ʿAbd Allâh bin Câʿfer el-Eftâh         | ʿAbd Allâh bin Câʿfer el-Eftâh         | ʿAbd Allâh bin Câʿfer el-Eftâh                  | ʿAbd Allâh bin Câʿfer el-Eftâh                  |                                                 |                                                 | Ismaïl ben Jafar                                                                        | Ismaïl ben Jafar                                    | Ismaïl ben Jafar                                    | Ismaïl ben Jafar                                    | Ismaïl ben Jafar                                    | Ismaïl ben Jafar                                    |                                   |                                   | Musa al-Kazim                               | Musa al-Kazim                               | Musa al-Kazim                               | Musa al-Kazim                               | Musa al-Kazim                               | Musa al-Kazim                               |                     |                     |                                                                 |                                                                 |                                                                 |                                                                 | Çepni                                                           | Çepni                                                           | Çepni                          | Çepni                          | Çepni                                   | Çepni                                   |                                         |                                         | Tahtacı                                 | Tahtacı                                 | Tahtacı               | Tahtacı               | Tahtacı                                   | Tahtacı                                   |                                           |                                           |                                           |                                           |  |  |  |  |  |  |  |  |  |  |  |  |  |  |  |  |  |  |  |  |  |  |  |  |  |  |  |  |  |  |  |  |  |  |  |  |
|  |  |                        |                        |                                                                   | Bayazid Bastami                                                   | Bayazid Bastami                                                   | Bayazid Bastami                                                   | Bayazid Bastami                                                   | Bayazid Bastami                                                   |                                          |                                          | ʿAbd Allâh bin Câʿfer el-Eftâh           | ʿAbd Allâh bin Câʿfer el-Eftâh           | ʿAbd Allâh bin Câʿfer el-Eftâh         | ʿAbd Allâh bin Câʿfer el-Eftâh         | ʿAbd Allâh bin Câʿfer el-Eftâh                  | ʿAbd Allâh bin Câʿfer el-Eftâh                  |                                                 |                                                 | Ismaïl ben Jafar                                                                        | Ismaïl ben Jafar                                    | Ismaïl ben Jafar                                    | Ismaïl ben Jafar                                    | Ismaïl ben Jafar                                    | Ismaïl ben Jafar                                    |                                   |                                   | Musa al-Kazim                               | Musa al-Kazim                               | Musa al-Kazim                               | Musa al-Kazim                               | Musa al-Kazim                               | Musa al-Kazim                               |                     |                     |                                                                 |                                                                 |                                                                 |                                                                 | Çepni                                                           | Çepni                                                           | Çepni                          | Çepni                          | Çepni                                   | Çepni                                   |                                         |                                         | Tahtacı                                 | Tahtacı                                 | Tahtacı               | Tahtacı               | Tahtacı                                   | Tahtacı                                   |                                           |                                           |                                           |                                           |  |  |  |  |  |  |  |  |  |  |  |  |  |  |  |  |  |  |  |  |  |  |  |  |  |  |  |  |  |  |  |  |  |  |  |  |
|  |  |                        |                        |                                                                   |                                                                   |                                                                   |                                                                   |                                                                   |                                                                   |                                          |                                          |                                          |                                          |                                        |                                        |                                                 |                                                 |                                                 |                                                 |                                                                                         |                                                     |                                                     |                                                     |                                                     |                                                     |                                   |                                   |                                             |                                             |                                             |                                             |                                             |                                             |                     |                     |                                                                 |                                                                 |                                                                 |                                                                 |                                                                 |                                                                 |                                |                                |                                         |                                         |                                         |                                         |                                         |                                         |                       |                       |                                           |                                           |                                           |                                           |                                           |                                           |  |  |  |  |  |  |  |  |  |  |  |  |  |  |  |  |  |  |  |  |  |  |  |  |  |  |  |  |  |  |  |  |  |  |  |  |
|  |  |                        |                        |                                                                   |                                                                   |                                                                   |                                                                   |                                                                   |                                                                   |                                          |                                          |                                          |                                          |                                        |                                        |                                                 |                                                 |                                                 |                                                 |                                                                                         |                                                     |                                                     |                                                     |                                                     |                                                     |                                   |                                   |                                             |                                             |                                             |                                             |                                             |                                             |                     |                     |                                                                 |                                                                 |                                                                 |                                                                 |                                                                 |                                                                 |                                |                                |                                         |                                         |                                         |                                         |                                         |                                         |                       |                       |                                           |                                           |                                           |                                           |                                           |                                           |  |  |  |  |  |  |  |  |  |  |  |  |  |  |  |  |  |  |  |  |  |  |  |  |  |  |  |  |  |  |  |  |  |  |  |  |
|  |  |                        |                        | Eftâhisme                                                         | Eftâhisme                                                         | Eftâhisme                                                         | Eftâhisme                                                         | Eftâhisme                                                         | Eftâhisme                                                         |                                          |                                          | Ahmad al-Wafi (Abadullah)                | Ahmad al-Wafi (Abadullah)                | Ahmad al-Wafi (Abadullah)              | Ahmad al-Wafi (Abadullah)              | Ahmad al-Wafi (Abadullah)                       | Ahmad al-Wafi (Abadullah)                       |                                                 |                                                 | Muhammad ibn Ismâ`îl (chiisme septimain)                                                | Muhammad ibn Ismâ`îl (chiisme septimain)            | Muhammad ibn Ismâ`îl (chiisme septimain)            | Muhammad ibn Ismâ`îl (chiisme septimain)            | Muhammad ibn Ismâ`îl (chiisme septimain)            | Muhammad ibn Ismâ`îl (chiisme septimain)            |                                   |                                   | Ali ar-Rida                                 | Ali ar-Rida                                 | Ali ar-Rida                                 | Ali ar-Rida                                 | Ali ar-Rida                                 | Ali ar-Rida                                 |                     |                     |                                                                 |                                                                 |                                                                 |                                                                 | Alavides du Taberistan                                          | Alavides du Taberistan                                          | Alavides du Taberistan         | Alavides du Taberistan         | Alavides du Taberistan                  | Alavides du Taberistan                  |                                         |                                         | Malamati du Khorassan                   | Malamati du Khorassan                   | Malamati du Khorassan | Malamati du Khorassan | Malamati du Khorassan                     | Malamati du Khorassan                     |                                           |                                           |                                           |                                           |  |  |  |  |  |  |  |  |  |  |  |  |  |  |  |  |  |  |  |  |  |  |  |  |  |  |  |  |  |  |  |  |  |  |  |  |
|  |  |                        |                        | Eftâhisme                                                         | Eftâhisme                                                         | Eftâhisme                                                         | Eftâhisme                                                         | Eftâhisme                                                         | Eftâhisme                                                         |                                          |                                          | Ahmad al-Wafi (Abadullah)                | Ahmad al-Wafi (Abadullah)                | Ahmad al-Wafi (Abadullah)              | Ahmad al-Wafi (Abadullah)              | Ahmad al-Wafi (Abadullah)                       | Ahmad al-Wafi (Abadullah)                       |                                                 |                                                 | Muhammad ibn Ismâ`îl (chiisme septimain)                                                | Muhammad ibn Ismâ`îl (chiisme septimain)            | Muhammad ibn Ismâ`îl (chiisme septimain)            | Muhammad ibn Ismâ`îl (chiisme septimain)            | Muhammad ibn Ismâ`îl (chiisme septimain)            | Muhammad ibn Ismâ`îl (chiisme septimain)            |                                   |                                   | Ali ar-Rida                                 | Ali ar-Rida                                 | Ali ar-Rida                                 | Ali ar-Rida                                 | Ali ar-Rida                                 | Ali ar-Rida                                 |                     |                     |                                                                 |                                                                 |                                                                 |                                                                 | Alavides du Taberistan                                          | Alavides du Taberistan                                          | Alavides du Taberistan         | Alavides du Taberistan         | Alavides du Taberistan                  | Alavides du Taberistan                  |                                         |                                         | Malamati du Khorassan                   | Malamati du Khorassan                   | Malamati du Khorassan | Malamati du Khorassan | Malamati du Khorassan                     | Malamati du Khorassan                     |                                           |                                           |                                           |                                           |  |  |  |  |  |  |  |  |  |  |  |  |  |  |  |  |  |  |  |  |  |  |  |  |  |  |  |  |  |  |  |  |  |  |  |  |
|  |  |                        |                        |                                                                   |                                                                   |                                                                   |                                                                   |                                                                   |                                                                   |                                          |                                          |                                          |                                          |                                        |                                        |                                                 |                                                 |                                                 |                                                 |                                                                                         |                                                     |                                                     |                                                     |                                                     |                                                     |                                   |                                   |                                             |                                             |                                             |                                             |                                             |                                             |                     |                     |                                                                 |                                                                 |                                                                 |                                                                 |                                                                 |                                                                 |                                |                                |                                         |                                         |                                         |                                         |                                         |                                         |                       |                       |                                           |                                           |                                           |                                           |                                           |                                           |  |  |  |  |  |  |  |  |  |  |  |  |  |  |  |  |  |  |  |  |  |  |  |  |  |  |  |  |  |  |  |  |  |  |  |  |
|  |  |                        |                        |                                                                   |                                                                   |                                                                   |                                                                   |                                                                   |                                                                   |                                          |                                          |                                          |                                          |                                        |                                        |                                                 |                                                 |                                                 |                                                 |                                                                                         |                                                     |                                                     |                                                     |                                                     |                                                     |                                   |                                   |                                             |                                             |                                             |                                             |                                             |                                             |                     |                     |                                                                 |                                                                 |                                                                 |                                                                 |                                                                 |                                                                 |                                |                                |                                         |                                         |                                         |                                         |                                         |                                         |                       |                       |                                           |                                           |                                           |                                           |                                           |                                           |  |  |  |  |  |  |  |  |  |  |  |  |  |  |  |  |  |  |  |  |  |  |  |  |  |  |  |  |  |  |  |  |  |  |  |  |
|  |  |                        |                        | Muhammed bin ʿAbd Allâh el-Eftâh                                  | Muhammed bin ʿAbd Allâh el-Eftâh                                  | Muhammed bin ʿAbd Allâh el-Eftâh                                  | Muhammed bin ʿAbd Allâh el-Eftâh                                  | Muhammed bin ʿAbd Allâh el-Eftâh                                  | Muhammed bin ʿAbd Allâh el-Eftâh                                  |                                          |                                          | Muhammad at-Taqi (Ahmed ibn Abadullah)   | Muhammad at-Taqi (Ahmed ibn Abadullah)   | Muhammad at-Taqi (Ahmed ibn Abadullah) | Muhammad at-Taqi (Ahmed ibn Abadullah) | Muhammad at-Taqi (Ahmed ibn Abadullah)          | Muhammad at-Taqi (Ahmed ibn Abadullah)          |                                                 |                                                 | Ismaélisme (chiisme septimain)                                                          | Ismaélisme (chiisme septimain)                      | Ismaélisme (chiisme septimain)                      | Ismaélisme (chiisme septimain)                      | Ismaélisme (chiisme septimain)                      | Ismaélisme (chiisme septimain)                      |                                   |                                   | Muhammad al-Jawad                           | Muhammad al-Jawad                           | Muhammad al-Jawad                           | Muhammad al-Jawad                           | Muhammad al-Jawad                           | Muhammad al-Jawad                           |                     |                     | Tavvûs’îyye                                                     | Tavvûs’îyye                                                     | Tavvûs’îyye                                                     | Tavvûs’îyye                                                     | Tavvûs’îyye                                                     | Tavvûs’îyye                                                     |                                |                                | Batinisme(Ismaélisme Batinite)          | Batinisme(Ismaélisme Batinite)          | Batinisme(Ismaélisme Batinite)          | Batinisme(Ismaélisme Batinite)          | Batinisme(Ismaélisme Batinite)          | Batinisme(Ismaélisme Batinite)          |                       |                       | Ésotérisme                                | Ésotérisme                                | Ésotérisme                                | Ésotérisme                                | Ésotérisme                                | Ésotérisme                                |  |  |  |  |  |  |  |  |  |  |  |  |  |  |  |  |  |  |  |  |  |  |  |  |  |  |  |  |  |  |  |  |  |  |  |  |
|  |  |                        |                        | Muhammed bin ʿAbd Allâh el-Eftâh                                  | Muhammed bin ʿAbd Allâh el-Eftâh                                  | Muhammed bin ʿAbd Allâh el-Eftâh                                  | Muhammed bin ʿAbd Allâh el-Eftâh                                  | Muhammed bin ʿAbd Allâh el-Eftâh                                  | Muhammed bin ʿAbd Allâh el-Eftâh                                  |                                          |                                          | Muhammad at-Taqi (Ahmed ibn Abadullah)   | Muhammad at-Taqi (Ahmed ibn Abadullah)   | Muhammad at-Taqi (Ahmed ibn Abadullah) | Muhammad at-Taqi (Ahmed ibn Abadullah) | Muhammad at-Taqi (Ahmed ibn Abadullah)          | Muhammad at-Taqi (Ahmed ibn Abadullah)          |                                                 |                                                 | Ismaélisme (chiisme septimain)                                                          | Ismaélisme (chiisme septimain)                      | Ismaélisme (chiisme septimain)                      | Ismaélisme (chiisme septimain)                      | Ismaélisme (chiisme septimain)                      | Ismaélisme (chiisme septimain)                      |                                   |                                   | Muhammad al-Jawad                           | Muhammad al-Jawad                           | Muhammad al-Jawad                           | Muhammad al-Jawad                           | Muhammad al-Jawad                           | Muhammad al-Jawad                           |                     |                     | Tavvûs’îyye                                                     | Tavvûs’îyye                                                     | Tavvûs’îyye                                                     | Tavvûs’îyye                                                     | Tavvûs’îyye                                                     | Tavvûs’îyye                                                     |                                |                                | Batinisme(Ismaélisme Batinite)          | Batinisme(Ismaélisme Batinite)          | Batinisme(Ismaélisme Batinite)          | Batinisme(Ismaélisme Batinite)          | Batinisme(Ismaélisme Batinite)          | Batinisme(Ismaélisme Batinite)          |                       |                       | Ésotérisme                                | Ésotérisme                                | Ésotérisme                                | Ésotérisme                                | Ésotérisme                                | Ésotérisme                                |  |  |  |  |  |  |  |  |  |  |  |  |  |  |  |  |  |  |  |  |  |  |  |  |  |  |  |  |  |  |  |  |  |  |  |  |
|  |  |                        |                        |                                                                   |                                                                   |                                                                   |                                                                   |                                                                   |                                                                   |                                          |                                          |                                          |                                          |                                        |                                        |                                                 |                                                 |                                                 |                                                 |                                                                                         |                                                     |                                                     |                                                     |                                                     |                                                     |                                   |                                   |                                             |                                             |                                             |                                             |                                             |                                             |                     |                     |                                                                 |                                                                 |                                                                 |                                                                 |                                                                 |                                                                 |                                |                                |                                         |                                         |                                         |                                         |                                         |                                         |                       |                       |                                           |                                           |                                           |                                           |                                           |                                           |  |  |  |  |  |  |  |  |  |  |  |  |  |  |  |  |  |  |  |  |  |  |  |  |  |  |  |  |  |  |  |  |  |  |  |  |
|  |  |                        |                        |                                                                   |                                                                   |                                                                   |                                                                   |                                                                   |                                                                   |                                          |                                          |                                          |                                          |                                        |                                        |                                                 |                                                 |                                                 |                                                 |                                                                                         |                                                     |                                                     |                                                     |                                                     |                                                     |                                   |                                   |                                             |                                             |                                             |                                             |                                             |                                             |                     |                     |                                                                 |                                                                 |                                                                 |                                                                 |                                                                 |                                                                 |                                |                                |                                         |                                         |                                         |                                         |                                         |                                         |                       |                       |                                           |                                           |                                           |                                           |                                           |                                           |  |  |  |  |  |  |  |  |  |  |  |  |  |  |  |  |  |  |  |  |  |  |  |  |  |  |  |  |  |  |  |  |  |  |  |  |
|  |  |                        |                        | Soufisme                                                          | Soufisme                                                          | Soufisme                                                          | Soufisme                                                          | Soufisme                                                          | Soufisme                                                          |                                          |                                          | Rabi Abdullah                            | Rabi Abdullah                            | Rabi Abdullah                          | Rabi Abdullah                          | Rabi Abdullah                                   | Rabi Abdullah                                   |                                                 |                                                 | Hamdân Kârmat de Koufa (Qarmates/Chiisme septimain)                                     | Hamdân Kârmat de Koufa (Qarmates/Chiisme septimain) | Hamdân Kârmat de Koufa (Qarmates/Chiisme septimain) | Hamdân Kârmat de Koufa (Qarmates/Chiisme septimain) | Hamdân Kârmat de Koufa (Qarmates/Chiisme septimain) | Hamdân Kârmat de Koufa (Qarmates/Chiisme septimain) |                                   |                                   | Ali al-Hadi                                 | Ali al-Hadi                                 | Ali al-Hadi                                 | Ali al-Hadi                                 | Ali al-Hadi                                 | Ali al-Hadi                                 |                     |                     | Vâkıf’îyye                                                      | Vâkıf’îyye                                                      | Vâkıf’îyye                                                      | Vâkıf’îyye                                                      | Vâkıf’îyye                                                      | Vâkıf’îyye                                                      |                                |                                | Culte de Mithra                         | Culte de Mithra                         | Culte de Mithra                         | Culte de Mithra                         | Culte de Mithra                         | Culte de Mithra                         |                       |                       |                                           |                                           |                                           |                                           |                                           |                                           |  |  |  |  |  |  |  |  |  |  |  |  |  |  |  |  |  |  |  |  |  |  |  |  |  |  |  |  |  |  |  |  |  |  |  |  |
|  |  |                        |                        | Soufisme                                                          | Soufisme                                                          | Soufisme                                                          | Soufisme                                                          | Soufisme                                                          | Soufisme                                                          |                                          |                                          | Rabi Abdullah                            | Rabi Abdullah                            | Rabi Abdullah                          | Rabi Abdullah                          | Rabi Abdullah                                   | Rabi Abdullah                                   |                                                 |                                                 | Hamdân Kârmat de Koufa (Qarmates/Chiisme septimain)                                     | Hamdân Kârmat de Koufa (Qarmates/Chiisme septimain) | Hamdân Kârmat de Koufa (Qarmates/Chiisme septimain) | Hamdân Kârmat de Koufa (Qarmates/Chiisme septimain) | Hamdân Kârmat de Koufa (Qarmates/Chiisme septimain) | Hamdân Kârmat de Koufa (Qarmates/Chiisme septimain) |                                   |                                   | Ali al-Hadi                                 | Ali al-Hadi                                 | Ali al-Hadi                                 | Ali al-Hadi                                 | Ali al-Hadi                                 | Ali al-Hadi                                 |                     |                     | Vâkıf’îyye                                                      | Vâkıf’îyye                                                      | Vâkıf’îyye                                                      | Vâkıf’îyye                                                      | Vâkıf’îyye                                                      | Vâkıf’îyye                                                      |                                |                                | Culte de Mithra                         | Culte de Mithra                         | Culte de Mithra                         | Culte de Mithra                         | Culte de Mithra                         | Culte de Mithra                         |                       |                       |                                           |                                           |                                           |                                           |                                           |                                           |  |  |  |  |  |  |  |  |  |  |  |  |  |  |  |  |  |  |  |  |  |  |  |  |  |  |  |  |  |  |  |  |  |  |  |  |
|  |  |                        |                        |                                                                   |                                                                   |                                                                   |                                                                   |                                                                   |                                                                   |                                          |                                          |                                          |                                          |                                        |                                        |                                                 |                                                 |                                                 |                                                 |                                                                                         |                                                     |                                                     |                                                     |                                                     |                                                     |                                   |                                   |                                             |                                             |                                             |                                             |                                             |                                             |                     |                     |                                                                 |                                                                 |                                                                 |                                                                 |                                                                 |                                                                 |                                |                                |                                         |                                         |                                         |                                         |                                         |                                         |                       |                       |                                           |                                           |                                           |                                           |                                           |                                           |  |  |  |  |  |  |  |  |  |  |  |  |  |  |  |  |  |  |  |  |  |  |  |  |  |  |  |  |  |  |  |  |  |  |  |  |
|  |  |                        |                        |                                                                   |                                                                   |                                                                   |                                                                   |                                                                   |                                                                   |                                          |                                          |                                          |                                          |                                        |                                        |                                                 |                                                 |                                                 |                                                 |                                                                                         |                                                     |                                                     |                                                     |                                                     |                                                     |                                   |                                   |                                             |                                             |                                             |                                             |                                             |                                             |                     |                     |                                                                 |                                                                 |                                                                 |                                                                 |                                                                 |                                                                 |                                |                                |                                         |                                         |                                         |                                         |                                         |                                         |                       |                       |                                           |                                           |                                           |                                           |                                           |                                           |  |  |  |  |  |  |  |  |  |  |  |  |  |  |  |  |  |  |  |  |  |  |  |  |  |  |  |  |  |  |  |  |  |  |  |  |
|  |  |                        |                        | Mandéisme                                                         | Mandéisme                                                         | Mandéisme                                                         | Mandéisme                                                         | Mandéisme                                                         | Mandéisme                                                         |                                          |                                          | Ubayd Allah al-Mahdi                     | Ubayd Allah al-Mahdi                     | Ubayd Allah al-Mahdi                   | Ubayd Allah al-Mahdi                   | Ubayd Allah al-Mahdi                            | Ubayd Allah al-Mahdi                            |                                                 |                                                 | Ebû-Saʿid Hasan bin Behrâm Cennâbî (Bahreyn)                                            | Ebû-Saʿid Hasan bin Behrâm Cennâbî (Bahreyn)        | Ebû-Saʿid Hasan bin Behrâm Cennâbî (Bahreyn)        | Ebû-Saʿid Hasan bin Behrâm Cennâbî (Bahreyn)        | Ebû-Saʿid Hasan bin Behrâm Cennâbî (Bahreyn)        | Ebû-Saʿid Hasan bin Behrâm Cennâbî (Bahreyn)        |                                   |                                   | Hasan al-Askari                             | Hasan al-Askari                             | Hasan al-Askari                             | Hasan al-Askari                             | Hasan al-Askari                             | Hasan al-Askari                             |                     |                     | Muhammed‘bin’Ali al-Hadi                                        | Muhammed‘bin’Ali al-Hadi                                        | Muhammed‘bin’Ali al-Hadi                                        | Muhammed‘bin’Ali al-Hadi                                        | Muhammed‘bin’Ali al-Hadi                                        | Muhammed‘bin’Ali al-Hadi                                        |                                |                                | Mahométisme ou Muhammed’îyye            | Mahométisme ou Muhammed’îyye            | Mahométisme ou Muhammed’îyye            | Mahométisme ou Muhammed’îyye            | Mahométisme ou Muhammed’îyye            | Mahométisme ou Muhammed’îyye            |                       |                       |                                           |                                           |                                           |                                           |                                           |                                           |  |  |  |  |  |  |  |  |  |  |  |  |  |  |  |  |  |  |  |  |  |  |  |  |  |  |  |  |  |  |  |  |  |  |  |  |
|  |  |                        |                        | Mandéisme                                                         | Mandéisme                                                         | Mandéisme                                                         | Mandéisme                                                         | Mandéisme                                                         | Mandéisme                                                         |                                          |                                          | Ubayd Allah al-Mahdi                     | Ubayd Allah al-Mahdi                     | Ubayd Allah al-Mahdi                   | Ubayd Allah al-Mahdi                   | Ubayd Allah al-Mahdi                            | Ubayd Allah al-Mahdi                            |                                                 |                                                 | Ebû-Saʿid Hasan bin Behrâm Cennâbî (Bahreyn)                                            | Ebû-Saʿid Hasan bin Behrâm Cennâbî (Bahreyn)        | Ebû-Saʿid Hasan bin Behrâm Cennâbî (Bahreyn)        | Ebû-Saʿid Hasan bin Behrâm Cennâbî (Bahreyn)        | Ebû-Saʿid Hasan bin Behrâm Cennâbî (Bahreyn)        | Ebû-Saʿid Hasan bin Behrâm Cennâbî (Bahreyn)        |                                   |                                   | Hasan al-Askari                             | Hasan al-Askari                             | Hasan al-Askari                             | Hasan al-Askari                             | Hasan al-Askari                             | Hasan al-Askari                             |                     |                     | Muhammed‘bin’Ali al-Hadi                                        | Muhammed‘bin’Ali al-Hadi                                        | Muhammed‘bin’Ali al-Hadi                                        | Muhammed‘bin’Ali al-Hadi                                        | Muhammed‘bin’Ali al-Hadi                                        | Muhammed‘bin’Ali al-Hadi                                        |                                |                                | Mahométisme ou Muhammed’îyye            | Mahométisme ou Muhammed’îyye            | Mahométisme ou Muhammed’îyye            | Mahométisme ou Muhammed’îyye            | Mahométisme ou Muhammed’îyye            | Mahométisme ou Muhammed’îyye            |                       |                       |                                           |                                           |                                           |                                           |                                           |                                           |  |  |  |  |  |  |  |  |  |  |  |  |  |  |  |  |  |  |  |  |  |  |  |  |  |  |  |  |  |  |  |  |  |  |  |  |
|  |  |                        |                        |                                                                   |                                                                   |                                                                   |                                                                   |                                                                   |                                                                   |                                          |                                          |                                          |                                          |                                        |                                        |                                                 |                                                 |                                                 |                                                 |                                                                                         |                                                     |                                                     |                                                     |                                                     |                                                     |                                   |                                   |                                             |                                             |                                             |                                             |                                             |                                             |                     |                     |                                                                 |                                                                 |                                                                 |                                                                 |                                                                 |                                                                 |                                |                                |                                         |                                         |                                         |                                         |                                         |                                         |                       |                       |                                           |                                           |                                           |                                           |                                           |                                           |  |  |  |  |  |  |  |  |  |  |  |  |  |  |  |  |  |  |  |  |  |  |  |  |  |  |  |  |  |  |  |  |  |  |  |  |
|  |  |                        |                        |                                                                   |                                                                   |                                                                   |                                                                   |                                                                   |                                                                   |                                          |                                          |                                          |                                          |                                        |                                        |                                                 |                                                 |                                                 |                                                 |                                                                                         |                                                     |                                                     |                                                     |                                                     |                                                     |                                   |                                   |                                             |                                             |                                             |                                             |                                             |                                             |                     |                     |                                                                 |                                                                 |                                                                 |                                                                 |                                                                 |                                                                 |                                |                                |                                         |                                         |                                         |                                         |                                         |                                         |                       |                       |                                           |                                           |                                           |                                           |                                           |                                           |  |  |  |  |  |  |  |  |  |  |  |  |  |  |  |  |  |  |  |  |  |  |  |  |  |  |  |  |  |  |  |  |  |  |  |  |
|  |  |                        |                        | Muhammed ed-Derezî                                                | Muhammed ed-Derezî                                                | Muhammed ed-Derezî                                                | Muhammed ed-Derezî                                                | Muhammed ed-Derezî                                                | Muhammed ed-Derezî                                                |                                          |                                          | Fatimides                                | Fatimides                                | Fatimides                              | Fatimides                              | Fatimides                                       | Fatimides                                       |                                                 |                                                 | Qarmates (Chiisme septimain/Qarmates)                                                   | Qarmates (Chiisme septimain/Qarmates)               | Qarmates (Chiisme septimain/Qarmates)               | Qarmates (Chiisme septimain/Qarmates)               | Qarmates (Chiisme septimain/Qarmates)               | Qarmates (Chiisme septimain/Qarmates)               |                                   |                                   | Muhammad al-Mahdi                           | Muhammad al-Mahdi                           | Muhammad al-Mahdi                           | Muhammad al-Mahdi                           | Muhammad al-Mahdi                           | Muhammad al-Mahdi                           |                     |                     | FazlʿAllâh Esterâbâdî (Nâimî)                                   | FazlʿAllâh Esterâbâdî (Nâimî)                                   | FazlʿAllâh Esterâbâdî (Nâimî)                                   | FazlʿAllâh Esterâbâdî (Nâimî)                                   | FazlʿAllâh Esterâbâdî (Nâimî)                                   | FazlʿAllâh Esterâbâdî (Nâimî)                                   |                                |                                | Ibn Nusayr                              | Ibn Nusayr                              | Ibn Nusayr                              | Ibn Nusayr                              | Ibn Nusayr                              | Ibn Nusayr                              |                       |                       |                                           |                                           |                                           |                                           |                                           |                                           |  |  |  |  |  |  |  |  |  |  |  |  |  |  |  |  |  |  |  |  |  |  |  |  |  |  |  |  |  |  |  |  |  |  |  |  |
|  |  |                        |                        | Muhammed ed-Derezî                                                | Muhammed ed-Derezî                                                | Muhammed ed-Derezî                                                | Muhammed ed-Derezî                                                | Muhammed ed-Derezî                                                | Muhammed ed-Derezî                                                |                                          |                                          | Fatimides                                | Fatimides                                | Fatimides                              | Fatimides                              | Fatimides                                       | Fatimides                                       |                                                 |                                                 | Qarmates (Chiisme septimain/Qarmates)                                                   | Qarmates (Chiisme septimain/Qarmates)               | Qarmates (Chiisme septimain/Qarmates)               | Qarmates (Chiisme septimain/Qarmates)               | Qarmates (Chiisme septimain/Qarmates)               | Qarmates (Chiisme septimain/Qarmates)               |                                   |                                   | Muhammad al-Mahdi                           | Muhammad al-Mahdi                           | Muhammad al-Mahdi                           | Muhammad al-Mahdi                           | Muhammad al-Mahdi                           | Muhammad al-Mahdi                           |                     |                     | FazlʿAllâh Esterâbâdî (Nâimî)                                   | FazlʿAllâh Esterâbâdî (Nâimî)                                   | FazlʿAllâh Esterâbâdî (Nâimî)                                   | FazlʿAllâh Esterâbâdî (Nâimî)                                   | FazlʿAllâh Esterâbâdî (Nâimî)                                   | FazlʿAllâh Esterâbâdî (Nâimî)                                   |                                |                                | Ibn Nusayr                              | Ibn Nusayr                              | Ibn Nusayr                              | Ibn Nusayr                              | Ibn Nusayr                              | Ibn Nusayr                              |                       |                       |                                           |                                           |                                           |                                           |                                           |                                           |  |  |  |  |  |  |  |  |  |  |  |  |  |  |  |  |  |  |  |  |  |  |  |  |  |  |  |  |  |  |  |  |  |  |  |  |
|  |  |                        |                        |                                                                   |                                                                   |                                                                   |                                                                   |                                                                   |                                                                   |                                          |                                          |                                          |                                          |                                        |                                        |                                                 |                                                 |                                                 |                                                 |                                                                                         |                                                     |                                                     |                                                     |                                                     |                                                     |                                   |                                   |                                             |                                             |                                             |                                             |                                             |                                             |                     |                     |                                                                 |                                                                 |                                                                 |                                                                 |                                                                 |                                                                 |                                |                                |                                         |                                         |                                         |                                         |                                         |                                         |                       |                       |                                           |                                           |                                           |                                           |                                           |                                           |  |  |  |  |  |  |  |  |  |  |  |  |  |  |  |  |  |  |  |  |  |  |  |  |  |  |  |  |  |  |  |  |  |  |  |  |
|  |  |                        |                        |                                                                   |                                                                   |                                                                   |                                                                   |                                                                   |                                                                   |                                          |                                          |                                          |                                          |                                        |                                        |                                                 |                                                 |                                                 |                                                 |                                                                                         |                                                     |                                                     |                                                     |                                                     |                                                     |                                   |                                   |                                             |                                             |                                             |                                             |                                             |                                             |                     |                     |                                                                 |                                                                 |                                                                 |                                                                 |                                                                 |                                                                 |                                |                                |                                         |                                         |                                         |                                         |                                         |                                         |                       |                       |                                           |                                           |                                           |                                           |                                           |                                           |  |  |  |  |  |  |  |  |  |  |  |  |  |  |  |  |  |  |  |  |  |  |  |  |  |  |  |  |  |  |  |  |  |  |  |  |
|  |  |                        |                        | Druzes                                                            | Druzes                                                            | Druzes                                                            | Druzes                                                            | Druzes                                                            | Druzes                                                            |                                          |                                          | Mustaliens                               | Mustaliens                               | Mustaliens                             | Mustaliens                             | Mustaliens                                      | Mustaliens                                      |                                                 |                                                 | Nizârites                                                                               | Nizârites                                           | Nizârites                                           | Nizârites                                           | Nizârites                                           | Nizârites                                           |                                   |                                   | Chiisme duodécimain                         | Chiisme duodécimain                         | Chiisme duodécimain                         | Chiisme duodécimain                         | Chiisme duodécimain                         | Chiisme duodécimain                         |                     |                     | Hurufisme                                                       | Hurufisme                                                       | Hurufisme                                                       | Hurufisme                                                       | Hurufisme                                                       | Hurufisme                                                       |                                |                                | Alaouites                               | Alaouites                               | Alaouites                               | Alaouites                               | Alaouites                               | Alaouites                               |                       |                       |                                           |                                           |                                           |                                           |                                           |                                           |  |  |  |  |  |  |  |  |  |  |  |  |  |  |  |  |  |  |  |  |  |  |  |  |  |  |  |  |  |  |  |  |  |  |  |  |
|  |  |                        |                        |                                                                   | Druzes                                                            | Druzes                                                            | Druzes                                                            | Druzes                                                            | Druzes                                                            |                                          |                                          | Mustaliens                               | Mustaliens                               | Mustaliens                             | Mustaliens                             | Mustaliens                                      | Mustaliens                                      |                                                 |                                                 | Nizârites                                                                               | Nizârites                                           | Nizârites                                           | Nizârites                                           | Nizârites                                           | Nizârites                                           |                                   |                                   | Chiisme duodécimain                         | Chiisme duodécimain                         | Chiisme duodécimain                         | Chiisme duodécimain                         | Chiisme duodécimain                         | Chiisme duodécimain                         |                     |                     | Hurufisme                                                       | Hurufisme                                                       | Hurufisme                                                       | Hurufisme                                                       | Hurufisme                                                       | Hurufisme                                                       |                                |                                | Alaouites                               | Alaouites                               | Alaouites                               | Alaouites                               | Alaouites                               | Alaouites                               |                       |                       |                                           |                                           |                                           |                                           |                                           |                                           |  |  |  |  |  |  |  |  |  |  |  |  |  |  |  |  |  |  |  |  |  |  |  |  |  |  |  |  |  |  |  |  |  |  |  |  |
|  |  |                        |                        |                                                                   |                                                                   |                                                                   |                                                                   |                                                                   |                                                                   |                                          |                                          |                                          |                                          |                                        |                                        |                                                 |                                                 |                                                 |                                                 |                                                                                         |                                                     |                                                     |                                                     |                                                     |                                                     |                                   |                                   |                                             |                                             |                                             |                                             |                                             |                                             |                     |                     |                                                                 |                                                                 |                                                                 |                                                                 |                                                                 |                                                                 |                                |                                |                                         |                                         |                                         |                                         |                                         |                                         |                       |                       |                                           |                                           |                                           |                                           |                                           |                                           |  |  |  |  |  |  |  |  |  |  |  |  |  |  |  |  |  |  |  |  |  |  |  |  |  |  |  |  |  |  |  |  |  |  |  |  |
|  |  |                        |                        |                                                                   |                                                                   |                                                                   |                                                                   |                                                                   |                                                                   |                                          |                                          |                                          |                                          |                                        |                                        |                                                 |                                                 |                                                 |                                                 |                                                                                         |                                                     |                                                     |                                                     |                                                     |                                                     |                                   |                                   |                                             |                                             |                                             |                                             |                                             |                                             |                     |                     |                                                                 |                                                                 |                                                                 |                                                                 |                                                                 |                                                                 |                                |                                |                                         |                                         |                                         |                                         |                                         |                                         |                       |                       |                                           |                                           |                                           |                                           |                                           |                                           |  |  |  |  |  |  |  |  |  |  |  |  |  |  |  |  |  |  |  |  |  |  |  |  |  |  |  |  |  |  |  |  |  |  |  |  |
|  |  |                        |                        |                                                                   |                                                                   |                                                                   |                                                                   | Hâfızî’yye                                                        | Hâfızî’yye                                                        | Hâfızî’yye                               | Hâfızî’yye                               | Hâfızî’yye                               | Hâfızî’yye                               |                                        |                                        | Abû al-Qâsim al-Tayyib                          | Abû al-Qâsim al-Tayyib                          | Abû al-Qâsim al-Tayyib                          | Abû al-Qâsim al-Tayyib                          | Abû al-Qâsim al-Tayyib                                                                  | Abû al-Qâsim al-Tayyib                              |                                                     |                                                     | Nasir e Khosraw                                     | Nasir e Khosraw                                     | Nasir e Khosraw                   | Nasir e Khosraw                   | Nasir e Khosraw                             | Nasir e Khosraw                             |                                             |                                             |                                             |                                             |                     |                     | Muhammed Kebir Azizî                                            | Muhammed Kebir Azizî                                            | Muhammed Kebir Azizî                                            | Muhammed Kebir Azizî                                            | Muhammed Kebir Azizî                                            | Muhammed Kebir Azizî                                            |                                |                                | Kabbale                                 | Kabbale                                 | Kabbale                                 | Kabbale                                 | Kabbale                                 | Kabbale                                 |                       |                       |                                           |                                           |                                           |                                           |                                           |                                           |  |  |  |  |  |  |  |  |  |  |  |  |  |  |  |  |  |  |  |  |  |  |  |  |  |  |  |  |  |  |  |  |  |  |  |  |
|  |  |                        |                        |                                                                   |                                                                   |                                                                   |                                                                   | Hâfızî’yye                                                        | Hâfızî’yye                                                        | Hâfızî’yye                               | Hâfızî’yye                               | Hâfızî’yye                               | Hâfızî’yye                               |                                        |                                        | Abû al-Qâsim al-Tayyib                          | Abû al-Qâsim al-Tayyib                          | Abû al-Qâsim al-Tayyib                          | Abû al-Qâsim al-Tayyib                          | Abû al-Qâsim al-Tayyib                                                                  | Abû al-Qâsim al-Tayyib                              |                                                     |                                                     | Nasir e Khosraw                                     | Nasir e Khosraw                                     | Nasir e Khosraw                   | Nasir e Khosraw                   | Nasir e Khosraw                             | Nasir e Khosraw                             |                                             |                                             |                                             |                                             |                     |                     | Muhammed Kebir Azizî                                            | Muhammed Kebir Azizî                                            | Muhammed Kebir Azizî                                            | Muhammed Kebir Azizî                                            | Muhammed Kebir Azizî                                            | Muhammed Kebir Azizî                                            |                                |                                | Kabbale                                 | Kabbale                                 | Kabbale                                 | Kabbale                                 | Kabbale                                 | Kabbale                                 |                       |                       |                                           |                                           |                                           |                                           |                                           |                                           |  |  |  |  |  |  |  |  |  |  |  |  |  |  |  |  |  |  |  |  |  |  |  |  |  |  |  |  |  |  |  |  |  |  |  |  |
|  |  |                        |                        |                                                                   |                                                                   |                                                                   |                                                                   |                                                                   |                                                                   |                                          |                                          |                                          |                                          |                                        |                                        |                                                 |                                                 |                                                 |                                                 |                                                                                         |                                                     |                                                     |                                                     |                                                     |                                                     |                                   |                                   |                                             |                                             |                                             |                                             |                                             |                                             |                     |                     |                                                                 |                                                                 |                                                                 |                                                                 |                                                                 |                                                                 |                                |                                |                                         |                                         |                                         |                                         |                                         |                                         |                       |                       |                                           |                                           |                                           |                                           |                                           |                                           |  |  |  |  |  |  |  |  |  |  |  |  |  |  |  |  |  |  |  |  |  |  |  |  |  |  |  |  |  |  |  |  |  |  |  |  |
|  |  |                        |                        |                                                                   |                                                                   |                                                                   |                                                                   |                                                                   |                                                                   |                                          |                                          |                                          |                                          |                                        |                                        |                                                 |                                                 |                                                 |                                                 |                                                                                         |                                                     |                                                     |                                                     |                                                     |                                                     |                                   |                                   |                                             |                                             |                                             |                                             |                                             |                                             |                     |                     |                                                                 |                                                                 |                                                                 |                                                                 |                                                                 |                                                                 |                                |                                |                                         |                                         |                                         |                                         |                                         |                                         |                       |                       |                                           |                                           |                                           |                                           |                                           |                                           |  |  |  |  |  |  |  |  |  |  |  |  |  |  |  |  |  |  |  |  |  |  |  |  |  |  |  |  |  |  |  |  |  |  |  |  |
|  |  |                        |                        | Abu al-Hassan al-Kharaqani                                        | Abu al-Hassan al-Kharaqani                                        | Abu al-Hassan al-Kharaqani                                        | Abu al-Hassan al-Kharaqani                                        | Abu al-Hassan al-Kharaqani                                        | Abu al-Hassan al-Kharaqani                                        |                                          |                                          |                                          |                                          |                                        |                                        | Dawoodi Bohras                                  | Dawoodi Bohras                                  | Dawoodi Bohras                                  | Dawoodi Bohras                                  | Dawoodi Bohras                                                                          | Dawoodi Bohras                                      |                                                     |                                                     | Alévisme de Pamir ou du Turkestan                   | Alévisme de Pamir ou du Turkestan                   | Alévisme de Pamir ou du Turkestan | Alévisme de Pamir ou du Turkestan | Alévisme de Pamir ou du Turkestan           | Alévisme de Pamir ou du Turkestan           |                                             |                                             |                                             |                                             |                     |                     | Tâcü’l-Ârifîn Ebu’l Vefâ (Vefâ’îyye)                            | Tâcü’l-Ârifîn Ebu’l Vefâ (Vefâ’îyye)                            | Tâcü’l-Ârifîn Ebu’l Vefâ (Vefâ’îyye)                            | Tâcü’l-Ârifîn Ebu’l Vefâ (Vefâ’îyye)                            | Tâcü’l-Ârifîn Ebu’l Vefâ (Vefâ’îyye)                            | Tâcü’l-Ârifîn Ebu’l Vefâ (Vefâ’îyye)                            |                                |                                | Mahmud Pâsikhânî                        | Mahmud Pâsikhânî                        | Mahmud Pâsikhânî                        | Mahmud Pâsikhânî                        | Mahmud Pâsikhânî                        | Mahmud Pâsikhânî                        |                       |                       |                                           |                                           |                                           |                                           |                                           |                                           |  |  |  |  |  |  |  |  |  |  |  |  |  |  |  |  |  |  |  |  |  |  |  |  |  |  |  |  |  |  |  |  |  |  |  |  |
|  |  |                        |                        | Abu al-Hassan al-Kharaqani                                        | Abu al-Hassan al-Kharaqani                                        | Abu al-Hassan al-Kharaqani                                        | Abu al-Hassan al-Kharaqani                                        | Abu al-Hassan al-Kharaqani                                        | Abu al-Hassan al-Kharaqani                                        |                                          |                                          |                                          |                                          |                                        |                                        | Dawoodi Bohras                                  | Dawoodi Bohras                                  | Dawoodi Bohras                                  | Dawoodi Bohras                                  | Dawoodi Bohras                                                                          | Dawoodi Bohras                                      |                                                     |                                                     | Alévisme de Pamir ou du Turkestan                   | Alévisme de Pamir ou du Turkestan                   | Alévisme de Pamir ou du Turkestan | Alévisme de Pamir ou du Turkestan | Alévisme de Pamir ou du Turkestan           | Alévisme de Pamir ou du Turkestan           |                                             |                                             |                                             |                                             |                     |                     | Tâcü’l-Ârifîn Ebu’l Vefâ (Vefâ’îyye)                            | Tâcü’l-Ârifîn Ebu’l Vefâ (Vefâ’îyye)                            | Tâcü’l-Ârifîn Ebu’l Vefâ (Vefâ’îyye)                            | Tâcü’l-Ârifîn Ebu’l Vefâ (Vefâ’îyye)                            | Tâcü’l-Ârifîn Ebu’l Vefâ (Vefâ’îyye)                            | Tâcü’l-Ârifîn Ebu’l Vefâ (Vefâ’îyye)                            |                                |                                | Mahmud Pâsikhânî                        | Mahmud Pâsikhânî                        | Mahmud Pâsikhânî                        | Mahmud Pâsikhânî                        | Mahmud Pâsikhânî                        | Mahmud Pâsikhânî                        |                       |                       |                                           |                                           |                                           |                                           |                                           |                                           |  |  |  |  |  |  |  |  |  |  |  |  |  |  |  |  |  |  |  |  |  |  |  |  |  |  |  |  |  |  |  |  |  |  |  |  |
|  |  |                        |                        |                                                                   |                                                                   |                                                                   |                                                                   |                                                                   |                                                                   |                                          |                                          |                                          |                                          |                                        |                                        |                                                 |                                                 |                                                 |                                                 |                                                                                         |                                                     |                                                     |                                                     |                                                     |                                                     |                                   |                                   |                                             |                                             |                                             |                                             |                                             |                                             |                     |                     |                                                                 |                                                                 |                                                                 |                                                                 |                                                                 |                                                                 |                                |                                |                                         |                                         |                                         |                                         |                                         |                                         |                       |                       |                                           |                                           |                                           |                                           |                                           |                                           |  |  |  |  |  |  |  |  |  |  |  |  |  |  |  |  |  |  |  |  |  |  |  |  |  |  |  |  |  |  |  |  |  |  |  |  |
|  |  |                        |                        |                                                                   |                                                                   |                                                                   |                                                                   |                                                                   |                                                                   |                                          |                                          |                                          |                                          |                                        |                                        |                                                 |                                                 |                                                 |                                                 |                                                                                         |                                                     |                                                     |                                                     |                                                     |                                                     |                                   |                                   |                                             |                                             |                                             |                                             |                                             |                                             |                     |                     |                                                                 |                                                                 |                                                                 |                                                                 |                                                                 |                                                                 |                                |                                |                                         |                                         |                                         |                                         |                                         |                                         |                       |                       |                                           |                                           |                                           |                                           |                                           |                                           |  |  |  |  |  |  |  |  |  |  |  |  |  |  |  |  |  |  |  |  |  |  |  |  |  |  |  |  |  |  |  |  |  |  |  |  |
|  |  |                        |                        | Shams ed Dîn Tabrîzî                                              | Shams ed Dîn Tabrîzî                                              | Shams ed Dîn Tabrîzî                                              | Shams ed Dîn Tabrîzî                                              | Shams ed Dîn Tabrîzî                                              | Shams ed Dîn Tabrîzî                                              |                                          |                                          | Batinisme                                | Batinisme                                | Batinisme                              | Batinisme                              | Batinisme                                       | Batinisme                                       |                                                 |                                                 | Sabbah’îyye d'Alamut                                                                    | Sabbah’îyye d'Alamut                                | Sabbah’îyye d'Alamut                                | Sabbah’îyye d'Alamut                                | Sabbah’îyye d'Alamut                                | Sabbah’îyye d'Alamut                                |                                   |                                   | Les Douze Imams                             | Les Douze Imams                             | Les Douze Imams                             | Les Douze Imams                             | Les Douze Imams                             | Les Douze Imams                             |                     |                     | Baba Ilyas (Babâ’îyye)                                          | Baba Ilyas (Babâ’îyye)                                          | Baba Ilyas (Babâ’îyye)                                          | Baba Ilyas (Babâ’îyye)                                          | Baba Ilyas (Babâ’îyye)                                          | Baba Ilyas (Babâ’îyye)                                          |                                |                                | Nûktâv’îyye                             | Nûktâv’îyye                             | Nûktâv’îyye                             | Nûktâv’îyye                             | Nûktâv’îyye                             | Nûktâv’îyye                             |                       |                       |                                           |                                           |                                           |                                           |                                           |                                           |  |  |  |  |  |  |  |  |  |  |  |  |  |  |  |  |  |  |  |  |  |  |  |  |  |  |  |  |  |  |  |  |  |  |  |  |
|  |  |                        |                        | Shams ed Dîn Tabrîzî                                              | Shams ed Dîn Tabrîzî                                              | Shams ed Dîn Tabrîzî                                              | Shams ed Dîn Tabrîzî                                              | Shams ed Dîn Tabrîzî                                              | Shams ed Dîn Tabrîzî                                              |                                          |                                          | Batinisme                                | Batinisme                                | Batinisme                              | Batinisme                              | Batinisme                                       | Batinisme                                       |                                                 |                                                 | Sabbah’îyye d'Alamut                                                                    | Sabbah’îyye d'Alamut                                | Sabbah’îyye d'Alamut                                | Sabbah’îyye d'Alamut                                | Sabbah’îyye d'Alamut                                | Sabbah’îyye d'Alamut                                |                                   |                                   | Les Douze Imams                             | Les Douze Imams                             | Les Douze Imams                             | Les Douze Imams                             | Les Douze Imams                             | Les Douze Imams                             |                     |                     | Baba Ilyas (Babâ’îyye)                                          | Baba Ilyas (Babâ’îyye)                                          | Baba Ilyas (Babâ’îyye)                                          | Baba Ilyas (Babâ’îyye)                                          | Baba Ilyas (Babâ’îyye)                                          | Baba Ilyas (Babâ’îyye)                                          |                                |                                | Nûktâv’îyye                             | Nûktâv’îyye                             | Nûktâv’îyye                             | Nûktâv’îyye                             | Nûktâv’îyye                             | Nûktâv’îyye                             |                       |                       |                                           |                                           |                                           |                                           |                                           |                                           |  |  |  |  |  |  |  |  |  |  |  |  |  |  |  |  |  |  |  |  |  |  |  |  |  |  |  |  |  |  |  |  |  |  |  |  |
|  |  |                        |                        |                                                                   |                                                                   |                                                                   |                                                                   |                                                                   |                                                                   |                                          |                                          |                                          |                                          |                                        |                                        |                                                 |                                                 |                                                 |                                                 |                                                                                         |                                                     |                                                     |                                                     |                                                     |                                                     |                                   |                                   |                                             |                                             |                                             |                                             |                                             |                                             |                     |                     |                                                                 |                                                                 |                                                                 |                                                                 |                                                                 |                                                                 |                                |                                |                                         |                                         |                                         |                                         |                                         |                                         |                       |                       |                                           |                                           |                                           |                                           |                                           |                                           |  |  |  |  |  |  |  |  |  |  |  |  |  |  |  |  |  |  |  |  |  |  |  |  |  |  |  |  |  |  |  |  |  |  |  |  |
|  |  |                        |                        |                                                                   |                                                                   |                                                                   |                                                                   |                                                                   |                                                                   |                                          |                                          |                                          |                                          |                                        |                                        |                                                 |                                                 |                                                 |                                                 |                                                                                         |                                                     |                                                     |                                                     |                                                     |                                                     |                                   |                                   |                                             |                                             |                                             |                                             |                                             |                                             |                     |                     |                                                                 |                                                                 |                                                                 |                                                                 |                                                                 |                                                                 |                                |                                |                                         |                                         |                                         |                                         |                                         |                                         |                       |                       |                                           |                                           |                                           |                                           |                                           |                                           |  |  |  |  |  |  |  |  |  |  |  |  |  |  |  |  |  |  |  |  |  |  |  |  |  |  |  |  |  |  |  |  |  |  |  |  |
|  |  |                        |                        | Mevlânâ Celâl’ed-Dîn-i Rûmî (Ordre mevlevi)                       | Mevlânâ Celâl’ed-Dîn-i Rûmî (Ordre mevlevi)                       | Mevlânâ Celâl’ed-Dîn-i Rûmî (Ordre mevlevi)                       | Mevlânâ Celâl’ed-Dîn-i Rûmî (Ordre mevlevi)                       | Mevlânâ Celâl’ed-Dîn-i Rûmî (Ordre mevlevi)                       | Mevlânâ Celâl’ed-Dîn-i Rûmî (Ordre mevlevi)                       |                                          |                                          | Uwais al-Qarni Suhrawardiyya             | Uwais al-Qarni Suhrawardiyya             | Uwais al-Qarni Suhrawardiyya           | Uwais al-Qarni Suhrawardiyya           | Uwais al-Qarni Suhrawardiyya                    | Uwais al-Qarni Suhrawardiyya                    |                                                 |                                                 | Hasan-ı Basrî                                                                           | Hasan-ı Basrî                                       | Hasan-ı Basrî                                       | Hasan-ı Basrî                                       | Hasan-ı Basrî                                       | Hasan-ı Basrî                                       |                                   |                                   | Sheikh Zahed Gilani Khalwatiyya/Zahed’îyyah | Sheikh Zahed Gilani Khalwatiyya/Zahed’îyyah | Sheikh Zahed Gilani Khalwatiyya/Zahed’îyyah | Sheikh Zahed Gilani Khalwatiyya/Zahed’îyyah | Sheikh Zahed Gilani Khalwatiyya/Zahed’îyyah | Sheikh Zahed Gilani Khalwatiyya/Zahed’îyyah |                     |                     | Çehariyâr (Sari Saltik, Lokman Baba, Aybek Baba et Behlül Baba) | Çehariyâr (Sari Saltik, Lokman Baba, Aybek Baba et Behlül Baba) | Çehariyâr (Sari Saltik, Lokman Baba, Aybek Baba et Behlül Baba) | Çehariyâr (Sari Saltik, Lokman Baba, Aybek Baba et Behlül Baba) | Çehariyâr (Sari Saltik, Lokman Baba, Aybek Baba et Behlül Baba) | Çehariyâr (Sari Saltik, Lokman Baba, Aybek Baba et Behlül Baba) |                                |                                | Saiyid Imad-ad-din Nassimi (Hurûf’îyye) | Saiyid Imad-ad-din Nassimi (Hurûf’îyye) | Saiyid Imad-ad-din Nassimi (Hurûf’îyye) | Saiyid Imad-ad-din Nassimi (Hurûf’îyye) | Saiyid Imad-ad-din Nassimi (Hurûf’îyye) | Saiyid Imad-ad-din Nassimi (Hurûf’îyye) |                       |                       |                                           |                                           |                                           |                                           |                                           |                                           |  |  |  |  |  |  |  |  |  |  |  |  |  |  |  |  |  |  |  |  |  |  |  |  |  |  |  |  |  |  |  |  |  |  |  |  |
|  |  |                        |                        | Mevlânâ Celâl’ed-Dîn-i Rûmî (Ordre mevlevi)                       | Mevlânâ Celâl’ed-Dîn-i Rûmî (Ordre mevlevi)                       | Mevlânâ Celâl’ed-Dîn-i Rûmî (Ordre mevlevi)                       | Mevlânâ Celâl’ed-Dîn-i Rûmî (Ordre mevlevi)                       | Mevlânâ Celâl’ed-Dîn-i Rûmî (Ordre mevlevi)                       | Mevlânâ Celâl’ed-Dîn-i Rûmî (Ordre mevlevi)                       |                                          |                                          |                                          | Uwais al-Qarni Suhrawardiyya             | Uwais al-Qarni Suhrawardiyya           | Uwais al-Qarni Suhrawardiyya           | Uwais al-Qarni Suhrawardiyya                    | Uwais al-Qarni Suhrawardiyya                    |                                                 |                                                 | Hasan-ı Basrî                                                                           | Hasan-ı Basrî                                       | Hasan-ı Basrî                                       | Hasan-ı Basrî                                       | Hasan-ı Basrî                                       | Hasan-ı Basrî                                       |                                   |                                   | Sheikh Zahed Gilani Khalwatiyya/Zahed’îyyah | Sheikh Zahed Gilani Khalwatiyya/Zahed’îyyah | Sheikh Zahed Gilani Khalwatiyya/Zahed’îyyah | Sheikh Zahed Gilani Khalwatiyya/Zahed’îyyah | Sheikh Zahed Gilani Khalwatiyya/Zahed’îyyah | Sheikh Zahed Gilani Khalwatiyya/Zahed’îyyah |                     |                     | Çehariyâr (Sari Saltik, Lokman Baba, Aybek Baba et Behlül Baba) | Çehariyâr (Sari Saltik, Lokman Baba, Aybek Baba et Behlül Baba) | Çehariyâr (Sari Saltik, Lokman Baba, Aybek Baba et Behlül Baba) | Çehariyâr (Sari Saltik, Lokman Baba, Aybek Baba et Behlül Baba) | Çehariyâr (Sari Saltik, Lokman Baba, Aybek Baba et Behlül Baba) | Çehariyâr (Sari Saltik, Lokman Baba, Aybek Baba et Behlül Baba) |                                |                                | Saiyid Imad-ad-din Nassimi (Hurûf’îyye) | Saiyid Imad-ad-din Nassimi (Hurûf’îyye) | Saiyid Imad-ad-din Nassimi (Hurûf’îyye) | Saiyid Imad-ad-din Nassimi (Hurûf’îyye) | Saiyid Imad-ad-din Nassimi (Hurûf’îyye) | Saiyid Imad-ad-din Nassimi (Hurûf’îyye) |                       |                       |                                           |                                           |                                           |                                           |                                           |                                           |  |  |  |  |  |  |  |  |  |  |  |  |  |  |  |  |  |  |  |  |  |  |  |  |  |  |  |  |  |  |  |  |  |  |  |  |
|  |  |                        |                        |                                                                   |                                                                   |                                                                   |                                                                   |                                                                   |                                                                   |                                          |                                          |                                          |                                          |                                        |                                        |                                                 |                                                 |                                                 |                                                 |                                                                                         |                                                     |                                                     |                                                     |                                                     |                                                     |                                   |                                   |                                             |                                             |                                             |                                             |                                             |                                             |                     |                     |                                                                 |                                                                 |                                                                 |                                                                 |                                                                 |                                                                 |                                |                                |                                         |                                         |                                         |                                         |                                         |                                         |                       |                       |                                           |                                           |                                           |                                           |                                           |                                           |  |  |  |  |  |  |  |  |  |  |  |  |  |  |  |  |  |  |  |  |  |  |  |  |  |  |  |  |  |  |  |  |  |  |  |  |
|  |  |                        |                        |                                                                   |                                                                   |                                                                   |                                                                   |                                                                   |                                                                   |                                          |                                          |                                          |                                          |                                        |                                        |                                                 |                                                 |                                                 |                                                 |                                                                                         |                                                     |                                                     |                                                     |                                                     |                                                     |                                   |                                   |                                             |                                             |                                             |                                             |                                             |                                             |                     |                     |                                                                 |                                                                 |                                                                 |                                                                 |                                                                 |                                                                 |                                |                                |                                         |                                         |                                         |                                         |                                         |                                         |                       |                       |                                           |                                           |                                           |                                           |                                           |                                           |  |  |  |  |  |  |  |  |  |  |  |  |  |  |  |  |  |  |  |  |  |  |  |  |  |  |  |  |  |  |  |  |  |  |  |  |
|  |  |                        |                        | Hadrat Abu Yaqub Yusuf Hamdani Melâmet’îyye ou Malamati/Chaféisme | Hadrat Abu Yaqub Yusuf Hamdani Melâmet’îyye ou Malamati/Chaféisme | Hadrat Abu Yaqub Yusuf Hamdani Melâmet’îyye ou Malamati/Chaféisme | Hadrat Abu Yaqub Yusuf Hamdani Melâmet’îyye ou Malamati/Chaféisme | Hadrat Abu Yaqub Yusuf Hamdani Melâmet’îyye ou Malamati/Chaféisme | Hadrat Abu Yaqub Yusuf Hamdani Melâmet’îyye ou Malamati/Chaféisme |                                          |                                          | Mansur al-Hallaj (Anal Haq)              | Mansur al-Hallaj (Anal Haq)              | Mansur al-Hallaj (Anal Haq)            | Mansur al-Hallaj (Anal Haq)            | Mansur al-Hallaj (Anal Haq)                     | Mansur al-Hallaj (Anal Haq)                     |                                                 |                                                 | Cûneyd El-Bağdâdî                                                                       | Cûneyd El-Bağdâdî                                   | Cûneyd El-Bağdâdî                                   | Cûneyd El-Bağdâdî                                   | Cûneyd El-Bağdâdî                                   | Cûneyd El-Bağdâdî                                   |                                   |                                   | Safi al-Din Ardabili Safavieh               | Safi al-Din Ardabili Safavieh               | Safi al-Din Ardabili Safavieh               | Safi al-Din Ardabili Safavieh               | Safi al-Din Ardabili Safavieh               | Safi al-Din Ardabili Safavieh               |                     |                     | Baba Ishak (İshak’îyye)                                         | Baba Ishak (İshak’îyye)                                         | Baba Ishak (İshak’îyye)                                         | Baba Ishak (İshak’îyye)                                         | Baba Ishak (İshak’îyye)                                         | Baba Ishak (İshak’îyye)                                         |                                |                                | Dedebabalık (Bektaş’îyye)               | Dedebabalık (Bektaş’îyye)               | Dedebabalık (Bektaş’îyye)               | Dedebabalık (Bektaş’îyye)               | Dedebabalık (Bektaş’îyye)               | Dedebabalık (Bektaş’îyye)               |                       |                       |                                           |                                           |                                           |                                           |                                           |                                           |  |  |  |  |  |  |  |  |  |  |  |  |  |  |  |  |  |  |  |  |  |  |  |  |  |  |  |  |  |  |  |  |  |  |  |  |
|  |  |                        |                        | Hadrat Abu Yaqub Yusuf Hamdani Melâmet’îyye ou Malamati/Chaféisme | Hadrat Abu Yaqub Yusuf Hamdani Melâmet’îyye ou Malamati/Chaféisme | Hadrat Abu Yaqub Yusuf Hamdani Melâmet’îyye ou Malamati/Chaféisme | Hadrat Abu Yaqub Yusuf Hamdani Melâmet’îyye ou Malamati/Chaféisme | Hadrat Abu Yaqub Yusuf Hamdani Melâmet’îyye ou Malamati/Chaféisme | Hadrat Abu Yaqub Yusuf Hamdani Melâmet’îyye ou Malamati/Chaféisme |                                          |                                          | Mansur al-Hallaj (Anal Haq)              | Mansur al-Hallaj (Anal Haq)              | Mansur al-Hallaj (Anal Haq)            | Mansur al-Hallaj (Anal Haq)            | Mansur al-Hallaj (Anal Haq)                     | Mansur al-Hallaj (Anal Haq)                     |                                                 |                                                 | Cûneyd El-Bağdâdî                                                                       | Cûneyd El-Bağdâdî                                   | Cûneyd El-Bağdâdî                                   | Cûneyd El-Bağdâdî                                   | Cûneyd El-Bağdâdî                                   | Cûneyd El-Bağdâdî                                   |                                   |                                   | Safi al-Din Ardabili Safavieh               | Safi al-Din Ardabili Safavieh               | Safi al-Din Ardabili Safavieh               | Safi al-Din Ardabili Safavieh               | Safi al-Din Ardabili Safavieh               | Safi al-Din Ardabili Safavieh               |                     |                     | Baba Ishak (İshak’îyye)                                         | Baba Ishak (İshak’îyye)                                         | Baba Ishak (İshak’îyye)                                         | Baba Ishak (İshak’îyye)                                         | Baba Ishak (İshak’îyye)                                         | Baba Ishak (İshak’îyye)                                         |                                |                                | Dedebabalık (Bektaş’îyye)               | Dedebabalık (Bektaş’îyye)               | Dedebabalık (Bektaş’îyye)               | Dedebabalık (Bektaş’îyye)               | Dedebabalık (Bektaş’îyye)               | Dedebabalık (Bektaş’îyye)               |                       |                       |                                           |                                           |                                           |                                           |                                           |                                           |  |  |  |  |  |  |  |  |  |  |  |  |  |  |  |  |  |  |  |  |  |  |  |  |  |  |  |  |  |  |  |  |  |  |  |  |
|  |  |                        |                        |                                                                   |                                                                   |                                                                   |                                                                   |                                                                   |                                                                   |                                          |                                          |                                          |                                          |                                        |                                        |                                                 |                                                 |                                                 |                                                 |                                                                                         |                                                     |                                                     |                                                     |                                                     |                                                     |                                   |                                   |                                             |                                             |                                             |                                             |                                             |                                             |                     |                     |                                                                 |                                                                 |                                                                 |                                                                 |                                                                 |                                                                 |                                |                                |                                         |                                         |                                         |                                         |                                         |                                         |                       |                       |                                           |                                           |                                           |                                           |                                           |                                           |  |  |  |  |  |  |  |  |  |  |  |  |  |  |  |  |  |  |  |  |  |  |  |  |  |  |  |  |  |  |  |  |  |  |  |  |
|  |  |                        |                        | Ahmed Yasavi Yesevisme/Melâmet’îyye                               | Ahmed Yasavi Yesevisme/Melâmet’îyye                               | Ahmed Yasavi Yesevisme/Melâmet’îyye                               | Ahmed Yasavi Yesevisme/Melâmet’îyye                               | Ahmed Yasavi Yesevisme/Melâmet’îyye                               | Ahmed Yasavi Yesevisme/Melâmet’îyye                               |                                          |                                          | Wahdat al-wujud                          | Wahdat al-wujud                          | Wahdat al-wujud                        | Wahdat al-wujud                        | Wahdat al-wujud                                 | Wahdat al-wujud                                 |                                                 |                                                 | Abd al Qadir al-Jilani Qadiriyya/Hanbalisme                                             | Abd al Qadir al-Jilani Qadiriyya/Hanbalisme         | Abd al Qadir al-Jilani Qadiriyya/Hanbalisme         | Abd al Qadir al-Jilani Qadiriyya/Hanbalisme         | Abd al Qadir al-Jilani Qadiriyya/Hanbalisme         | Abd al Qadir al-Jilani Qadiriyya/Hanbalisme         |                                   |                                   | Sheikh Sadr al-Din Musa / Safavieh          | Sheikh Sadr al-Din Musa / Safavieh          | Sheikh Sadr al-Din Musa / Safavieh          | Sheikh Sadr al-Din Musa / Safavieh          | Sheikh Sadr al-Din Musa / Safavieh          | Sheikh Sadr al-Din Musa / Safavieh          |                     |                     | Hâmid’ûd-Dîn-i Veli / Hacı Bayram-ı Veli                        | Hâmid’ûd-Dîn-i Veli / Hacı Bayram-ı Veli                        | Hâmid’ûd-Dîn-i Veli / Hacı Bayram-ı Veli                        | Hâmid’ûd-Dîn-i Veli / Hacı Bayram-ı Veli                        | Hâmid’ûd-Dîn-i Veli / Hacı Bayram-ı Veli                        | Hâmid’ûd-Dîn-i Veli / Hacı Bayram-ı Veli                        |                                |                                | Ahmed ar-Rifa'i (Rifa'iyya)             | Ahmed ar-Rifa'i (Rifa'iyya)             | Ahmed ar-Rifa'i (Rifa'iyya)             | Ahmed ar-Rifa'i (Rifa'iyya)             | Ahmed ar-Rifa'i (Rifa'iyya)             | Ahmed ar-Rifa'i (Rifa'iyya)             |                       |                       |                                           |                                           |                                           |                                           |                                           |                                           |  |  |  |  |  |  |  |  |  |  |  |  |  |  |  |  |  |  |  |  |  |  |  |  |  |  |  |  |  |  |  |  |  |  |  |  |
|  |  |                        |                        | Ahmed Yasavi Yesevisme/Melâmet’îyye                               | Ahmed Yasavi Yesevisme/Melâmet’îyye                               | Ahmed Yasavi Yesevisme/Melâmet’îyye                               | Ahmed Yasavi Yesevisme/Melâmet’îyye                               | Ahmed Yasavi Yesevisme/Melâmet’îyye                               | Ahmed Yasavi Yesevisme/Melâmet’îyye                               |                                          |                                          | Wahdat al-wujud                          | Wahdat al-wujud                          | Wahdat al-wujud                        | Wahdat al-wujud                        | Wahdat al-wujud                                 | Wahdat al-wujud                                 |                                                 |                                                 | Abd al Qadir al-Jilani Qadiriyya/Hanbalisme                                             | Abd al Qadir al-Jilani Qadiriyya/Hanbalisme         | Abd al Qadir al-Jilani Qadiriyya/Hanbalisme         | Abd al Qadir al-Jilani Qadiriyya/Hanbalisme         | Abd al Qadir al-Jilani Qadiriyya/Hanbalisme         | Abd al Qadir al-Jilani Qadiriyya/Hanbalisme         |                                   |                                   | Sheikh Sadr al-Din Musa / Safavieh          | Sheikh Sadr al-Din Musa / Safavieh          | Sheikh Sadr al-Din Musa / Safavieh          | Sheikh Sadr al-Din Musa / Safavieh          | Sheikh Sadr al-Din Musa / Safavieh          | Sheikh Sadr al-Din Musa / Safavieh          |                     |                     | Hâmid’ûd-Dîn-i Veli / Hacı Bayram-ı Veli                        | Hâmid’ûd-Dîn-i Veli / Hacı Bayram-ı Veli                        | Hâmid’ûd-Dîn-i Veli / Hacı Bayram-ı Veli                        | Hâmid’ûd-Dîn-i Veli / Hacı Bayram-ı Veli                        | Hâmid’ûd-Dîn-i Veli / Hacı Bayram-ı Veli                        | Hâmid’ûd-Dîn-i Veli / Hacı Bayram-ı Veli                        |                                |                                | Ahmed ar-Rifa'i (Rifa'iyya)             | Ahmed ar-Rifa'i (Rifa'iyya)             | Ahmed ar-Rifa'i (Rifa'iyya)             | Ahmed ar-Rifa'i (Rifa'iyya)             | Ahmed ar-Rifa'i (Rifa'iyya)             | Ahmed ar-Rifa'i (Rifa'iyya)             |                       |                       |                                           |                                           |                                           |                                           |                                           |                                           |  |  |  |  |  |  |  |  |  |  |  |  |  |  |  |  |  |  |  |  |  |  |  |  |  |  |  |  |  |  |  |  |  |  |  |  |
|  |  |                        |                        |                                                                   |                                                                   |                                                                   |                                                                   |                                                                   |                                                                   |                                          |                                          |                                          |                                          |                                        |                                        |                                                 |                                                 |                                                 |                                                 |                                                                                         |                                                     |                                                     |                                                     |                                                     |                                                     |                                   |                                   |                                             |                                             |                                             |                                             |                                             |                                             |                     |                     |                                                                 |                                                                 |                                                                 |                                                                 |                                                                 |                                                                 |                                |                                |                                         |                                         |                                         |                                         |                                         |                                         |                       |                       |                                           |                                           |                                           |                                           |                                           |                                           |  |  |  |  |  |  |  |  |  |  |  |  |  |  |  |  |  |  |  |  |  |  |  |  |  |  |  |  |  |  |  |  |  |  |  |  |
|  |  |                        |                        |                                                                   |                                                                   |                                                                   |                                                                   |                                                                   |                                                                   |                                          |                                          |                                          |                                          |                                        |                                        |                                                 |                                                 |                                                 |                                                 |                                                                                         |                                                     |                                                     |                                                     |                                                     |                                                     |                                   |                                   |                                             |                                             |                                             |                                             |                                             |                                             |                     |                     |                                                                 |                                                                 |                                                                 |                                                                 |                                                                 |                                                                 |                                |                                |                                         |                                         |                                         |                                         |                                         |                                         |                       |                       |                                           |                                           |                                           |                                           |                                           |                                           |  |  |  |  |  |  |  |  |  |  |  |  |  |  |  |  |  |  |  |  |  |  |  |  |  |  |  |  |  |  |  |  |  |  |  |  |
|  |  |                        |                        | Qutb ad-Di-n Haydar Qalandariyya/Yesevisme                        | Qutb ad-Di-n Haydar Qalandariyya/Yesevisme                        | Qutb ad-Di-n Haydar Qalandariyya/Yesevisme                        | Qutb ad-Di-n Haydar Qalandariyya/Yesevisme                        | Qutb ad-Di-n Haydar Qalandariyya/Yesevisme                        | Qutb ad-Di-n Haydar Qalandariyya/Yesevisme                        |                                          |                                          | Ibn Arabî (Al Akbariyya/Malikisme)       | Ibn Arabî (Al Akbariyya/Malikisme)       | Ibn Arabî (Al Akbariyya/Malikisme)     | Ibn Arabî (Al Akbariyya/Malikisme)     | Ibn Arabî (Al Akbariyya/Malikisme)              | Ibn Arabî (Al Akbariyya/Malikisme)              |                                                 |                                                 | Nématollahi (Qadiriyya)                                                                 | Nématollahi (Qadiriyya)                             | Nématollahi (Qadiriyya)                             | Nématollahi (Qadiriyya)                             | Nématollahi (Qadiriyya)                             | Nématollahi (Qadiriyya)                             |                                   |                                   | Şeyh İbrahim Sheikh Junayd / Sheikh Haydar  | Şeyh İbrahim Sheikh Junayd / Sheikh Haydar  | Şeyh İbrahim Sheikh Junayd / Sheikh Haydar  | Şeyh İbrahim Sheikh Junayd / Sheikh Haydar  | Şeyh İbrahim Sheikh Junayd / Sheikh Haydar  | Şeyh İbrahim Sheikh Junayd / Sheikh Haydar  |                     |                     | Bayramiyya/Jelveti Aziz Mahmud Hudayi                           | Bayramiyya/Jelveti Aziz Mahmud Hudayi                           | Bayramiyya/Jelveti Aziz Mahmud Hudayi                           | Bayramiyya/Jelveti Aziz Mahmud Hudayi                           | Bayramiyya/Jelveti Aziz Mahmud Hudayi                           | Bayramiyya/Jelveti Aziz Mahmud Hudayi                           |                                |                                | Sari Saltik (Saltuk’îyye)               | Sari Saltik (Saltuk’îyye)               | Sari Saltik (Saltuk’îyye)               | Sari Saltik (Saltuk’îyye)               | Sari Saltik (Saltuk’îyye)               | Sari Saltik (Saltuk’îyye)               |                       |                       |                                           |                                           |                                           |                                           |                                           |                                           |  |  |  |  |  |  |  |  |  |  |  |  |  |  |  |  |  |  |  |  |  |  |  |  |  |  |  |  |  |  |  |  |  |  |  |  |
|  |  |                        |                        | Qutb ad-Di-n Haydar Qalandariyya/Yesevisme                        | Qutb ad-Di-n Haydar Qalandariyya/Yesevisme                        | Qutb ad-Di-n Haydar Qalandariyya/Yesevisme                        | Qutb ad-Di-n Haydar Qalandariyya/Yesevisme                        | Qutb ad-Di-n Haydar Qalandariyya/Yesevisme                        | Qutb ad-Di-n Haydar Qalandariyya/Yesevisme                        |                                          |                                          | Ibn Arabî (Al Akbariyya/Malikisme)       | Ibn Arabî (Al Akbariyya/Malikisme)       | Ibn Arabî (Al Akbariyya/Malikisme)     | Ibn Arabî (Al Akbariyya/Malikisme)     | Ibn Arabî (Al Akbariyya/Malikisme)              | Ibn Arabî (Al Akbariyya/Malikisme)              |                                                 |                                                 | Nématollahi (Qadiriyya)                                                                 | Nématollahi (Qadiriyya)                             | Nématollahi (Qadiriyya)                             | Nématollahi (Qadiriyya)                             | Nématollahi (Qadiriyya)                             | Nématollahi (Qadiriyya)                             |                                   |                                   | Şeyh İbrahim Sheikh Junayd / Sheikh Haydar  | Şeyh İbrahim Sheikh Junayd / Sheikh Haydar  | Şeyh İbrahim Sheikh Junayd / Sheikh Haydar  | Şeyh İbrahim Sheikh Junayd / Sheikh Haydar  | Şeyh İbrahim Sheikh Junayd / Sheikh Haydar  | Şeyh İbrahim Sheikh Junayd / Sheikh Haydar  |                     |                     | Bayramiyya/Jelveti Aziz Mahmud Hudayi                           | Bayramiyya/Jelveti Aziz Mahmud Hudayi                           | Bayramiyya/Jelveti Aziz Mahmud Hudayi                           | Bayramiyya/Jelveti Aziz Mahmud Hudayi                           | Bayramiyya/Jelveti Aziz Mahmud Hudayi                           | Bayramiyya/Jelveti Aziz Mahmud Hudayi                           |                                |                                | Sari Saltik (Saltuk’îyye)               | Sari Saltik (Saltuk’îyye)               | Sari Saltik (Saltuk’îyye)               | Sari Saltik (Saltuk’îyye)               | Sari Saltik (Saltuk’îyye)               | Sari Saltik (Saltuk’îyye)               |                       |                       |                                           |                                           |                                           |                                           |                                           |                                           |  |  |  |  |  |  |  |  |  |  |  |  |  |  |  |  |  |  |  |  |  |  |  |  |  |  |  |  |  |  |  |  |  |  |  |  |
|  |  |                        |                        |                                                                   |                                                                   |                                                                   |                                                                   |                                                                   |                                                                   |                                          |                                          |                                          |                                          |                                        |                                        |                                                 |                                                 |                                                 |                                                 |                                                                                         |                                                     |                                                     |                                                     |                                                     |                                                     |                                   |                                   |                                             |                                             |                                             |                                             |                                             |                                             |                     |                     |                                                                 |                                                                 |                                                                 |                                                                 |                                                                 |                                                                 |                                |                                |                                         |                                         |                                         |                                         |                                         |                                         |                       |                       |                                           |                                           |                                           |                                           |                                           |                                           |  |  |  |  |  |  |  |  |  |  |  |  |  |  |  |  |  |  |  |  |  |  |  |  |  |  |  |  |  |  |  |  |  |  |  |  |
|  |  |                        |                        |                                                                   |                                                                   |                                                                   |                                                                   |                                                                   |                                                                   |                                          |                                          |                                          |                                          |                                        |                                        |                                                 |                                                 |                                                 |                                                 |                                                                                         |                                                     |                                                     |                                                     |                                                     |                                                     |                                   |                                   |                                             |                                             |                                             |                                             |                                             |                                             |                     |                     |                                                                 |                                                                 |                                                                 |                                                                 |                                                                 |                                                                 |                                |                                |                                         |                                         |                                         |                                         |                                         |                                         |                       |                       |                                           |                                           |                                           |                                           |                                           |                                           |  |  |  |  |  |  |  |  |  |  |  |  |  |  |  |  |  |  |  |  |  |  |  |  |  |  |  |  |  |  |  |  |  |  |  |  |
|  |  |                        |                        | Haci Bektas Veli Haydarisme/Al Akbariyya                          | Haci Bektas Veli Haydarisme/Al Akbariyya                          | Haci Bektas Veli Haydarisme/Al Akbariyya                          | Haci Bektas Veli Haydarisme/Al Akbariyya                          | Haci Bektas Veli Haydarisme/Al Akbariyya                          | Haci Bektas Veli Haydarisme/Al Akbariyya                          |                                          |                                          | Sadr al-Dîn al-Qûnawî (Al Akbariyya)     | Sadr al-Dîn al-Qûnawî (Al Akbariyya)     | Sadr al-Dîn al-Qûnawî (Al Akbariyya)   | Sadr al-Dîn al-Qûnawî (Al Akbariyya)   | Sadr al-Dîn al-Qûnawî (Al Akbariyya)            | Sadr al-Dîn al-Qûnawî (Al Akbariyya)            |                                                 |                                                 | Ni‘metullâh’îyye                                                                        | Ni‘metullâh’îyye                                    | Ni‘metullâh’îyye                                    | Ni‘metullâh’îyye                                    | Ni‘metullâh’îyye                                    | Ni‘metullâh’îyye                                    |                                   |                                   | Sultân Ali Mirza Séfévides / Ismail Ier     | Sultân Ali Mirza Séfévides / Ismail Ier     | Sultân Ali Mirza Séfévides / Ismail Ier     | Sultân Ali Mirza Séfévides / Ismail Ier     | Sultân Ali Mirza Séfévides / Ismail Ier     | Sultân Ali Mirza Séfévides / Ismail Ier     |                     |                     | Aybek Baba                                                      | Aybek Baba                                                      | Aybek Baba                                                      | Aybek Baba                                                      | Aybek Baba                                                      | Aybek Baba                                                      |                                |                                | Galip Hassan Kuscuoglu                  | Galip Hassan Kuscuoglu                  | Galip Hassan Kuscuoglu                  | Galip Hassan Kuscuoglu                  | Galip Hassan Kuscuoglu                  | Galip Hassan Kuscuoglu                  |                       |                       |                                           |                                           |                                           |                                           |                                           |                                           |  |  |  |  |  |  |  |  |  |  |  |  |  |  |  |  |  |  |  |  |  |  |  |  |  |  |  |  |  |  |  |  |  |  |  |  |
|  |  |                        |                        | Haci Bektas Veli Haydarisme/Al Akbariyya                          | Haci Bektas Veli Haydarisme/Al Akbariyya                          | Haci Bektas Veli Haydarisme/Al Akbariyya                          | Haci Bektas Veli Haydarisme/Al Akbariyya                          | Haci Bektas Veli Haydarisme/Al Akbariyya                          | Haci Bektas Veli Haydarisme/Al Akbariyya                          |                                          |                                          | Sadr al-Dîn al-Qûnawî (Al Akbariyya)     | Sadr al-Dîn al-Qûnawî (Al Akbariyya)     | Sadr al-Dîn al-Qûnawî (Al Akbariyya)   | Sadr al-Dîn al-Qûnawî (Al Akbariyya)   | Sadr al-Dîn al-Qûnawî (Al Akbariyya)            | Sadr al-Dîn al-Qûnawî (Al Akbariyya)            |                                                 |                                                 | Ni‘metullâh’îyye                                                                        | Ni‘metullâh’îyye                                    | Ni‘metullâh’îyye                                    | Ni‘metullâh’îyye                                    | Ni‘metullâh’îyye                                    | Ni‘metullâh’îyye                                    |                                   |                                   | Sultân Ali Mirza Séfévides / Ismail Ier     | Sultân Ali Mirza Séfévides / Ismail Ier     | Sultân Ali Mirza Séfévides / Ismail Ier     | Sultân Ali Mirza Séfévides / Ismail Ier     | Sultân Ali Mirza Séfévides / Ismail Ier     | Sultân Ali Mirza Séfévides / Ismail Ier     |                     |                     | Aybek Baba                                                      | Aybek Baba                                                      | Aybek Baba                                                      | Aybek Baba                                                      | Aybek Baba                                                      | Aybek Baba                                                      |                                |                                | Galip Hassan Kuscuoglu                  | Galip Hassan Kuscuoglu                  | Galip Hassan Kuscuoglu                  | Galip Hassan Kuscuoglu                  | Galip Hassan Kuscuoglu                  | Galip Hassan Kuscuoglu                  |                       |                       |                                           |                                           |                                           |                                           |                                           |                                           |  |  |  |  |  |  |  |  |  |  |  |  |  |  |  |  |  |  |  |  |  |  |  |  |  |  |  |  |  |  |  |  |  |  |  |  |
|  |  |                        |                        |                                                                   |                                                                   |                                                                   |                                                                   |                                                                   |                                                                   |                                          |                                          |                                          |                                          |                                        |                                        |                                                 |                                                 |                                                 |                                                 |                                                                                         |                                                     |                                                     |                                                     |                                                     |                                                     |                                   |                                   |                                             |                                             |                                             |                                             |                                             |                                             |                     |                     |                                                                 |                                                                 |                                                                 |                                                                 |                                                                 |                                                                 |                                |                                |                                         |                                         |                                         |                                         |                                         |                                         |                       |                       |                                           |                                           |                                           |                                           |                                           |                                           |  |  |  |  |  |  |  |  |  |  |  |  |  |  |  |  |  |  |  |  |  |  |  |  |  |  |  |  |  |  |  |  |  |  |  |  |
|  |  |                        |                        |                                                                   |                                                                   |                                                                   |                                                                   |                                                                   |                                                                   |                                          |                                          |                                          |                                          |                                        |                                        |                                                 |                                                 |                                                 |                                                 |                                                                                         |                                                     |                                                     |                                                     |                                                     |                                                     |                                   |                                   |                                             |                                             |                                             |                                             |                                             |                                             |                     |                     |                                                                 |                                                                 |                                                                 |                                                                 |                                                                 |                                                                 |                                |                                |                                         |                                         |                                         |                                         |                                         |                                         |                       |                       |                                           |                                           |                                           |                                           |                                           |                                           |  |  |  |  |  |  |  |  |  |  |  |  |  |  |  |  |  |  |  |  |  |  |  |  |  |  |  |  |  |  |  |  |  |  |  |  |
|  |  |                        |                        | Ahilik / Ahi Evren                                                | Ahilik / Ahi Evren                                                | Ahilik / Ahi Evren                                                | Ahilik / Ahi Evren                                                | Ahilik / Ahi Evren                                                | Ahilik / Ahi Evren                                                |                                          |                                          | Qizilbashisme                            | Qizilbashisme                            | Qizilbashisme                          | Qizilbashisme                          | Qizilbashisme                                   | Qizilbashisme                                   |                                                 |                                                 | Nématollahi                                                                             | Nématollahi                                         | Nématollahi                                         | Nématollahi                                         | Nématollahi                                         | Nématollahi                                         |                                   |                                   | İsnâ‘aşer’îyye ou Chiisme duodécimain       | İsnâ‘aşer’îyye ou Chiisme duodécimain       | İsnâ‘aşer’îyye ou Chiisme duodécimain       | İsnâ‘aşer’îyye ou Chiisme duodécimain       | İsnâ‘aşer’îyye ou Chiisme duodécimain       | İsnâ‘aşer’îyye ou Chiisme duodécimain       |                     |                     | Burak’îyyûn (Barak Baba)                                        | Burak’îyyûn (Barak Baba)                                        | Burak’îyyûn (Barak Baba)                                        | Burak’îyyûn (Barak Baba)                                        | Burak’îyyûn (Barak Baba)                                        | Burak’îyyûn (Barak Baba)                                        |                                |                                | Ordre Galibi                            | Ordre Galibi                            | Ordre Galibi                            | Ordre Galibi                            | Ordre Galibi                            | Ordre Galibi                            |                       |                       |                                           |                                           |                                           |                                           |                                           |                                           |  |  |  |  |  |  |  |  |  |  |  |  |  |  |  |  |  |  |  |  |  |  |  |  |  |  |  |  |  |  |  |  |  |  |  |  |
|  |  |                        |                        | Ahilik / Ahi Evren                                                | Ahilik / Ahi Evren                                                | Ahilik / Ahi Evren                                                | Ahilik / Ahi Evren                                                | Ahilik / Ahi Evren                                                | Ahilik / Ahi Evren                                                |                                          |                                          | Qizilbashisme                            | Qizilbashisme                            | Qizilbashisme                          | Qizilbashisme                          | Qizilbashisme                                   | Qizilbashisme                                   |                                                 |                                                 | Nématollahi                                                                             | Nématollahi                                         | Nématollahi                                         | Nématollahi                                         | Nématollahi                                         | Nématollahi                                         |                                   |                                   | İsnâ‘aşer’îyye ou Chiisme duodécimain       | İsnâ‘aşer’îyye ou Chiisme duodécimain       | İsnâ‘aşer’îyye ou Chiisme duodécimain       | İsnâ‘aşer’îyye ou Chiisme duodécimain       | İsnâ‘aşer’îyye ou Chiisme duodécimain       | İsnâ‘aşer’îyye ou Chiisme duodécimain       |                     |                     | Burak’îyyûn (Barak Baba)                                        | Burak’îyyûn (Barak Baba)                                        | Burak’îyyûn (Barak Baba)                                        | Burak’îyyûn (Barak Baba)                                        | Burak’îyyûn (Barak Baba)                                        | Burak’îyyûn (Barak Baba)                                        |                                |                                | Ordre Galibi                            | Ordre Galibi                            | Ordre Galibi                            | Ordre Galibi                            | Ordre Galibi                            | Ordre Galibi                            |                       |                       |                                           |                                           |                                           |                                           |                                           |                                           |  |  |  |  |  |  |  |  |  |  |  |  |  |  |  |  |  |  |  |  |  |  |  |  |  |  |  |  |  |  |  |  |  |  |  |  |
|  |  |                        |                        |                                                                   |                                                                   |                                                                   |                                                                   |                                                                   |                                                                   |                                          |                                          |                                          |                                          |                                        |                                        |                                                 |                                                 |                                                 |                                                 |                                                                                         |                                                     |                                                     |                                                     |                                                     |                                                     |                                   |                                   |                                             |                                             |                                             |                                             |                                             |                                             |                     |                     |                                                                 |                                                                 |                                                                 |                                                                 |                                                                 |                                                                 |                                |                                |                                         |                                         |                                         |                                         |                                         |                                         |                       |                       |                                           |                                           |                                           |                                           |                                           |                                           |  |  |  |  |  |  |  |  |  |  |  |  |  |  |  |  |  |  |  |  |  |  |  |  |  |  |  |  |  |  |  |  |  |  |  |  |
|  |  |                        |                        | Taptuk Emre formateur de Yunus Emre                               | Taptuk Emre formateur de Yunus Emre                               | Taptuk Emre formateur de Yunus Emre                               | Taptuk Emre formateur de Yunus Emre                               | Taptuk Emre formateur de Yunus Emre                               | Taptuk Emre formateur de Yunus Emre                               |                                          |                                          | Abdal Musa                               | Abdal Musa                               | Abdal Musa                             | Abdal Musa                             | Abdal Musa                                      | Abdal Musa                                      |                                                 |                                                 | Burhan’ed-Dîn Hâlil’ûllâh                                                               | Burhan’ed-Dîn Hâlil’ûllâh                           | Burhan’ed-Dîn Hâlil’ûllâh                           | Burhan’ed-Dîn Hâlil’ûllâh                           | Burhan’ed-Dîn Hâlil’ûllâh                           | Burhan’ed-Dîn Hâlil’ûllâh                           |                                   |                                   |                                             |                                             |                                             |                                             | Alévisme d'Anatolie                         | Alévisme d'Anatolie                         | Alévisme d'Anatolie | Alévisme d'Anatolie | Alévisme d'Anatolie                                             | Alévisme d'Anatolie                                             |                                                                 |                                                                 | Yazdanisme ou "Alévisme Kurde"                                  | Yazdanisme ou "Alévisme Kurde"                                  | Yazdanisme ou "Alévisme Kurde" | Yazdanisme ou "Alévisme Kurde" | Yazdanisme ou "Alévisme Kurde"          | Yazdanisme ou "Alévisme Kurde"          |                                         |                                         |                                         |                                         |                       |                       |                                           |                                           |                                           |                                           |                                           |                                           |  |  |  |  |  |  |  |  |  |  |  |  |  |  |  |  |  |  |  |  |  |  |  |  |  |  |  |  |  |  |  |  |  |  |  |  |
|  |  |                        |                        | Taptuk Emre formateur de Yunus Emre                               | Taptuk Emre formateur de Yunus Emre                               | Taptuk Emre formateur de Yunus Emre                               | Taptuk Emre formateur de Yunus Emre                               | Taptuk Emre formateur de Yunus Emre                               | Taptuk Emre formateur de Yunus Emre                               |                                          |                                          | Abdal Musa                               | Abdal Musa                               | Abdal Musa                             | Abdal Musa                             | Abdal Musa                                      | Abdal Musa                                      |                                                 |                                                 | Burhan’ed-Dîn Hâlil’ûllâh                                                               | Burhan’ed-Dîn Hâlil’ûllâh                           | Burhan’ed-Dîn Hâlil’ûllâh                           | Burhan’ed-Dîn Hâlil’ûllâh                           | Burhan’ed-Dîn Hâlil’ûllâh                           | Burhan’ed-Dîn Hâlil’ûllâh                           |                                   |                                   |                                             |                                             |                                             |                                             | Alévisme d'Anatolie                         | Alévisme d'Anatolie                         | Alévisme d'Anatolie | Alévisme d'Anatolie | Alévisme d'Anatolie                                             | Alévisme d'Anatolie                                             |                                                                 |                                                                 | Yazdanisme ou "Alévisme Kurde"                                  | Yazdanisme ou "Alévisme Kurde"                                  | Yazdanisme ou "Alévisme Kurde" | Yazdanisme ou "Alévisme Kurde" | Yazdanisme ou "Alévisme Kurde"          | Yazdanisme ou "Alévisme Kurde"          |                                         |                                         |                                         |                                         |                       |                       |                                           |                                           |                                           |                                           |                                           |                                           |  |  |  |  |  |  |  |  |  |  |  |  |  |  |  |  |  |  |  |  |  |  |  |  |  |  |  |  |  |  |  |  |  |  |  |  |
|  |  |                        |                        |                                                                   |                                                                   |                                                                   |                                                                   |                                                                   |                                                                   |                                          |                                          |                                          |                                          |                                        |                                        |                                                 |                                                 |                                                 |                                                 |                                                                                         |                                                     |                                                     |                                                     |                                                     |                                                     |                                   |                                   |                                             |                                             |                                             |                                             |                                             |                                             |                     |                     |                                                                 |                                                                 |                                                                 |                                                                 |                                                                 |                                                                 |                                |                                |                                         |                                         |                                         |                                         |                                         |                                         |                       |                       |                                           |                                           |                                           |                                           |                                           |                                           |  |  |  |  |  |  |  |  |  |  |  |  |  |  |  |  |  |  |  |  |  |  |  |  |  |  |  |  |  |  |  |  |  |  |  |  |
|  |  |                        |                        |                                                                   |                                                                   |                                                                   |                                                                   |                                                                   |                                                                   |                                          |                                          |                                          |                                          |                                        |                                        |                                                 |                                                 |                                                 |                                                 |                                                                                         |                                                     |                                                     |                                                     |                                                     |                                                     |                                   |                                   |                                             |                                             |                                             |                                             |                                             |                                             |                     |                     |                                                                 |                                                                 |                                                                 |                                                                 |                                                                 |                                                                 |                                |                                |                                         |                                         |                                         |                                         |                                         |                                         |                       |                       |                                           |                                           |                                           |                                           |                                           |                                           |  |  |  |  |  |  |  |  |  |  |  |  |  |  |  |  |  |  |  |  |  |  |  |  |  |  |  |  |  |  |  |  |  |  |  |  |
|  |  |                        |                        | Yunus Emre                                                        | Yunus Emre                                                        | Yunus Emre                                                        | Yunus Emre                                                        | Yunus Emre                                                        | Yunus Emre                                                        |                                          |                                          | Balim Sultan                             | Balim Sultan                             | Balim Sultan                           | Balim Sultan                           | Balim Sultan                                    | Balim Sultan                                    |                                                 |                                                 |                                                                                         |                                                     |                                                     |                                                     |                                                     |                                                     |                                   |                                   | Nâdir Châh                                  | Nâdir Châh                                  | Nâdir Châh                                  | Nâdir Châh                                  | Nâdir Châh                                  | Nâdir Châh                                  |                     |                     | Sultan Sahâk                                                    | Sultan Sahâk                                                    | Sultan Sahâk                                                    | Sultan Sahâk                                                    | Sultan Sahâk                                                    | Sultan Sahâk                                                    |                                |                                | Sheikh Adi ibn Musafir                  | Sheikh Adi ibn Musafir                  | Sheikh Adi ibn Musafir                  | Sheikh Adi ibn Musafir                  | Sheikh Adi ibn Musafir                  | Sheikh Adi ibn Musafir                  |                       |                       |                                           |                                           |                                           |                                           |                                           |                                           |  |  |  |  |  |  |  |  |  |  |  |  |  |  |  |  |  |  |  |  |  |  |  |  |  |  |  |  |  |  |  |  |  |  |  |  |
|  |  |                        |                        | Yunus Emre                                                        | Yunus Emre                                                        | Yunus Emre                                                        | Yunus Emre                                                        | Yunus Emre                                                        | Yunus Emre                                                        |                                          |                                          | Balim Sultan                             | Balim Sultan                             | Balim Sultan                           | Balim Sultan                           | Balim Sultan                                    | Balim Sultan                                    |                                                 |                                                 |                                                                                         |                                                     |                                                     |                                                     |                                                     |                                                     |                                   |                                   | Nâdir Châh                                  | Nâdir Châh                                  | Nâdir Châh                                  | Nâdir Châh                                  | Nâdir Châh                                  | Nâdir Châh                                  |                     |                     | Sultan Sahâk                                                    | Sultan Sahâk                                                    | Sultan Sahâk                                                    | Sultan Sahâk                                                    | Sultan Sahâk                                                    | Sultan Sahâk                                                    |                                |                                | Sheikh Adi ibn Musafir                  | Sheikh Adi ibn Musafir                  | Sheikh Adi ibn Musafir                  | Sheikh Adi ibn Musafir                  | Sheikh Adi ibn Musafir                  | Sheikh Adi ibn Musafir                  |                       |                       |                                           |                                           |                                           |                                           |                                           |                                           |  |  |  |  |  |  |  |  |  |  |  |  |  |  |  |  |  |  |  |  |  |  |  |  |  |  |  |  |  |  |  |  |  |  |  |  |
|  |  |                        |                        |                                                                   |                                                                   |                                                                   |                                                                   |                                                                   |                                                                   |                                          |                                          |                                          |                                          |                                        |                                        |                                                 |                                                 |                                                 |                                                 |                                                                                         |                                                     |                                                     |                                                     |                                                     |                                                     |                                   |                                   |                                             |                                             |                                             |                                             |                                             |                                             |                     |                     |                                                                 |                                                                 |                                                                 |                                                                 |                                                                 |                                                                 |                                |                                |                                         |                                         |                                         |                                         |                                         |                                         |                       |                       |                                           |                                           |                                           |                                           |                                           |                                           |  |  |  |  |  |  |  |  |  |  |  |  |  |  |  |  |  |  |  |  |  |  |  |  |  |  |  |  |  |  |  |  |  |  |  |  |
|  |  |                        |                        | Kaygusuz Abdal                                                    | Kaygusuz Abdal                                                    | Kaygusuz Abdal                                                    | Kaygusuz Abdal                                                    | Kaygusuz Abdal                                                    | Kaygusuz Abdal                                                    |                                          |                                          | Bektaş’îyye ou Bektachisme               | Bektaş’îyye ou Bektachisme               | Bektaş’îyye ou Bektachisme             | Bektaş’îyye ou Bektachisme             | Bektaş’îyye ou Bektachisme                      | Bektaş’îyye ou Bektachisme                      |                                                 |                                                 | Nûrbakş’îyye (Javad Nurbakhsh)                                                          | Nûrbakş’îyye (Javad Nurbakhsh)                      | Nûrbakş’îyye (Javad Nurbakhsh)                      | Nûrbakş’îyye (Javad Nurbakhsh)                      | Nûrbakş’îyye (Javad Nurbakhsh)                      | Nûrbakş’îyye (Javad Nurbakhsh)                      |                                   |                                   | Jafarisme ou Câʿfer’îyye                    | Jafarisme ou Câʿfer’îyye                    | Jafarisme ou Câʿfer’îyye                    | Jafarisme ou Câʿfer’îyye                    | Jafarisme ou Câʿfer’îyye                    | Jafarisme ou Câʿfer’îyye                    |                     |                     | Yârsânisme                                                      | Yârsânisme                                                      | Yârsânisme                                                      | Yârsânisme                                                      | Yârsânisme                                                      | Yârsânisme                                                      |                                |                                | Yézidisme                               | Yézidisme                               | Yézidisme                               | Yézidisme                               | Yézidisme                               | Yézidisme                               |                       |                       |                                           |                                           |                                           |                                           |                                           |                                           |  |  |  |  |  |  |  |  |  |  |  |  |  |  |  |  |  |  |  |  |  |  |  |  |  |  |  |  |  |  |  |  |  |  |  |  |
|  |  |                        |                        | Kaygusuz Abdal                                                    | Kaygusuz Abdal                                                    | Kaygusuz Abdal                                                    | Kaygusuz Abdal                                                    | Kaygusuz Abdal                                                    | Kaygusuz Abdal                                                    |                                          |                                          | Bektaş’îyye ou Bektachisme               | Bektaş’îyye ou Bektachisme               | Bektaş’îyye ou Bektachisme             | Bektaş’îyye ou Bektachisme             | Bektaş’îyye ou Bektachisme                      | Bektaş’îyye ou Bektachisme                      |                                                 |                                                 | Nûrbakş’îyye (Javad Nurbakhsh)                                                          | Nûrbakş’îyye (Javad Nurbakhsh)                      | Nûrbakş’îyye (Javad Nurbakhsh)                      | Nûrbakş’îyye (Javad Nurbakhsh)                      | Nûrbakş’îyye (Javad Nurbakhsh)                      | Nûrbakş’îyye (Javad Nurbakhsh)                      |                                   |                                   | Jafarisme ou Câʿfer’îyye                    | Jafarisme ou Câʿfer’îyye                    | Jafarisme ou Câʿfer’îyye                    | Jafarisme ou Câʿfer’îyye                    | Jafarisme ou Câʿfer’îyye                    | Jafarisme ou Câʿfer’îyye                    |                     |                     | Yârsânisme                                                      | Yârsânisme                                                      | Yârsânisme                                                      | Yârsânisme                                                      | Yârsânisme                                                      | Yârsânisme                                                      |                                |                                | Yézidisme                               | Yézidisme                               | Yézidisme                               | Yézidisme                               | Yézidisme                               | Yézidisme                               |                       |                       |                                           |                                           |                                           |                                           |                                           |                                           |  |  |  |  |  |  |  |  |  |  |  |  |  |  |  |  |  |  |  |  |  |  |  |  |  |  |  |  |  |  |  |  |  |  |  |  |
|  |  |                        |                        |                                                                   |                                                                   |                                                                   |                                                                   |                                                                   |                                                                   |                                          |                                          |                                          |                                          |                                        |                                        |                                                 |                                                 |                                                 |                                                 |                                                                                         |                                                     |                                                     |                                                     |                                                     |                                                     |                                   |                                   |                                             |                                             |                                             |                                             |                                             |                                             |                     |                     |                                                                 |                                                                 |                                                                 |                                                                 |                                                                 |                                                                 |                                |                                |                                         |                                         |                                         |                                         |                                         |                                         |                       |                       |                                           |                                           |                                           |                                           |                                           |                                           |  |  |  |  |  |  |  |  |  |  |  |  |  |  |  |  |  |  |  |  |  |  |  |  |  |  |  |  |  |  |  |  |  |  |  |  |
|  |  |                        |                        |                                                                   |                                                                   |                                                                   |                                                                   |                                                                   |                                                                   |                                          |                                          |                                          |                                          |                                        |                                        |                                                 |                                                 |                                                 |                                                 |                                                                                         |                                                     |                                                     |                                                     |                                                     |                                                     |                                   |                                   |                                             |                                             |                                             |                                             |                                             |                                             |                     |                     |                                                                 |                                                                 |                                                                 |                                                                 |                                                                 |                                                                 |                                |                                |                                         |                                         |                                         |                                         |                                         |                                         |                       |                       |                                           |                                           |                                           |                                           |                                           |                                           |  |  |  |  |  |  |  |  |  |  |  |  |  |  |  |  |  |  |  |  |  |  |  |  |  |  |  |  |  |  |  |  |  |  |  |  |
|  |  |                        |                        |                                                                   |                                                                   |                                                                   |                                                                   | Âli’îyye ou Tekke Demir Baba en Bulgarie                          | Âli’îyye ou Tekke Demir Baba en Bulgarie                          | Âli’îyye ou Tekke Demir Baba en Bulgarie | Âli’îyye ou Tekke Demir Baba en Bulgarie | Âli’îyye ou Tekke Demir Baba en Bulgarie | Âli’îyye ou Tekke Demir Baba en Bulgarie |                                        |                                        | Harabât’îyye ou Tekke Arabati Baba en Macédoine | Harabât’îyye ou Tekke Arabati Baba en Macédoine | Harabât’îyye ou Tekke Arabati Baba en Macédoine | Harabât’îyye ou Tekke Arabati Baba en Macédoine | Harabât’îyye ou Tekke Arabati Baba en Macédoine                                         | Harabât’îyye ou Tekke Arabati Baba en Macédoine     |                                                     |                                                     |                                                     |                                                     |                                   |                                   |                                             |                                             |                                             |                                             |                                             |                                             |                     |                     | Louvite                                                         | Louvite                                                         | Louvite                                                         | Louvite                                                         | Louvite                                                         | Louvite                                                         |                                |                                | Kabbale ou kabbalisme                   | Kabbale ou kabbalisme                   | Kabbale ou kabbalisme                   | Kabbale ou kabbalisme                   | Kabbale ou kabbalisme                   | Kabbale ou kabbalisme                   |                       |                       |                                           |                                           |                                           |                                           |                                           |                                           |  |  |  |  |  |  |  |  |  |  |  |  |  |  |  |  |  |  |  |  |  |  |  |  |  |  |  |  |  |  |  |  |  |  |  |  |
|  |  |                        |                        |                                                                   |                                                                   |                                                                   |                                                                   | Âli’îyye ou Tekke Demir Baba en Bulgarie                          | Âli’îyye ou Tekke Demir Baba en Bulgarie                          | Âli’îyye ou Tekke Demir Baba en Bulgarie | Âli’îyye ou Tekke Demir Baba en Bulgarie | Âli’îyye ou Tekke Demir Baba en Bulgarie | Âli’îyye ou Tekke Demir Baba en Bulgarie |                                        |                                        | Harabât’îyye ou Tekke Arabati Baba en Macédoine | Harabât’îyye ou Tekke Arabati Baba en Macédoine | Harabât’îyye ou Tekke Arabati Baba en Macédoine | Harabât’îyye ou Tekke Arabati Baba en Macédoine | Harabât’îyye ou Tekke Arabati Baba en Macédoine                                         | Harabât’îyye ou Tekke Arabati Baba en Macédoine     |                                                     |                                                     |                                                     |                                                     |                                   |                                   |                                             |                                             |                                             |                                             |                                             |                                             |                     |                     | Louvite                                                         | Louvite                                                         | Louvite                                                         | Louvite                                                         | Louvite                                                         | Louvite                                                         |                                |                                | Kabbale ou kabbalisme                   | Kabbale ou kabbalisme                   | Kabbale ou kabbalisme                   | Kabbale ou kabbalisme                   | Kabbale ou kabbalisme                   | Kabbale ou kabbalisme                   |                       |                       |                                           |                                           |                                           |                                           |                                           |                                           |  |  |  |  |  |  |  |  |  |  |  |  |  |  |  |  |  |  |  |  |  |  |  |  |  |  |  |  |  |  |  |  |  |  |  |  |
|  |  |                        |                        |                                                                   |                                                                   |                                                                   |                                                                   |                                                                   |                                                                   |                                          |                                          |                                          |                                          |                                        |                                        |                                                 |                                                 |                                                 |                                                 |                                                                                         |                                                     |                                                     |                                                     |                                                     |                                                     |                                   |                                   |                                             |                                             |                                             |                                             |                                             |                                             |                     |                     |                                                                 |                                                                 |                                                                 |                                                                 |                                                                 |                                                                 |                                |                                |                                         |                                         |                                         |                                         |                                         |                                         |                       |                       |                                           |                                           |                                           |                                           |                                           |                                           |  |  |  |  |  |  |  |  |  |  |  |  |  |  |  |  |  |  |  |  |  |  |  |  |  |  |  |  |  |  |  |  |  |  |  |  |
|  |  |                        |                        |                                                                   |                                                                   |                                                                   |                                                                   |                                                                   |                                                                   |                                          |                                          |                                          |                                          |                                        |                                        |                                                 |                                                 |                                                 |                                                 |                                                                                         |                                                     |                                                     |                                                     |                                                     |                                                     |                                   |                                   |                                             |                                             |                                             |                                             |                                             |                                             |                     |                     |                                                                 |                                                                 |                                                                 |                                                                 |                                                                 |                                                                 |                                |                                |                                         |                                         |                                         |                                         |                                         |                                         |                       |                       |                                           |                                           |                                           |                                           |                                           |                                           |  |  |  |  |  |  |  |  |  |  |  |  |  |  |  |  |  |  |  |  |  |  |  |  |  |  |  |  |  |  |  |  |  |  |  |  |
|  |  |                        |                        | Pir Sultan Abdal                                                  | Pir Sultan Abdal                                                  | Pir Sultan Abdal                                                  | Pir Sultan Abdal                                                  | Pir Sultan Abdal                                                  | Pir Sultan Abdal                                                  |                                          |                                          | Révoltes des Celali ou Celâl’îyye        | Révoltes des Celali ou Celâl’îyye        | Révoltes des Celali ou Celâl’îyye      | Révoltes des Celali ou Celâl’îyye      | Révoltes des Celali ou Celâl’îyye               | Révoltes des Celali ou Celâl’îyye               |                                                 |                                                 |                                                                                         |                                                     |                                                     |                                                     |                                                     |                                                     |                                   |                                   |                                             |                                             |                                             |                                             |                                             |                                             |                     |                     |                                                                 |                                                                 |                                                                 |                                                                 | Ichikisme                                                       | Ichikisme                                                       | Ichikisme                      | Ichikisme                      | Ichikisme                               | Ichikisme                               |                                         |                                         |                                         |                                         |                       |                       |                                           |                                           |                                           |                                           |                                           |                                           |  |  |  |  |  |  |  |  |  |  |  |  |  |  |  |  |  |  |  |  |  |  |  |  |  |  |  |  |  |  |  |  |  |  |  |  |
|  |  |                        |                        | Pir Sultan Abdal                                                  | Pir Sultan Abdal                                                  | Pir Sultan Abdal                                                  | Pir Sultan Abdal                                                  | Pir Sultan Abdal                                                  | Pir Sultan Abdal                                                  |                                          |                                          | Révoltes des Celali ou Celâl’îyye        | Révoltes des Celali ou Celâl’îyye        | Révoltes des Celali ou Celâl’îyye      | Révoltes des Celali ou Celâl’îyye      | Révoltes des Celali ou Celâl’îyye               | Révoltes des Celali ou Celâl’îyye               |                                                 |                                                 |                                                                                         |                                                     |                                                     |                                                     |                                                     |                                                     |                                   |                                   |                                             |                                             |                                             |                                             |                                             |                                             |                     |                     |                                                                 |                                                                 |                                                                 |                                                                 | Ichikisme                                                       | Ichikisme                                                       | Ichikisme                      | Ichikisme                      | Ichikisme                               | Ichikisme                               |                                         |                                         |                                         |                                         |                       |                       |                                           |                                           |                                           |                                           |                                           |                                           |  |  |  |  |  |  |  |  |  |  |  |  |  |  |  |  |  |  |  |  |  |  |  |  |  |  |  |  |  |  |  |  |  |  |  |  |
|  |  |                        |                        | Kul Himmet                                                        |                                                                   |                                                                   |                                                                   |                                                                   |                                                                   |                                          |                                          |                                          |                                          |                                        |                                        |                                                 |                                                 |                                                 |                                                 |                                                                                         |                                                     |                                                     |                                                     |                                                     |                                                     |                                   |                                   |                                             |                                             |                                             |                                             |                                             |                                             |                     |                     |                                                                 |                                                                 |                                                                 |                                                                 |                                                                 |                                                                 |                                |                                |                                         |                                         |                                         |                                         |                                         |                                         |                       |                       |                                           |                                           |                                           |                                           |                                           |                                           |  |  |  |  |  |  |  |  |  |  |  |  |  |  |  |  |  |  |  |  |  |  |  |  |  |  |  |  |  |  |  |  |  |  |  |  |
|  |  |                        |                        |                                                                   |                                                                   |                                                                   |                                                                   |                                                                   |                                                                   |                                          |                                          |                                          |                                          |                                        |                                        |                                                 |                                                 |                                                 |                                                 |                                                                                         |                                                     |                                                     |                                                     |                                                     |                                                     |                                   |                                   |                                             |                                             |                                             |                                             |                                             |                                             |                     |                     |                                                                 |                                                                 |                                                                 |                                                                 |                                                                 |                                                                 |                                |                                |                                         |                                         |                                         |                                         |                                         |                                         |                       |                       |                                           |                                           |                                           |                                           |                                           |                                           |  |  |  |  |  |  |  |  |  |  |  |  |  |  |  |  |  |  |  |  |  |  |  |  |  |  |  |  |  |  |  |  |  |  |  |  |

## Ordres et confréries alevi bektashi
Pir Sultan Abdal (1480-1550) est un célèbre poète turc alevi du XVIe siècle. La beauté et la richesse de ses vers reflète la vie sociale, culturelle et religieuse du peuple anatolien. Humaniste, il écrit au sujet de la résistance, l'amour, la paix, la mort et Dieu. En raison de sa révolte contre l'autoritarisme du pouvoir ottoman et sa proximité avec le Chah Ismail Ier ou Chah Hatayi il fut pendu par le pouvoir central en 1550.
- Les bektachi Tchelebi
- Les bektachi de l'ordre Babagan (fondé par Balim Sultan)
- Les odjakzade (ordre des ocak/odjak) :
- #Baba Mansurlular
- #Kureyşanlılar : descendants des Quraych ou Kureyş, tribu de Mahomet et de Ali ibn Abi Talib
- #Pir Sultanlar
- #Ağuçanlar (Ağu İçenler)
- #Sarı Saltıklar
- #Üryan Hızırlar
- #Derviş Cemaller
- #Seyitsabunlar
- #Sinemilliler
- #Şeyh Ahmet Dedeler
- #Dede Karkınlar
- #Hıdır Abdal Ocağı

Chaque communauté est placée sous la dépendance d'un foyer (ocak), instance qui désigne un maître spirituel et sa discipline. Les fondateurs des foyers sont d'origines diverses : on y trouve des dignitaires bektachi (Sari Saltik, Dede Kargin), un des douze imams ou un grand poète (Pir Sultan Abdal). Les alevi font remonter la généalogie mythique de ces fondateurs de foyers au Prophète. Chaque dede ou descendant du foyer (ocakzade) se voit attribuer un certain nombre de communautés qu'il visite une fois par an pour officier lors du rituel d'initiation ayin-i cem.

## Relations avec les sunnites
Les Alevi Bektachi respectent et acceptent les lieux de prières (mosquée) et la forme de prière (namaz) des croyants sunnites et chiites et plus largement de toutes les croyances. Ainsi en Turquie pour une prière réalisée à la mosquée la formule « Allah kabul etsin » (« Que Dieu accepte [ta prière] ») montre ce respect. Cette formule et ce respect sont valables pour tous les autres lieux de culte parce que le nom de Dieu y est évoqué (Dhikr ou Zikr). En retour les alevi attendent ce même degré de respect et d'acceptation. En Turquie les griefs alevi ne s'adressent pas à leurs concitoyens sunnites mais aux autorités politiques et religieuses qui refusent toujours une reconnaissance officielle de leur culte et privilégient une politique d'assimilation. Les relations entre les alevis et la grande majorité de leurs concitoyens sunnites sont bonnes et les mariages existent. Outre les similitudes théologiques, de grandes figures comme Ahmed Yasavi, Djalâl ad-Dîn Rûmî et Yunus Emre sont une référence aussi bien pour les alevi que pour les sunnites. Toutefois les alevi se plaignent d’être l’objet de pressions plus ou moins violentes de la part d’une mouvance sunnite radicale. Ces derniers, instrumentalisés par l'État à des fins politiques, sont à l'origine des pogroms à l'encontre des alevis.

## Présence alévie bektachi

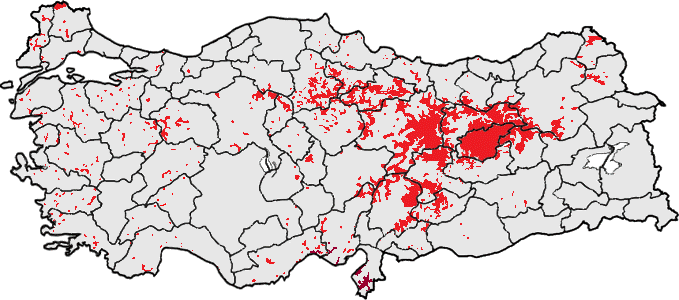
Répartition géographique des Alévis en Turquie.

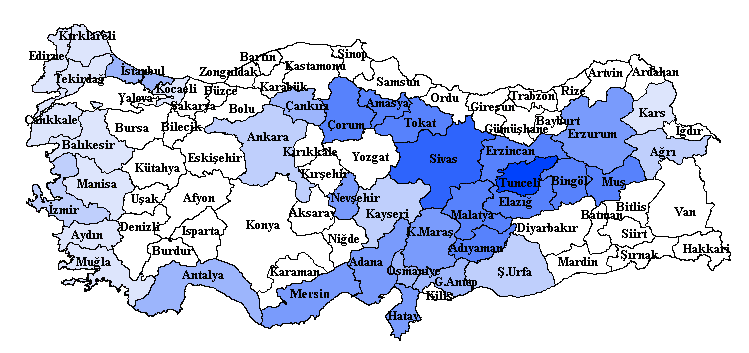
Turquie : part des Alévis dans la population totale : cette carte montre les provinces turques avec un taux élevé d'Alévis (niveaux bleu) et d'autres provinces avec un taux plus faible (< 10 %) (blanc).

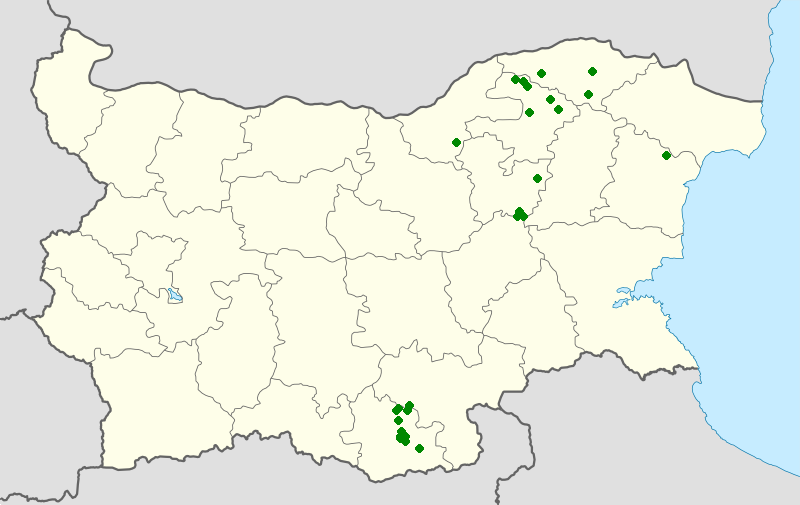
Répartition géographique des Alévis en Bulgarie.

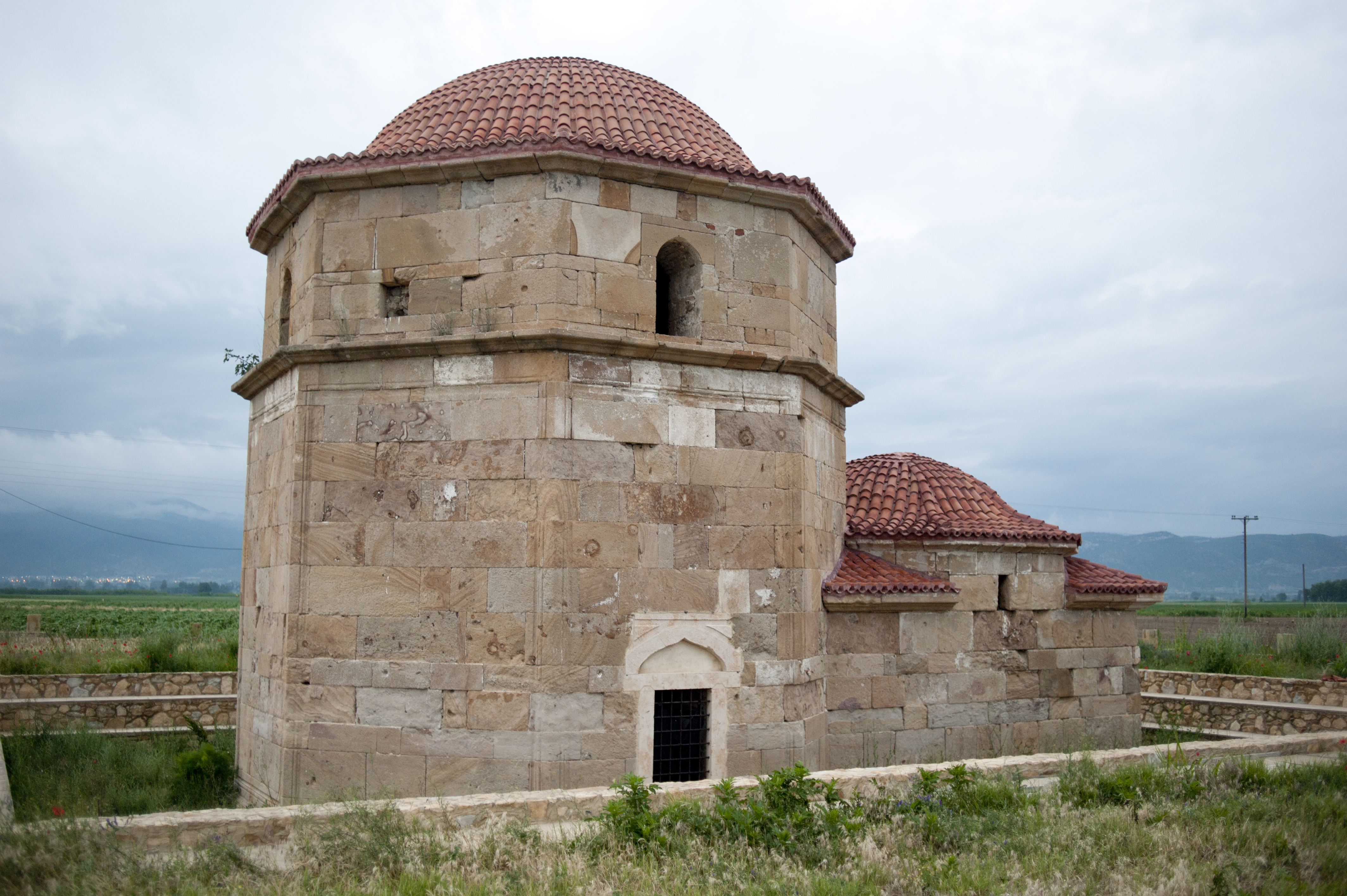
Tekke Kutulu Baba en Thrace, Grèce.

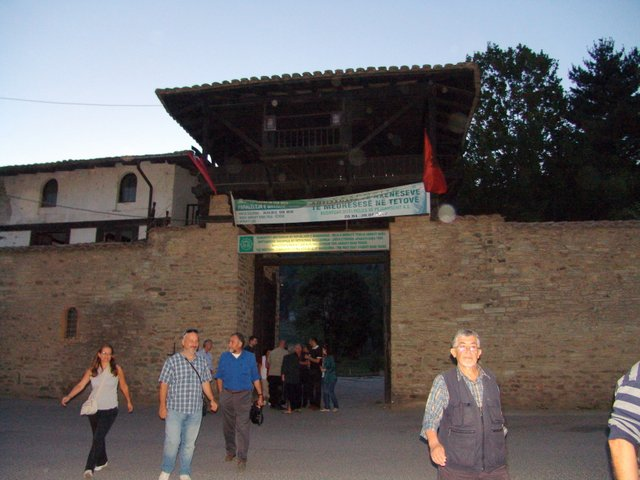
Tekke Arabati Baba à Kalkandelen, Macédoine.

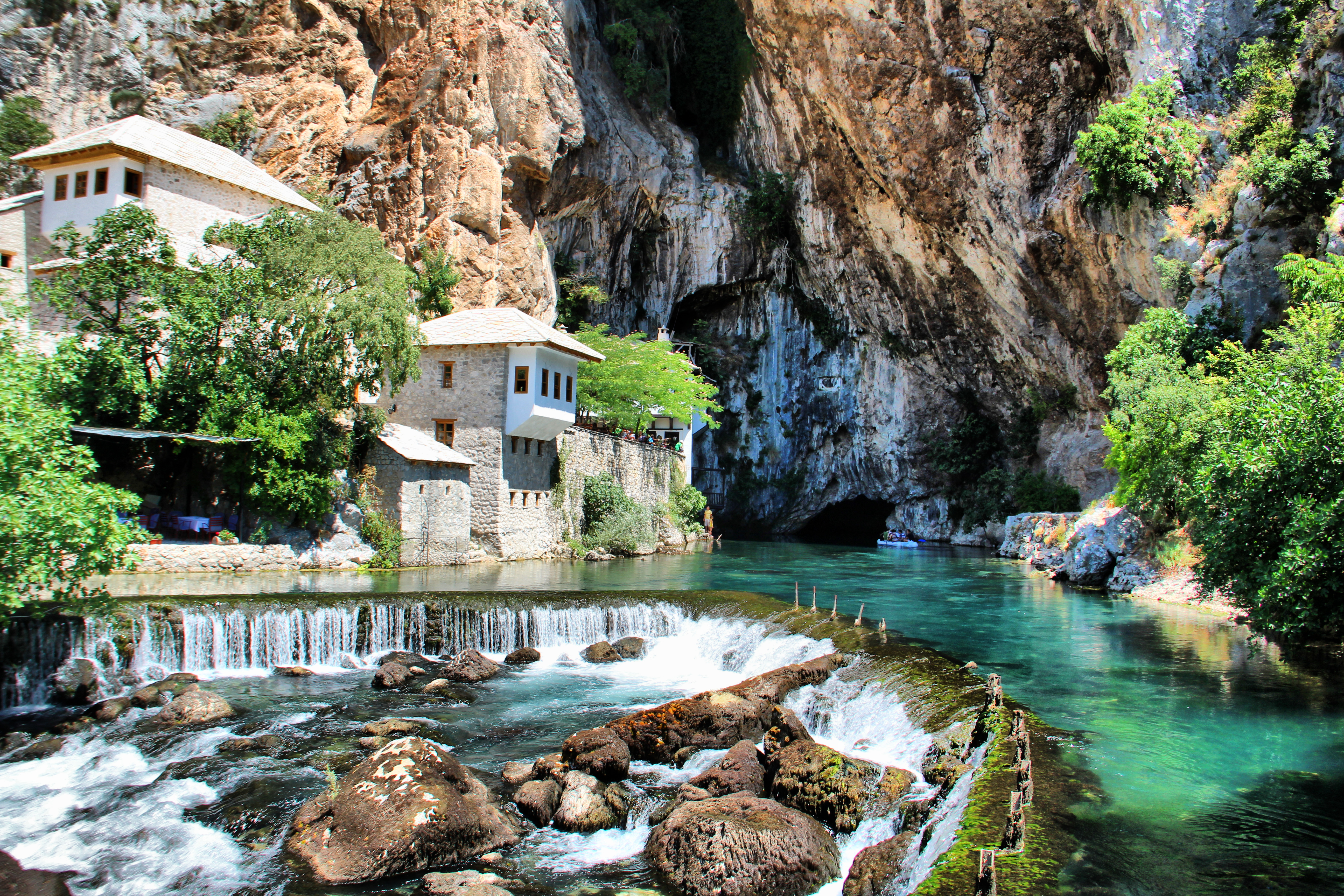
Tekke Sari Saltik (Alperenler Tekkesi) à Blagaj, Bosnie-Herzégovine.

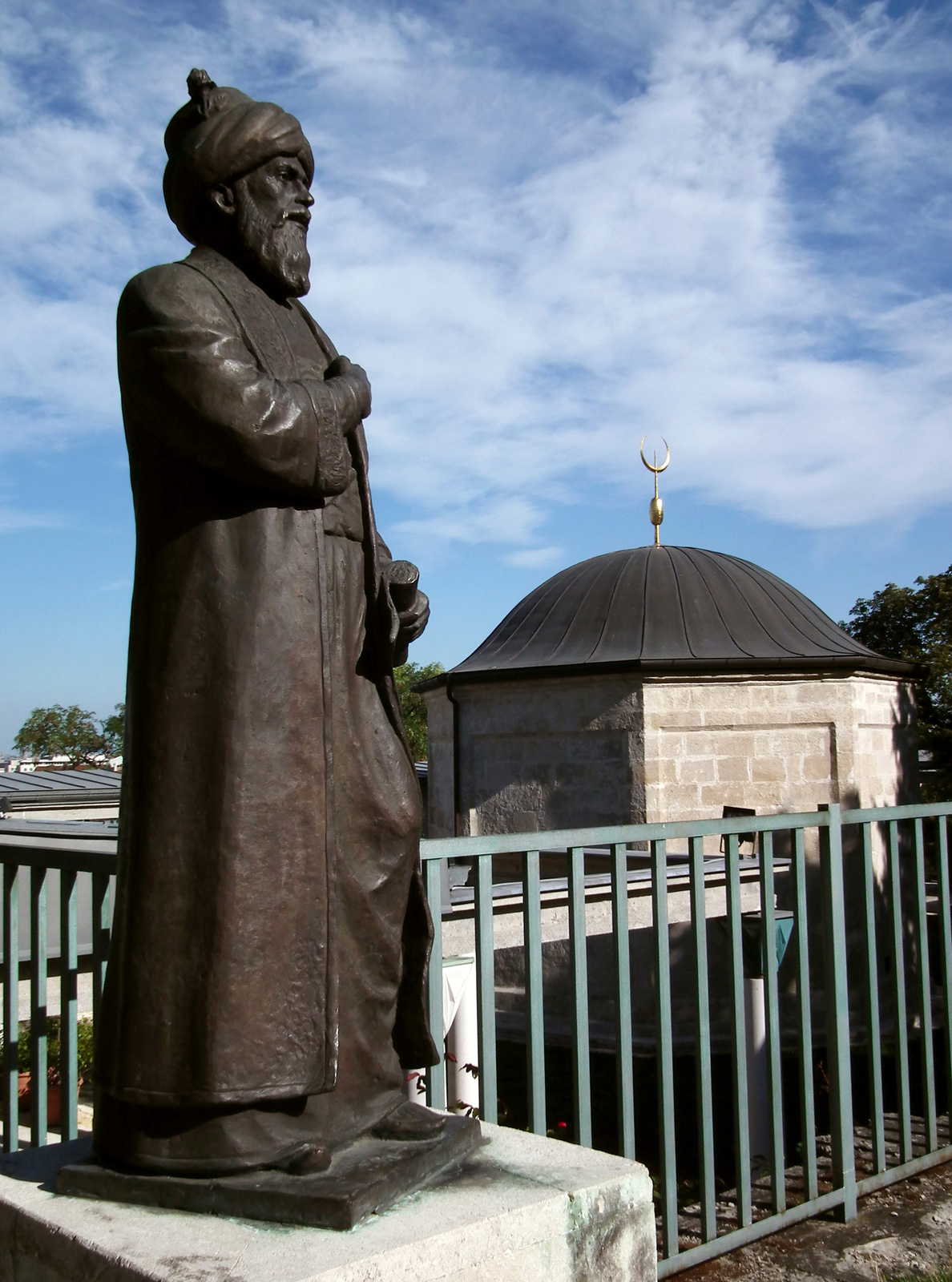
Tombeau de Gül Baba à Budapest en Hongrie.

La grande majorité des alévis sont d’origine turque et turkmène (environ 70 à 80 %). On trouve également des alévis d'origine kurdes kurmandji et zazas qui comme les kurdes appartiennent à la famille des langues indo-européennes. Dans les Balkans, une partie importante des Albanais et de petits groupes bosniaques sont bektachis. Il existe également des communautés alévies en Bulgarie.
L'aire d'influence de l'alevisme eut d'abord pour cadre la société nomade, puis au fil des politiques de sédentarisation forcée menées par le pouvoir central ottoman, le monde rural. En contrepoint, le bektachisme apparaît plutôt comme un phénomène urbain : à travers son influence auprès du corps de janissaires d'une part, et d'autre part, à travers l'organisation de sa structure monastique dont les cités ottomanes fournissent le cadre.

### Turquie
En 1826, date des massacres qui mirent fin au corps des janissaires, étroitement associés à l'ordre des Bektachi, l'Empire ottoman comptait sept millions d'alevi bektachi. Aucune source statistique de l'ère républicaine ne fournit aujourd'hui des indications fiables permettant une évaluation démographique de cette minorité. L'islam alevi bektachis constitue la seconde croyance en Turquie après l'islam sunnite. Les avis divergent sur leur nombre : officiellement, ils sont entre 10 et 15 % mais d’après les sources alévies ils représenteraient entre 20 et 25 % de la population nationale. Les répressions exercées contre la communauté sous l'Empire ottoman et la République ont provoqué chez les Alevis un sentiment de peur qui les a contraints à pratiquer leur culte en secret ou « Takiye ». Aussi, tant que la liberté de conscience religieuse et politique ne sera pas totale en Turquie, aucune estimation ne pourra être totalement fiable. Les démographes et les universitaires avancent le chiffre de 15  à   20 millions.
Aujourd'hui, l'Islam alévi bektachi est officiellement ignoré par la Turquie. Il existe en Turquie une administration dédiée aux affaires religieuses, la « Présidence des affaires religieuses » ou « Diyanet ». Cet organisme étatique finance uniquement le culte musulman sunnite, les cultes non-sunnites doivent assurer un fonctionnement financièrement autonome, quand ils ne rencontrent pas d'obstacle administratif à ce même fonctionnement. Lors de la récolte de l'impôt, tous les citoyens turcs sont égaux. Le taux d'imposition n'est pas fonction de la confession religieuse. Toutefois, à travers la « Présidence des affaires religieuses » ou « Diyanet », les citoyens turcs ne sont pas égaux devant l'utilisation des recettes. La « Présidence des affaires religieuses », qui est dotée d'un budget de plus de 2,5 milliards de USD en 2012, ne finance que le culte musulman sunnite. Ainsi, les musulmans alevi bektachis participent au financement des mosquées et au paiement des salaires des imams sunnites alors que leurs lieux de culte, qui ne sont pas officiellement reconnus par l’État, ne reçoivent aucun financement.
En théorie, la Turquie, à travers le traité de Lausanne de 1923, reconnaît les droits civils, politiques et culturels des minorités non musulmanes. En pratique, la Turquie ne reconnaît que les minorités religieuses grecques, arméniennes et israélites sans pour autant leur accorder tous les droits cités dans le traité de Lausanne. Les musulmans alevi-bektachis et câferî, les catholiques latins et les protestants ne font l'objet d'aucune reconnaissance officielle.
En 1978, des massacres orchestrés par des ultranationalistes et des fondamentalistes sunnites, dont l'emblématique massacre de Maraş, frappent la population alévie de la province de Kahramanmaras. En 1993, à Sivas, une ville conservatrice du centre de la Turquie, 37 personnes, majoritairement alévies, meurent dans l’incendie criminel de leur hôtel assiégé par des extrémistes religieux.
À deux reprises, en 1966 et en 1996, des alévis ont mis sur pied un parti politique spécifique, le Parti de l'unité (1966-1981), qui a fait élire dix députés aux élections de 1969, un à celles de 1973 et aucun à celles de 1977, puis le Parti de la paix (1996-1999), qui a recueilli 0,25 % aux législatives de 1999 et s'est autodissout quelques mois plus tard. Le peu de considération du Parti républicain du peuple vis-à-vis des revendications spécifiques alévies en matière de reconnaissance et de subsidiation de leur culte faisait partie des motivations lors de la création du Parti de la paix, précédée en 1995 de celle du Mouvement démocratique de la paix.
Les Alévis demeurent discriminés dans la Turquie contemporaine. L’État ne les reconnait pas comme un mouvement religieux à part entière et ne considère pas non plus leur cemevis comme des lieux de culte, les privant ainsi de son soutien financier. Recep Tayyip Erdoğan, issu de l’AKP, parti conservateur, a lui-même visé cette minorité, accusant ses membres d’être « dominants » parmi les juges en Turquie et d’inventer « une nouvelle religion ».
Selon la revue Croire et Lire 30-35 % des turcs sont de confession Alévi-Jafari.

#### Liste des pogroms ou massacres
- 1513-1514 : massacre des kizilbaş sous Yavuz SUltan Selim (40 000 victimes)
- 1826 : massacres qui mirent fin au corps des janissaires, étroitement associés à l'ordre des bektachis
- 1937-1938 : massacre de Dersim
- 1938 : massacre de Zini Gediği à Erzincan[67]
- 1978 : massacre de Maraş
- 1980 : massacre de Çorum
- 1993 : massacre de Sivas
- 1995 : massacre de Gazi

#### Politique d'assimilation
Avant le règne de Yavuz Sultan Selim, la présence alévie en Anatolie est fortement corrélée avec la présence turkmène. Après les massacres perpétrés par Yavuz Sultan Selim, de nombreux turkmènes alévis se sont convertis au sunnisme pour avoir la vie sauve. Cette politique d'assimilation est poursuivie sous la république avec les cours de religion sunnite dans l'enseignement et le conditionnement de l’accès des localités alevis aux services et équipements publics à la construction de mosquée. Finalement, des provinces historiques de l'alevisme bektachisme (Thrace, Eskişehir, Afyon, Bilecik, Bursa, Sinop…) sont aujourd'hui majoritairement peuplées de turkmènes sunnites. Les traces de cette présence alevie se retrouve toujours dans le nom des localités et des rues (Pirler Mahallesi, Dedeler Sok, Erenler Sok…),.

#### Une autre forme d'assimilation: l'Alévisme sans Ali (Alisiz Alevilik)
Récemment, une nouvelle politique d'assimilation s'est manifestée notamment par des kurdes « alévis » assurant à la communauté alévi que celle-ci était en réalité influencée par le zoroastrisme et qu'elle n'avait rien à voir avec l'islam, que l'imam Ali était juste une image, un symbole ainsi que des arguments instables semblables à ces derniers. L'Alévisme sans Ali est donc un nouvel alévisme qui prône le refus total du livre Sacré, des 12 imams, de certaines pratiques et rituels également sans oublier cette nouvelle mode de qualifier les chefs religieux alévis (les dedes) d'illettrés et d'incultes. Notons que cette politique s'est vu développé en Allemagne par des kurdes alévis n'acceptant pas les origines Turkmènes de la communauté en question. Elle se répand petit à petit en Turquie. Véritable danger pour les chefs religieux alévis qui mettent en garde la communauté et particulièrement les jeunes, contre ces opportunistes essayant d'assimiler un peuple, une croyance en métamorphosant goutte à goutte ses valeurs, ses pratiques, ses rituels voir Alisiz alevilik de Faik bulut (1997)

### Albanie et Kosovo
Il n'existe pas de chiffres officiels récents sur la population de la communauté bektachi. Les anciennes statistiques parlent de 150 000 (Kingsley, 1994:85) à 200 000 ménages (Tomor, Interview, 1994) (statistiques de 1912 et 1967).
Les bektachi représentent environ 15 % de la population albanaise soit 425 000 individus
- Les bektachi sont principalement situés dans le sud de l'Albanie : Gjirokastër, Sarandë-Delvinës, Tepelen, Përmet, Kolonjë, Skrapar, Korçë, Devoll, Mallakastër, Vlorë, Leskoviku, Ersekë.
- Les bektachis sont également présents dans le centre du pays : Krujë, Tiranë, Kavajë, Durrës, Lushnjë, Elbasan, etc.
- Dans une moindre mesure dans le nord : Martaneshi, Dibër, Bulqizë, Shkodër.

### Bulgarie
Selon des sources non officielles, les Alévis représentent entre 18-20 % la population turcophone du pays, 13 % selon les chiffres officiels.
Selon une enquête réalisée par Irène Mélikoff en 1985, le nombre d'alévis en Bulgarie est d'environ 90 à 100 000. Le recensement du 4 décembre 1992 dénombre 83 537 habitant qui se définissent comme alévis.
Ce chiffre est certainement sous-estimé dans la mesure où les qizilbash et les bektachi de Bulgarie ne se définissent pas en tant qu'alévi comme en Turquie.
La population alévie est concentrée dans les provinces de Razgrad, Ruse, Silistra et Sliven.

### Grèce
La communauté pomak, 30 000 habitants, est principalement de confession bektachi.

### Chypre
La population historique (hors migrations récentes) est principalement constituée de turkmènes alevis. Entrés en révoltes contre le pouvoir central ottoman (XVIe siècle) , ces derniers sont réprimés et déportés d’Anatolie vers Chypre où ils se convertissent majoritairement au sunnisme à la suite d'une politique d'assimilation. Aujourd'hui la communauté qui se déclare alevie de Chypre se monte à 30 000 âmes.

### Macédoine
La communauté alevis bektachi est estimée à 30 000 personnes selon les autorités bektachi.

### Bosnie-Herzégovine
- Tekke Bektachi de Blagaj (Mostar) construit après la conquête ottomane de la Bosnie (1465). En 1826, Mahmoud II met fin au système des janissaires et ce Tekke Bektachi est attribué à un ordre orthodoxe, la Naqshbandiyya[74].

### Hongrie
Budapest où se situe le tombeau de Gül Baba (mort en 1541). Également connu sous le nom Cafer, Gül Baba était un poète ottoman, un derviche bektashi et un proche du sultan Soliman le Magnifique.

### Roumanie
- Babadag: l'origine de la ville remonte au XIIIe siècle, quand le derviche Baba Sari Saltik a contribué à l'installation de Turcomans dans cette partie de la Dobroudja. L'explorateur Ibn Battuta mentionne la ville sous le nom de Baba Saltuk comme point avancé des Turcs dans la région. Le tombeau de Sari Saltik se trouverait à Babadag en Roumanie[75].
- À Kilgra (Kaliakra) sur la mer Noire, Evliya Çelebi raconte avoir visité un tekke Bektashi, qui prétend également contenir le tombeau de Sari Saltik. Au début du XXe siècle, ce site était un lieu de pèlerinage pour les musulmans et les chrétiens[75].
- Proche de Baltchik : il y avait autrefois un tekke bektashi d'une grande importance, l'un des plus importants en Roumélie. Le saint qui y était enterré était appelé Hafouz Halil Baba, ou Ak-Yazili Baba[75].

### Iran, Irak et Azerbaïdjan
- Irak: en Mésopotamie, les tekkes bektachi étaient proches des lieux saints chiites : il s'agissait plus de maisons de repos pour bektashi en pèlerinage que de tekkes : Bagdad (avec le tombeau de Gulgul Baba), Kazmen (une banlieue de Bagdad sacré pour les chiites abrite le tombeau de l'imam Moussa), Kerbela, Nedjef et Samara[75].

### Égypte
Le couvent bektashi sur le Mokattam, au-dessus de la citadelle au Caire, est le seul établissement de l'ordre en Égypte. Une grande grotte dans l'enceinte du couvent abrite le türbe ou mausolée de Kaigousouz Sultan, le fondateur du couvent,.

### Migrations contemporaines
- Allemagne : entre 3,8 et 4,3 millions de musulmans vivent en Allemagne. Les alévis représentent 13 % des musulmans suivis par les chiites avec environ 7 %. La population alevi bektachi est estimée entre 500 et 625 000. En 2000, l'Allemagne accorde aux alévis le statut de « communauté religieuse »[77].
- France : le nombre d’alévis est estimé entre 120 et 150 000 en 2012. Un grand nombre ont immigré en France dans les années 1970-80[78]. 80 % des alevi bektachi ont la nationalité française[78]. Ils sont représentés par la Fédération de l'union des alévis de France.
- Suisse : 40 000 à 50 000 alévis vivent en Suisse, la plupart sont d'origine turque. La première association alévie de Suisse a été créée en 1992 à Bâle[79]. Le parlement bâlois a accordé le 17 octobre 2012 la reconnaissance cantonale à la communauté alévie[80].
- Royaume-Uni : l'école primaire « Enfield Prince of Wales » de Londres est la première école primaire au monde a dispenser un cours sur l'alévisme[81]. On compte environ 300 000 alévis[82].
- Pays-Bas : 50 000 alevis bektachi vivent aux Pays-Bas[83].
- Belgique : les alévis sont estimés à 90 000 en Belgique[19].
- Autriche : les alévis bektachi sont environ 60 000 en Autriche[84]. En 2010, l'État autrichien a officiellement reconnu l'alévisme comme un culte. Les cemevi ont un statut légal, les chefs religieux sont reconnus par l'État, les jours sacrés (kurban, ashura, Hizir et newroz) des alevis sont devenus des jours fériés, et des master sur l'alévisme sont mis en place[85].
- Pays scandinaves : la Fédération de l'union des alévis de France recense 50 000 alévis en Scandinavie.
- Australie :
- Canada :
- États-Unis :

### Synthèse sur la situation des alévis bektachis dans le monde

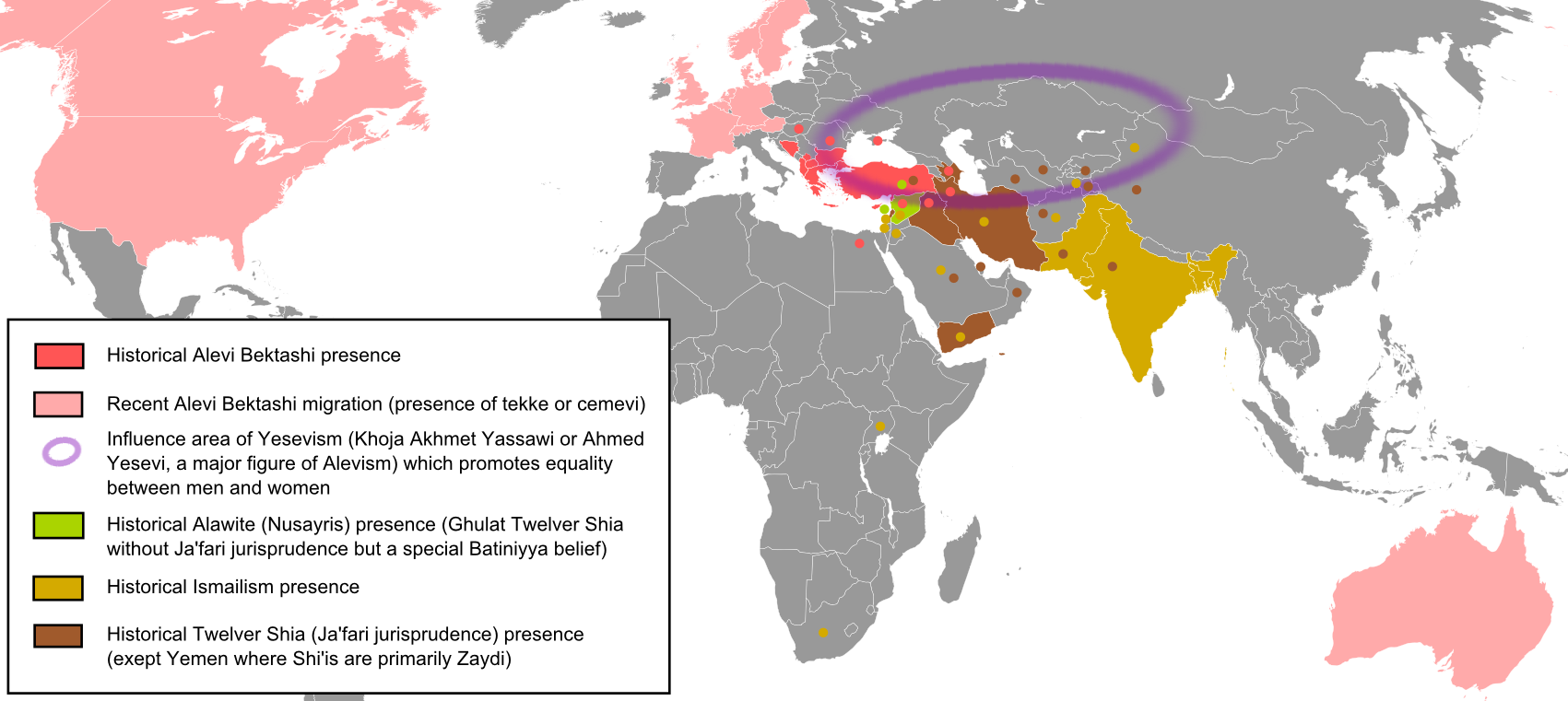
Aire d’influence de l'alévisme bektachisme et du yesevisme qui promeut l'égalité entre les hommes et les femmes (Ahmed Yesevi ou Ahmed Yasavi est une grande figure de l'alévisme).

| Pays        | Reconnaissance officielle du culte | Reconnaissance des chefs religieux | Reconnaissance des jours sacrés (kurban, ashura, Hizir et newroz) comme jours fériés | Enseignement de l'alévisme dans les programmes scolaires en tant que culte |
| ----------- | ---------------------------------- | ---------------------------------- | ------------------------------------------------------------------------------------ | -------------------------------------------------------------------------- |
| Turquie     | Non                                | Non                                |                                                                                      |                                                                            |
| Albanie     |                                    |                                    |                                                                                      |                                                                            |
| Bulgarie    |                                    |                                    |                                                                                      |                                                                            |
| Grèce       |                                    |                                    |                                                                                      |                                                                            |
| Macédoine   |                                    |                                    |                                                                                      |                                                                            |
| Allemagne   | Oui                                |                                    |                                                                                      | Oui                                                                        |
| France      |                                    |                                    |                                                                                      |                                                                            |
| Suisse      | Oui (canton de Bâle-Ville)         |                                    |                                                                                      |                                                                            |
| Royaume-Uni | Oui                                |                                    |                                                                                      |                                                                            |
| Pays-Bas    |                                    |                                    |                                                                                      |                                                                            |
| Belgique    |                                    |                                    |                                                                                      |                                                                            |
| Autriche    | Oui                                | Oui                                | Oui                                                                                  | Oui                                                                        |
| Danemark    | Oui                                |                                    |                                                                                      |                                                                            |
| Suède       |                                    |                                    |                                                                                      |                                                                            |
| Australie   |                                    |                                    |                                                                                      |                                                                            |
| Canada      |                                    |                                    |                                                                                      |                                                                            |
| États-Unis  |                                    |                                    |                                                                                      |                                                                            |

## L'alévisme et la question kurde
Si la majorité des alévis de Turquie sont incontestablement de culture et de langue turques, les alévis kurdes forment une forte minorité. Les alévis kurdes de Turquie vivent essentiellement dans les régions de Dersîm, de Maras et de Malatya, ainsi que dans quelques enclaves de la région de Sivas. Ils parlent les dialectes zaza (surtout à Dersîm) et kurmandji.
Au contraire d'autres alévis qui, au début des années 1920, saluent l'avènement de la république turque où ils espèrent vivre sur un pied égal avec les sunnites majoritaires, la plupart des alévis du Dersim et de ses environs se méfient du miliî mûcadele (lutte nationale) menée par Mustafa Kemal. En effet, celui-ci met alors en avant la solidarité musulmane, de facto sunnite, avant de soumettre et d'incorporer l'aspect religieux au concept nationaliste. Des tribus alévies du Dersim et du Koçkiri (à la frontière occidentale du Dersim) déclenchent fin 1920 un soulèvement, préparé dès 1919, contre le nouveau pouvoir. Ce soulèvement est, chronologiquement, la première des révoltes kurdes des années 1920-1930. Il faut ici noter que, durant cette série de révoltes, les Kurdes alévis ne participent pas aux soulèvements des sunnites et les Kurdes sunnites pas à ceux des alévis, ce qui profite évidemment à leurs adversaires. La révolte des alévis kurdes de Dersîm en 1938, qui clôt par ailleurs la période des révoltes des années 1920-1930, se termine par un massacre effroyable dans l'indifférence générale.

## Littérature

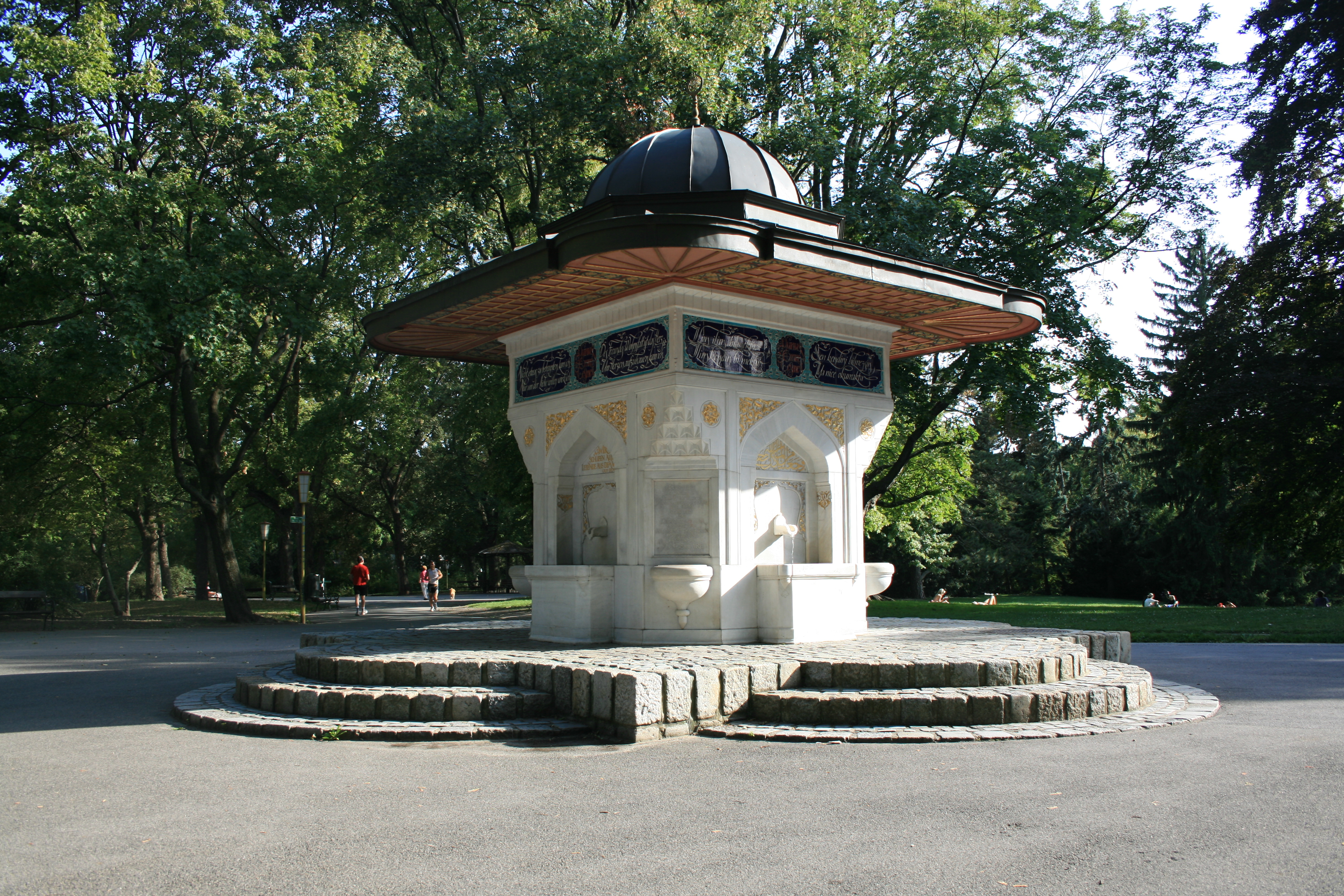
Fontaine Yunus Emre à Türkenschanzpark à Vienne en Autriche.

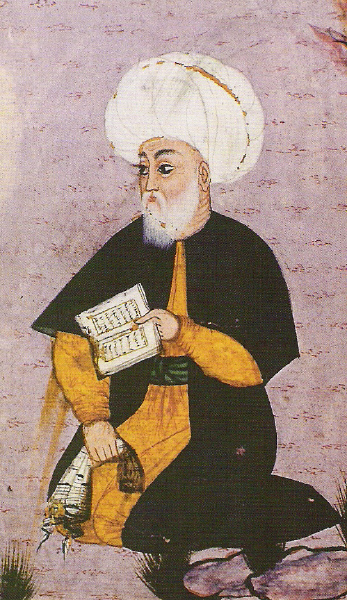
Fuzûlî ou Mehmet Süleymanoglu Fuzulî est un poète turcophone du XVIe.

La littérature alévie a influencé profondément la littérature turque en général ainsi que la littérature chiite.
Les hymnes chantés avec ou sans accompagnement de bağlama (saz) sont appelés nefes (souffle). Les chants religieux et spirituels chantés avec le bağlama sont appelés deyiş (dit). Les cantiques traitant du martyr de Hussein sont appelés mersiye. Les cantiques qui racontent l'ascension céleste de Mahomet sont appelés miraçlama. Les cantiques adressés aux 12 imams sont appelés duvaz-imam (12 Imams en persan). Les cantiques traitant des cycles d'incarnation de prophétie et de sainteté sont appelés devriye (en arabe, dawr, révolution/cycle). Les cantiques psalmodiés le jour du Nevruz (Newroz) (21 mars) rappelant la naissance de Ali dans la Kaaba, du jour de la révélation prophétique, du mariage d'Ali et Fatima, sont appelés nevruziye.
Comme c'est une littérature très étendue dans l'espace et dans le temps, du Turkestan au Balkans, il faut la diviser par région et par siècle. La grande littérature alévie est née au XIIe siècle.
Au Turkestan son premier représentant est Ahmed Yesevi ou Ahmed Yasavi (XIIe siècle).
En Azerbaïdjan ses représentants sont :
- Seyyid Nesimi (XIVe siècle)
- Shah Ismail Khatai (XVIe siècle)
- Qurbani (XVIe siècle)
- Mehemmed Fuzûlî (XVIe siècle)

En Iran:
- Mansur al-Hallaj ou Hallâc-ı Mansûr (IXe siècle et Xe siècle)

En Anatolie nous avons :
- Said Emre (XIIIe siècle)
- Yunus Emre (XIIIe et XIVe siècles)
- Kaygusuz Abdal (XIVe et XVe siècles)
- Virani (XVe et XVIe siècles)
- Pir Sultan Abdal (XVIe siècle)
- Kul Himmet (XVIe siècle)
- Teslim Abdal (XVIIe siècle)
- Kul Şükrü (XVIIIe siècle)
- Dertli (XIXe siècle)
- Harabi (XIXe et XXe siècles)

Dans les Balkans les représentants sont :
- Yemini (XVIe siècle)
- Kazak Abdal (XVIIe siècle)
- Bosnevi (XIXe siècle)

Fuzuli était aussi un poète chiite. Nesimi, Yemini étaient en même temps des poètes Houroufis. Virani se considérait aussi poète Nusayris. Il y a aussi d'autres poètes alévis appelés halk ozanı c’est-à-dire « bardes du peuple » car ils n'ont pas été derviches ou abdals ; parmi eux, citons Köroğlu, Karacaoğlan, Kerem, Garip, Gevheri, Dadaloğlu.

### Nefes Bektachi
En turc :
« Zahid bizi tan eyleme

Hak ismin okur dilimiz

Sakın efsane söyleme

Hazrete varır yolumuz

Sayılmayız parmak ile

Tükenmeyiz kırmak ile

Taşramızdan sormak ile

Kimse bilmez ahvalimiz »
Essai de traduction :

« Croyant ne nous dénigre pas

C'est le nom d'Allah qui sort de notre bouche

Ne vilipende pas après nous

Car c'est bien au prophète que mène notre voie

Tes doigts sont insuffisants pour nous compter

Tes destructions ne nous consumeront pas

Tes connaissances ne sont qu’ouï-dire

Ne prétends pas connaître notre voie »

## Musique

### «Yedi ulu ozan», les sept sublimes poètes
« Yedi ulu ozan », les Sept Sublimes Poètes sont les chantres qui par leur deyiş ont propagé la culture alevi-bektachi :
- Nesîmî ou Saiyid Imad-ad-din Nassimi (XIVe siècle)
- Yemini (XVe siècle)
- Fuzûlî (XVIe siècle)
- Şah İsmail Hatai (XVIe siècle)
- Virani (XVIe siècle)
- Pir Sultan Abdal (XVIe siècle)
- Kul Himmet (16. yy.)

### Liste des artistes
- Aşık Feyzullah Çınar,
- Aşık Mahzuni Şerif,
- Âşık Veysel,
- Aşık Daimi,
- Ali Ekber Çiçek,
- Arif Sag,
- Belkıs Akkale,
- Cengiz Özkan,
- Erdal Erzincan,
- Davut Sulari,
- Hasret Gültekin,
- Muharrem Temiz,
- Muhlis Akarsu,
- Musa Eroğlu,
- Nesimi Çimen,
- Özlem Özdil,
- Sabahat Akkiraz,
- Ulaş Özdemir,
- Yavuz Top,
- Ruhi Su : musicien acquis à la cause alevie.